# Histoire de la Hongrie

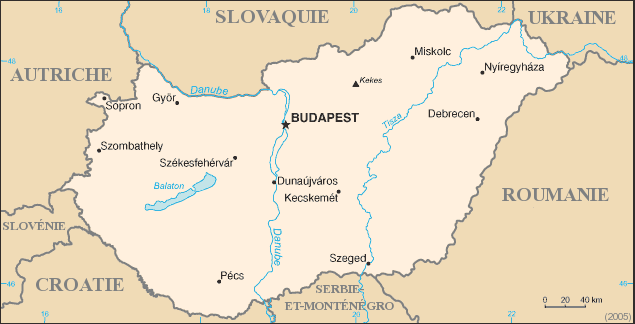
Hongrie actuelle

Pour des articles plus généraux, voir Hongrie et Hongrois.
L'histoire de la Hongrie commence durant le haut Moyen Âge, lorsque la plaine de Pannonie est occupée par les Magyars, peuple nomade venu du centre-nord[pas clair] de l'actuelle Russie.
Vers 1050, est créé le royaume de Hongrie, qui passe au XVIe siècle sous le contrôle de l'Empire ottoman et des Habsbourg d'Autriche, qui finissent par refouler les Turcs vers les Balkans. Le royaume de Hongrie devient alors le principal des États patrimoniaux de la maison de Habsbourg. Mais la noblesse hongroise reste imbue de son indépendance, de sorte qu'au XIXe siècle, elle réussit à obtenir un partage du pouvoir dans l'empire d'Autriche qui devient en 1867 l'empire d'Autriche-Hongrie.
Après la défaite subie à la fin de la Première Guerre mondiale et la chute des Habsbourg à Vienne, la Hongrie devient indépendante, mais le traité de Trianon (1920) réduit considérablement son territoire. Après une brève première république, un régime particulier est instauré en 1919 : un royaume gouverné par un régent, l'amiral Horthy. Allié avec l'Allemagne pendant la Seconde Guerre mondiale, Horthy est renversé par les nazis en octobre 1944, peu avant que l'armée soviétique occupe tout le pays en janvier 1945.
La République est de nouveau proclamée en 1946, mais en 1949, elle devient une république populaire après la prise du pouvoir par les communistes de Mátyás Rákosi. En 1956, le régime, ébranlé par l'insurrection de Budapest, est maintenu en place grâce à l'intervention de l'armée soviétique. Mais, malgré l'exécution d'Imre Nagy, les dirigeants staliniens doivent céder la place à János Kádár, qui va gouverner le pays jusqu'en 1988.
En 1989, au moment de la chute des régimes communistes en Europe, la Hongrie met fin au régime du parti unique et adopte la démocratie. Le 1er janvier 2012, l'Assemblée nationale adopte la Loi fondamentale de la Hongrie, nouveau texte constitutionnel du pays.

## Évolution de la population de la Hongrie depuis 1400
En 2024, la Hongrie (Magyarország), pays sans littoral d'Europe centrale de 93 028 km2 a une population d'environ 10 millions de personnes (Magyars), parlant principalement le hongrois (magyar nyelv), langue finno-ougrienne.
Selon les recensements, leur effectif se monte à 9 597 085 en 2023, 10 709 463 en 1980, 9 961 044 en 1960, 8 685 109 en 1930, 6 854 415 en 1900, 5 011 310 en 1870 ; et, selon les estimations, 4 millions vers 1820, 2 vers 1720 et 1 vers 1400.
En 2024, la diaspora hongroise dépasse les 5 millions et les Magyars d'outre-frontières, minorités dans les pays voisins (Roumanie, Serbie, etc.) seraient 2,5 millions.

## Préhistoire et proto-histoire

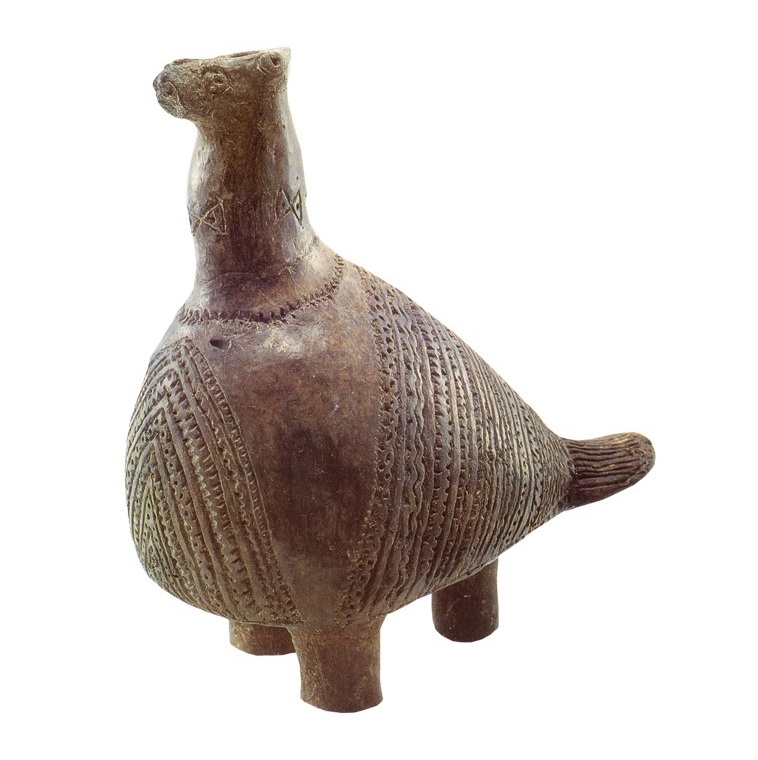
Colombe en céramique, culture de Vucedol

La préhistoire centre-européenne est riche d'hypothèses dans la région de la Plaine de Pannonie :
- Cultures archéologiques en Hongrie (en)
- Vértesszőlős, site préhistorique
- Culture de Körös (de) (de 6 200 à 5 600 av. J.-C.)
- Céramique linéaire Alföld (de) (de 6 000 à 4 000 av. J.-C.)
- Culture de Lengyel (de 5 000 à 3 400 av. J.-C.)
- Culture de Tisza (de 4 200 à 3 200 av. J.-C.)
- Culture de Vučedol (de 3 000 à 2 200 av. J.-C.)
- Culture de Hallstatt (de 1 200 à 450 av. J.-C.)

## Antiquité et Haut Moyen-Âge: la Pannonie avant la Hongrie

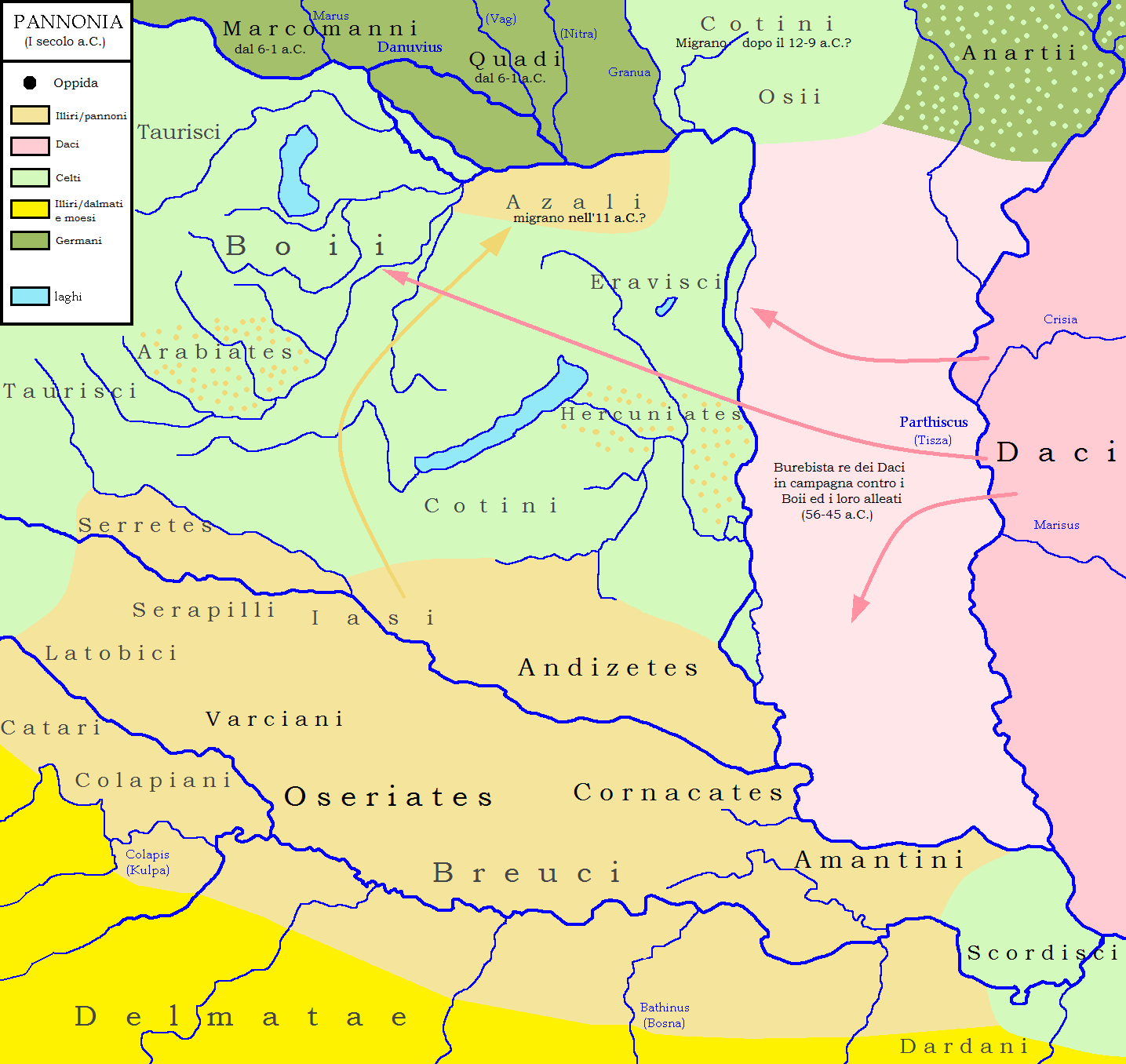
Populations de Pannonie antique
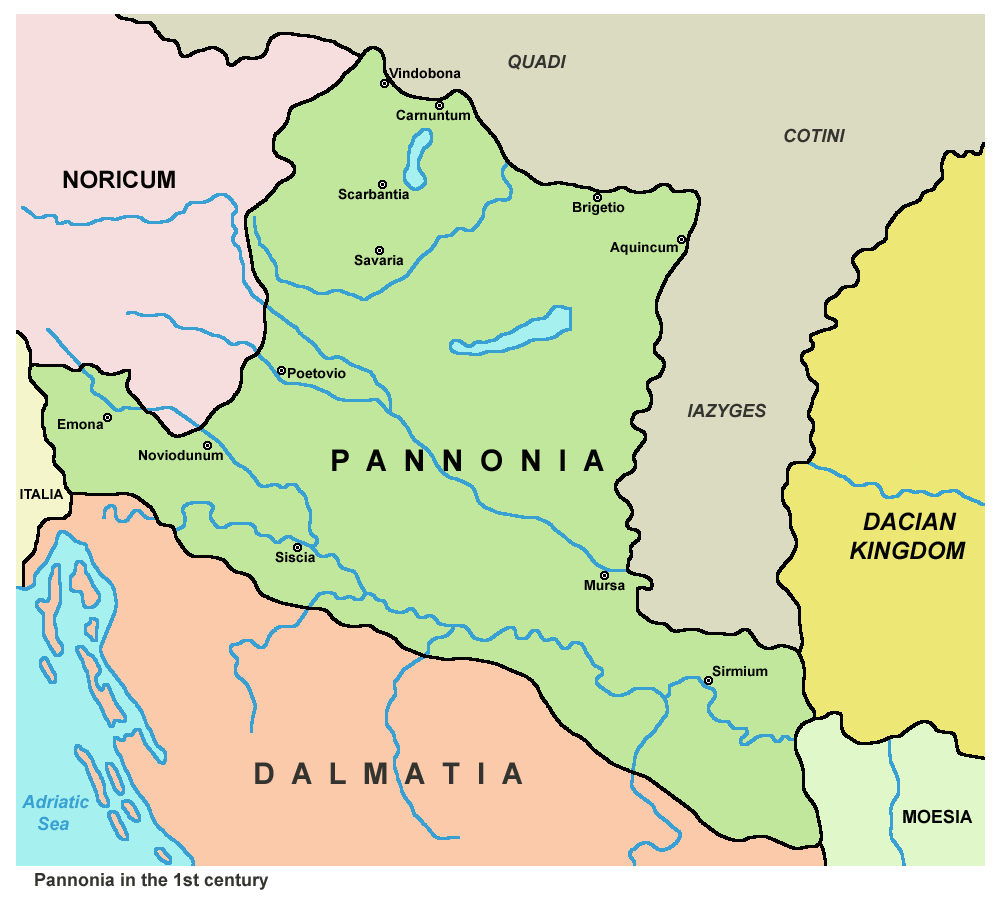
Pannonie trajane, vers 120-150
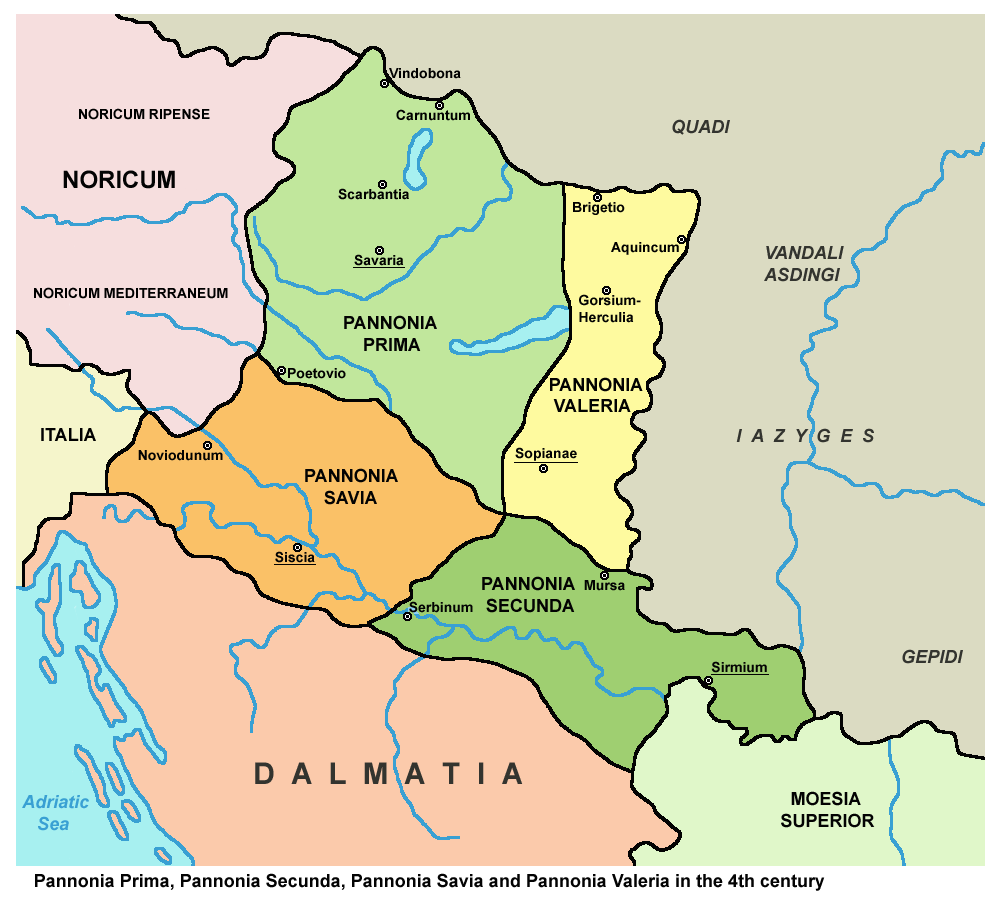
Provinces romaines de Pannonie, vers 300
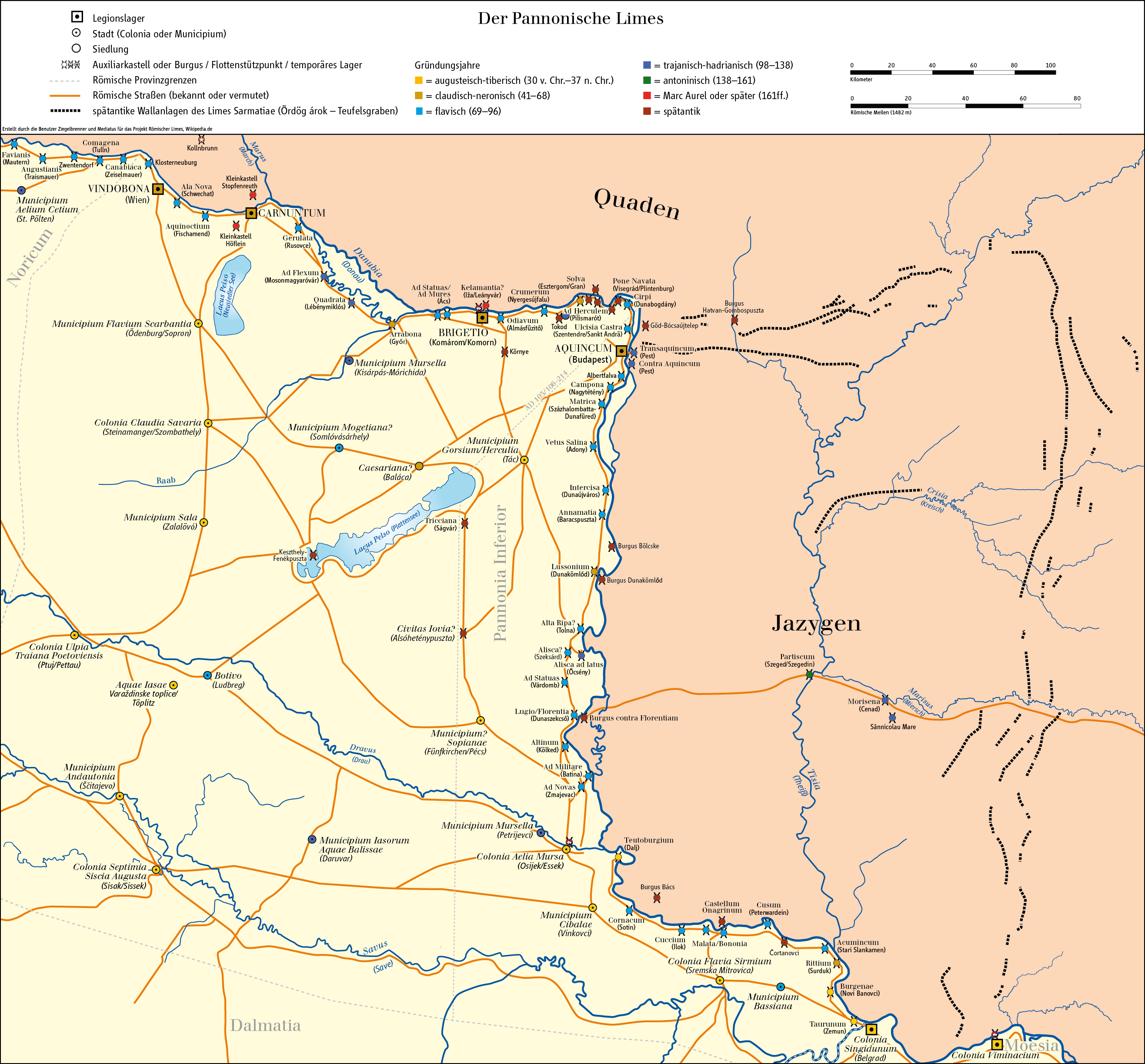
Limes de Pannonie (en)
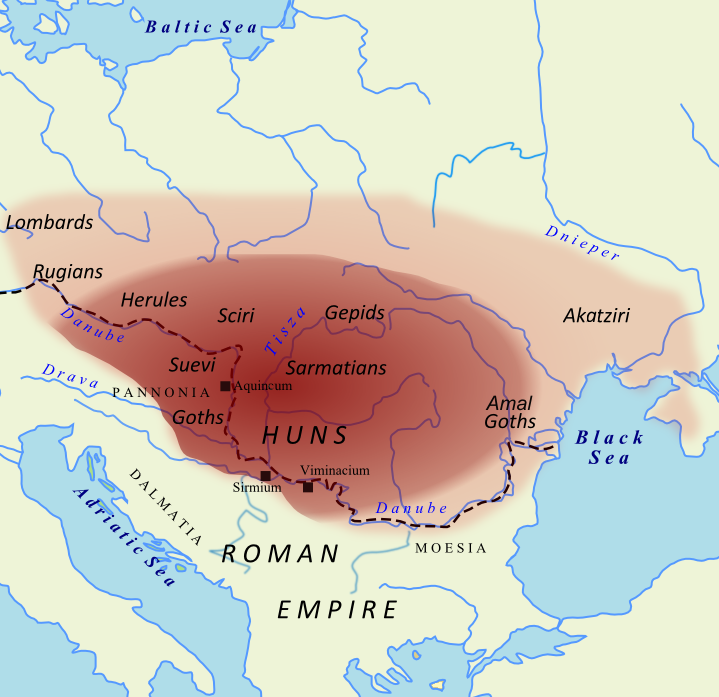
Peuples de la région vers 450
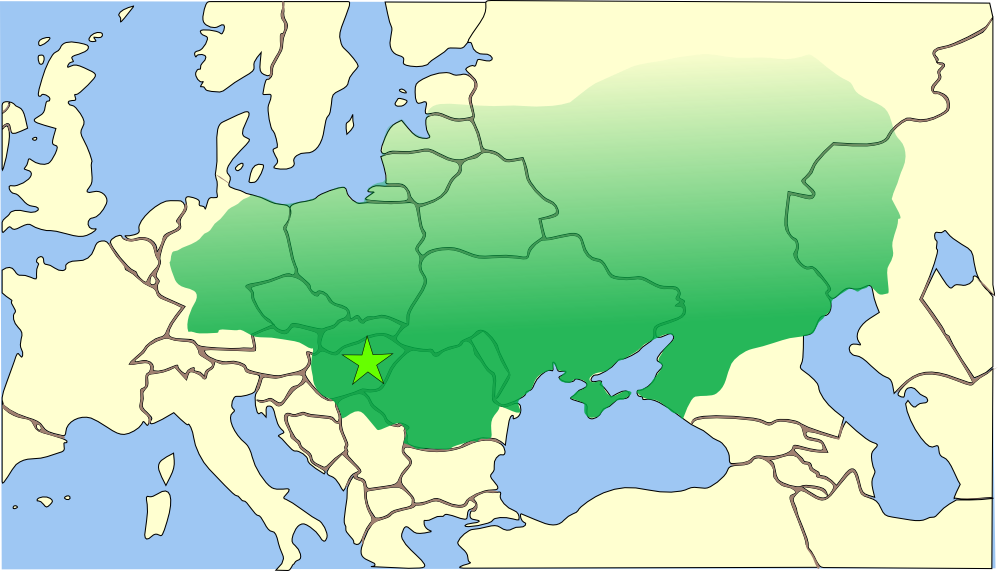
Expansion maximale d l'empire hunnique vers 451
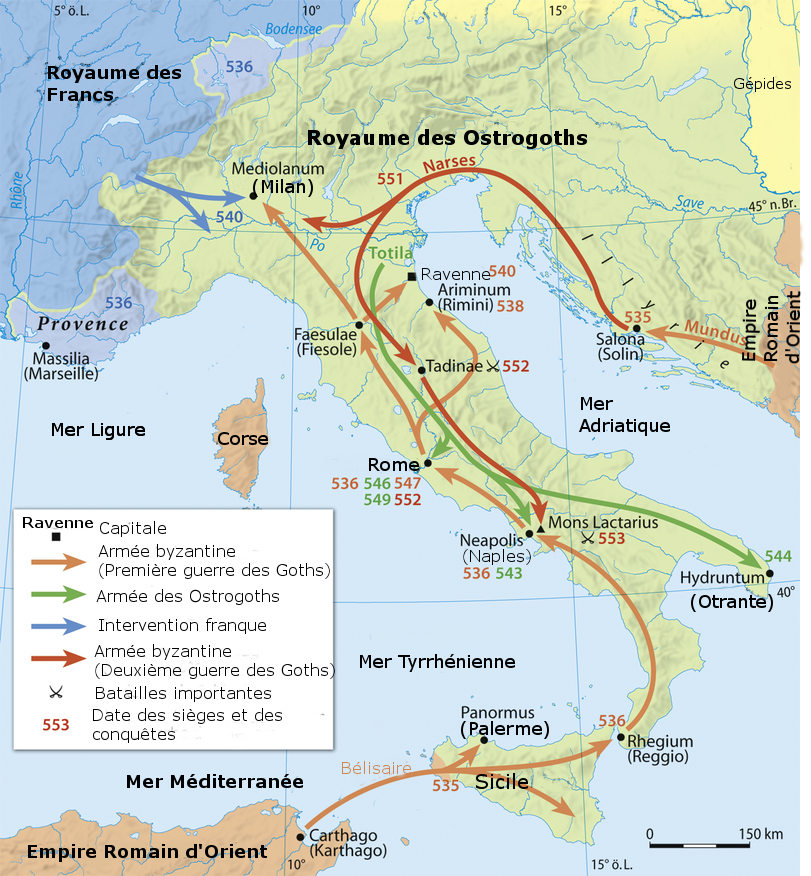
Royaume ostrogoth (393-553)
Royaume longobard / des Lombards en Europe centrale, vers 526
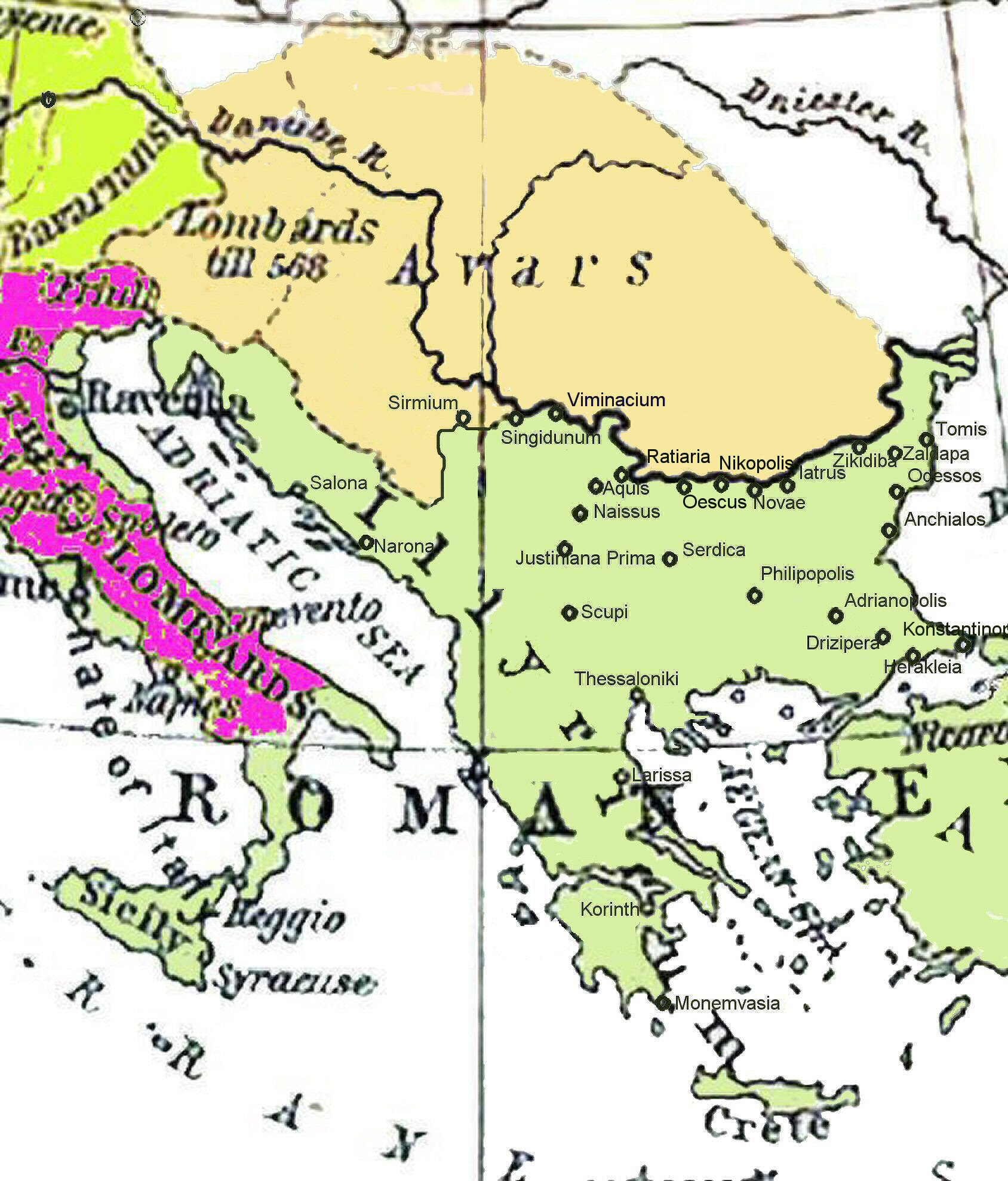
Khaganat avar et Balkans, vers 600
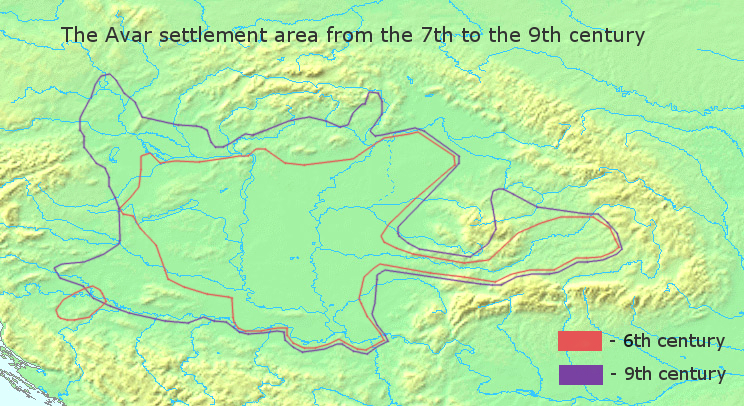
Peuplements avars vers 600-800
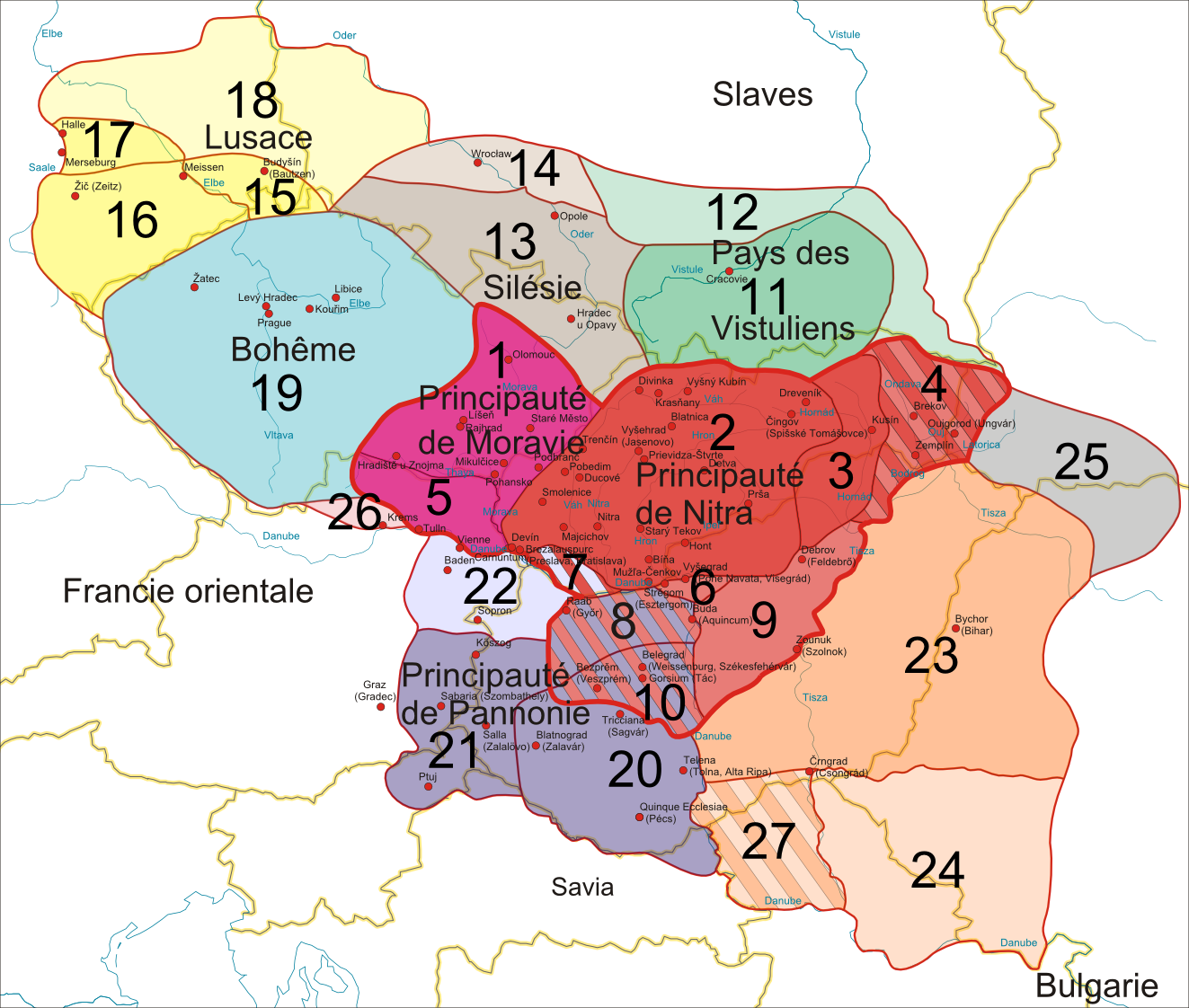
Grande-Moravie (833-907)
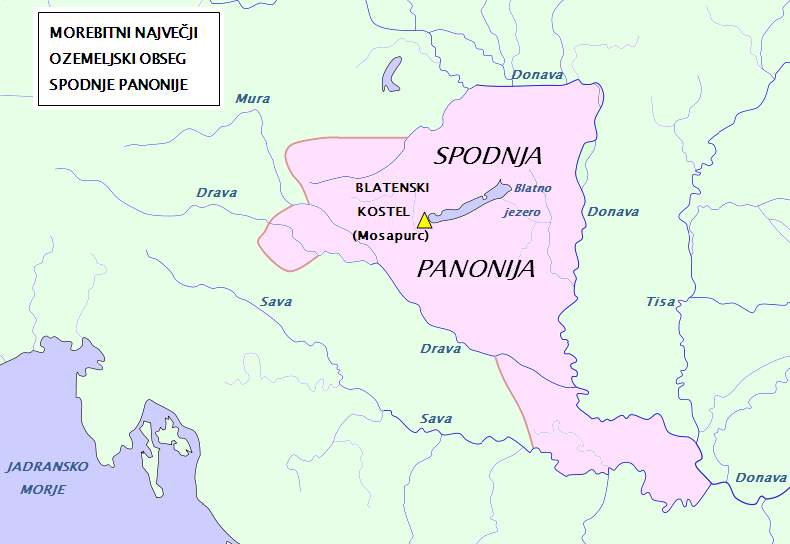
Principauté du Balaton (833-876)

### Période iazyge
À partir du VIIe siècle AEC, les Iazyges, peuple des steppes, indo-européen (Sarmates), d’origine scythique selon Hérodote, donc de langue iranienne, envahit l'Alföld (Grande Plaine hongroise). Ils en sont délogés au IIIe siècle AEC par l'expansion des Celtes.
Le Limes Pannonicus (de) est en grande partie destiné à bloques leurs intrusions.

### Période celte
- Boïens, peuple celte
- Eravisces, peuple celte
- Noriques (peuple) (de), peuple celte
- Culture de Hallstatt, La Tène

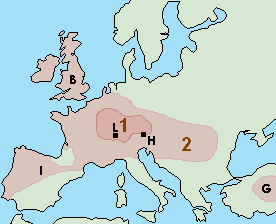
Expansion celte

- Histoire des Celtes, en déclin aux premiers siècles AEC, du fait des pressions des peuples germaniques et romains

### Période romaine
L'expansion romaine, principalement en Germanie et dans les Balkans, vise à instaurer une paix romaine sur toute la vallée du Danube, ce à quoi s'opposent les populations déjà installées. La province romaine de Norique (40-293) correspond en partie à Autriche-Bavière-Slovénie.
Les guerres daciques de Domitien puis Trajan mènent à la création de la province romaine de Dacie trajane (107-275, approximativement Roumanie-Moldavie).
- Pannonie, province romaine (20-107), Pannonie inférieure (105-250 env.), Pannonie supérieure (orientale, 103-250c)
- Guerres marcomanes (166-188)
- Limes Pannonicus (de)
- Liste des noms latins des villes de Hongrie
- Musée national hongrois (Budapest)
- Musée d'Aquincum (Budapest)
- Ulcisia Castra, fort auxiliaire romain
- Nécropole paléochrétienne de Pécs
- Gépides, peuple germanique, proche des Goths
- Diocèse des Pannonies (314-440)

Les grandes migrations, d'abord des peuples germaniques, jusque dans les années 200-300, accompagnent et précipitent le déclin de l'Empire romain d'Occident, avec des royaumes romains-germaniques, dont le royaume ostrogoth (493-553), se transformant en royaume lombard (d'Italie, 568–774).
Ces royaumes barbares subissent à leur tour les grandes invasions barbares  aux IVe et Ve siècles.

### Période hunnique
- Huns, peuple nomade d'Asie centrale, Empire hunnique (316-484)
- Alains, Iasses, peuples iraniens (d'origine scythe / sarmate)
- Trésor de Seuso (en)
- Byzance sur Danube (de), hypothèse
- Avars, Khaganat avar (vers 567-805)
- Principauté du Balaton (de Blatozero, de Pribina-Kocel, vers 840-876)

## Origine des Hongrois

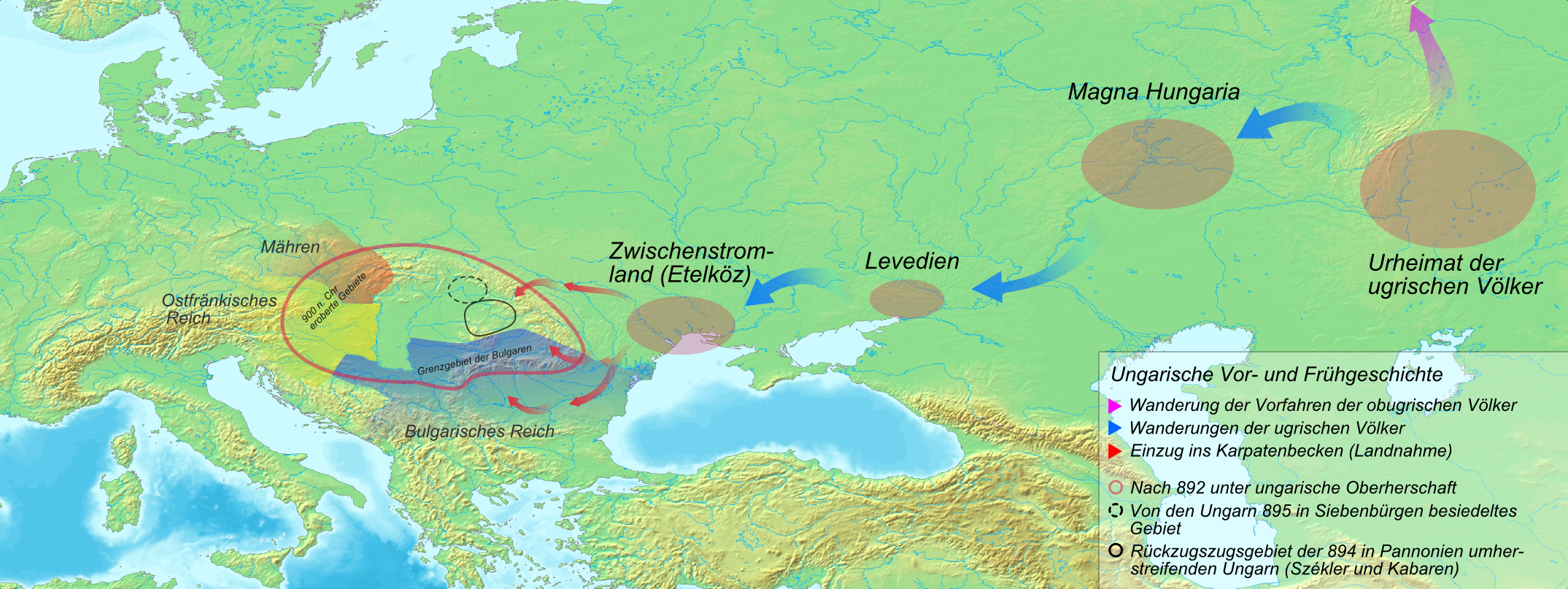
Déplacements supposés des Magyars

Arrivée des Magyars en Hongrie, 893-902

La honfoglalás (en hongrois, occupation de la patrie) (ou conquête hongroise) désigne les événements historiques ayant mené à l'installation des tribus hongroises dans la plaine de Pannonie en Europe centrale à la fin du IXe et au début du Xe siècle. L'Antiquité tardive a déjà cédé la place au Haut Moyen Âge.

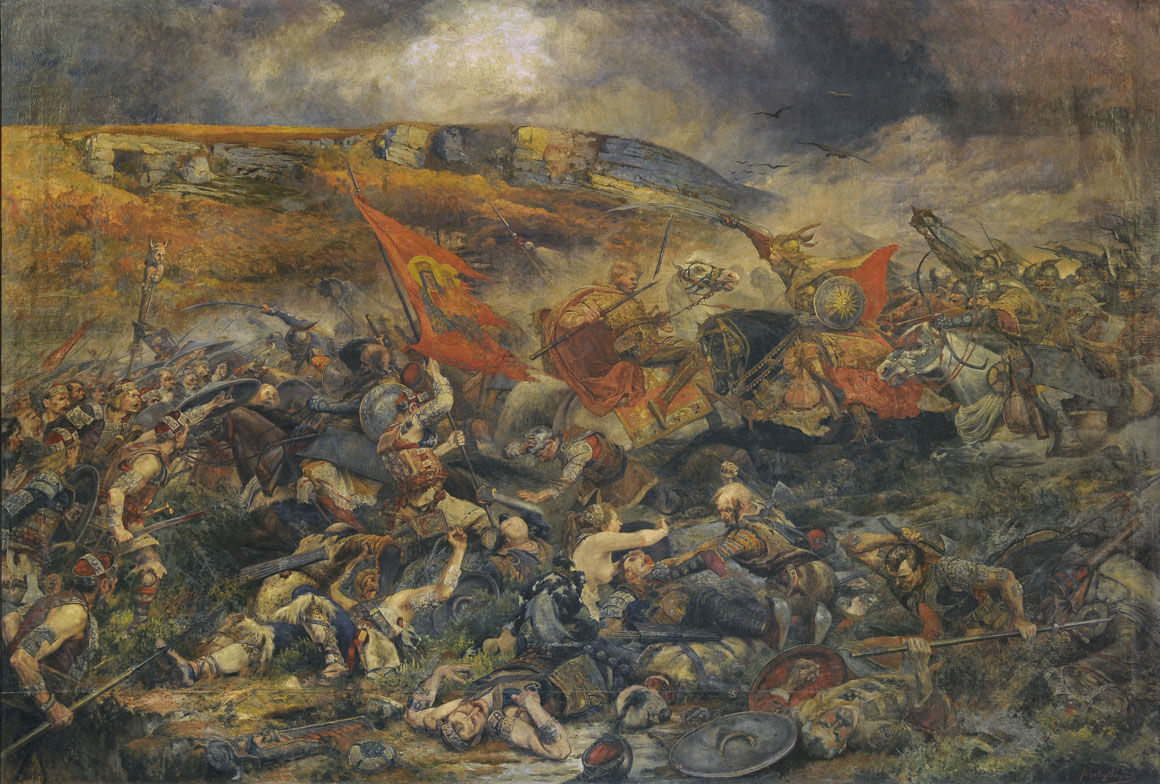
Árpád Feszty, la bataille de Bánhida, 6 juillet 907.

L'origine des Hongrois n'est pas totalement élucidée par les savants. L'hypothèse la plus généralement admise est que leur pays primitif était situé du côté de l'Oural, leurs aïeux appartenant à la famille finno-ougrienne des peuples ouraliens. Cette hypothèse, formulée par des savants à la fin du XIXe siècle, détruit le mythe des origines hunnique faisant d'Attila le premier Magyar. Elle peut être justifiée à l'aide de la linguistique : les langues actuelles les plus proches du hongrois sont deux langues ob-ougriennes, le khanty et le mansi. Ils se seraient séparés assez tôt de leurs parents du Nord-Ouest, et dès la première moitié du Ier millénaire av. J.-C. on les trouve au Sud-Ouest de l'Oural, faisant paître leurs troupeaux dans la vaste Proto-Hongrie (Magna Hungaria, sur le territoire du Bachkortostan (actuelle Bachkirie), en Russie), sur les rives de la Volga.
Après un autre millénaire, ils descendent au VIIe siècle dans les steppes arrosées par les fleuves du bassin de la mer Noire (Levédia ou Etelköz, situé probablement sur le territoire actuel de l'Ukraine). Les études génétiques récentes confirment les indications historiques. Ainsi, les Magyars conquérants semblent former une population récemment constituée provenant d'un mélange de Mansis, de Sarmates et de descendants de Xiongnu.
Il semble que, durant ces migrations, ils furent en contact avec des peuples turcs, dont certains se sont joints à eux, par exemple les Onoghours (ou Hunnougour parmi d'autres hordes hunniques selon Théophylacte Simocatta), d'où le nom que leur ont donné certains peuples, y compris les Occidentaux (en latin Hungari), alors que les Hongrois eux-mêmes se disent magyarok, la Hongrie étant Magyarország, « le pays des Magyars »).
En 895, la confédération des tribus magyares se fixe définitivement sur le moyen-Danube, dans le bassin des Carpates, où elles rencontrent des Slaves (la principauté du Balaton de Pribina et de son fils Kocel’, le royaume de la Grande-Moravie), des peuples turcs (par exemple Avars entre Danube et Tisza), des valaques (le long des Carpates) et des Iasses, peuple iranien proche des Ossètes du Caucase).
Selon plusieurs historiens, les Magyars connaissaient déjà bien ces lieux avant 895, pour avoir participé en mercenaires, tantôt des Francs carolingiens, tantôt des Moraves, aux combats menés pour la possession de ces territoires. À ces occasions, ils prennent connaissance non seulement de la topographie et des ressources du bassin des Carpates, mais aussi des faiblesses de leurs commanditaires. Autant de motifs qui expliquent qu'en 895, désireux de se protéger contre les attaques des Petchénègues et à la recherche d'une nouvelle patrie, ils se dirigent vers la plaine du Danube, en Pannonie, sur les traces des Huns (IVe siècle), des Avars (VIe siècle) et des Bulgares (VIIIe siècle), autres confédérations ouralo-altaïques à dominante turcique.
Ces confédérations suivaient les chemins traditionnels des peuples des steppes qui, avant d'être turcs ouralo-altaïques ou bien finno-ougriens, avaient été indo-européens : ce fut le cas des antiques Agathyrses, Iazyges, Sarmates et Scythes de l'Antiquité. Ces chemins menaient de l'Asie centrale et de l'Oural jusqu'à la province romaine de Pannonie dont Aquincum (sur le territoire de l'actuelle Budapest) était la capitale, et dont la population d'origine était composée de Celtes latinisés.
L'arrivée des Magyars dans la plaine de Pannonie, comme auparavant celle des Huns et des Avars, ne modifie pas le fait que la majorité des individus de chaque période sont des résidents locaux, ayant une ascendance « européenne d'origine ».

## Fondation du royaume de Hongrie (850-1050)

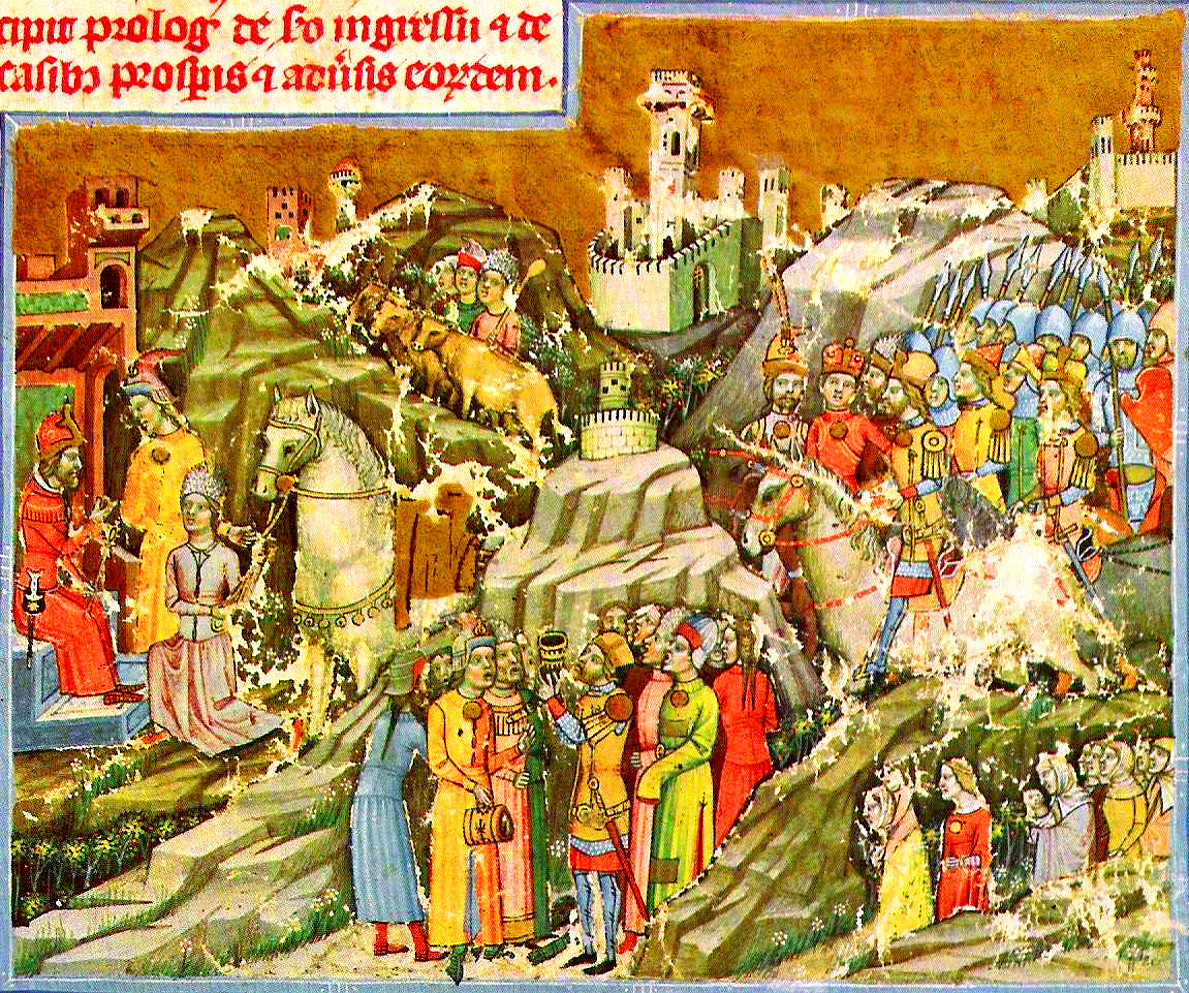
Chronique des Hongrois (Chronica Hungarorum), textes relatifs aux débuts de l'histoire hongroise.

Au début, les Magyars, avant tout guerriers, font comme les Huns et les Avars avant eux : ils vivent d'élevage et du pillage de l'Europe occidentale, menant campagnes à travers l'Allemagne, la France et l'Italie. Du latin Hungari vient le français ”ogre”, à cause de leur cruauté[réf. nécessaire].
Mais la défaite du Lechfeld en Souabe (955) les décide à changer de mode de vie : ils se sédentarisent, se mêlent aux populations agricoles du bassin du Danube (dont une partie, notamment au centre de ce bassin, adopte la langue magyare) et se christianisent, en se plaçant dans l'obédience de Rome, malgré les tentatives byzantines de les convertir à l’orthodoxie (l’empereur byzantin envoie une couronne (royale)).
Le royaume de Hongrie naît officiellement en l'an 1000 avec le roi (saint) Étienne Ier.
- Liste des souverains de Hongrie, dont (avant 1000) les ducs ou grands-princes Álmos, Árpád, Zolta, Fausz, Taksony et Géza.

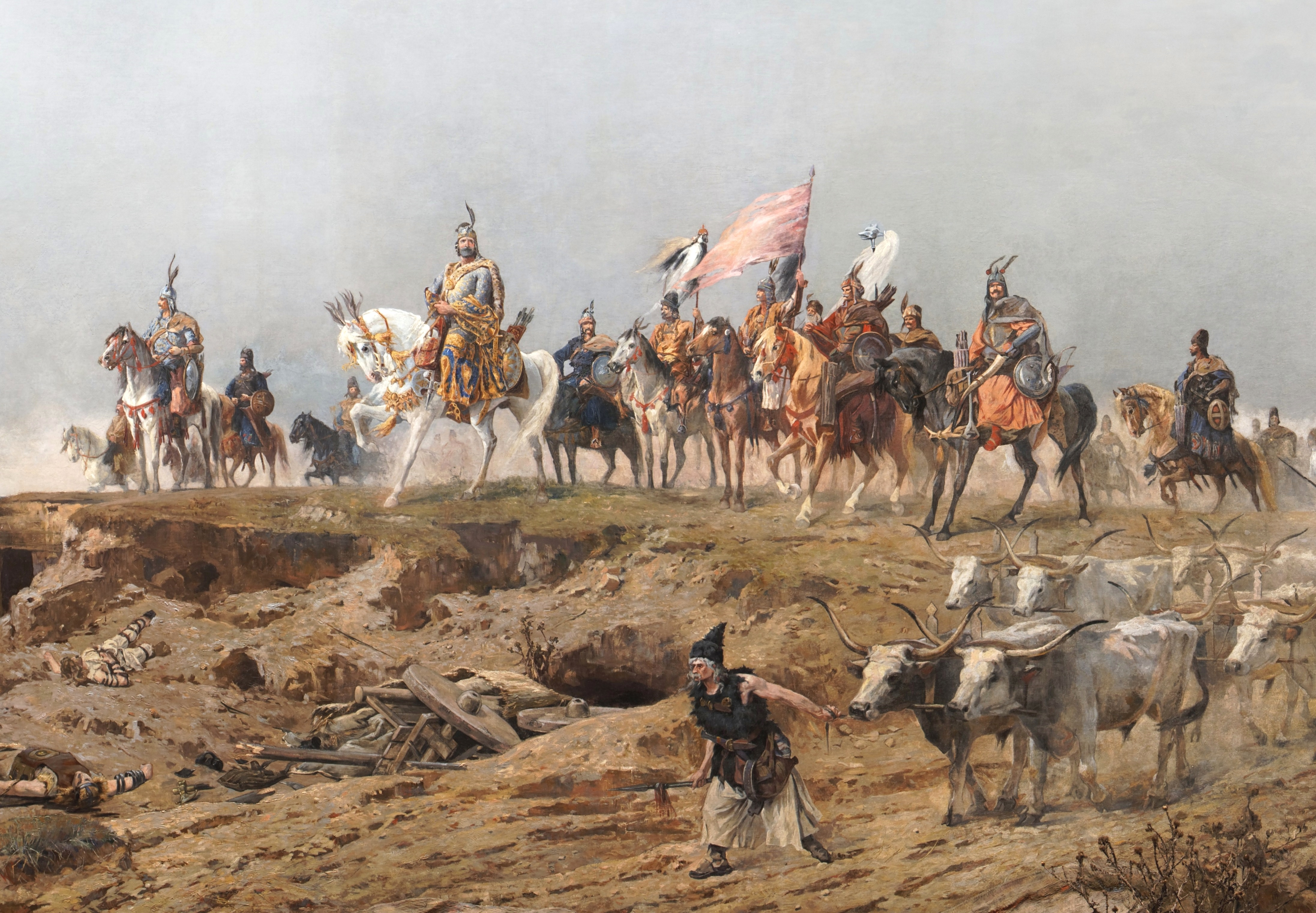
Conquête de la Hongrie par les Magyars - Panorama du peintre Árpád Feszty.
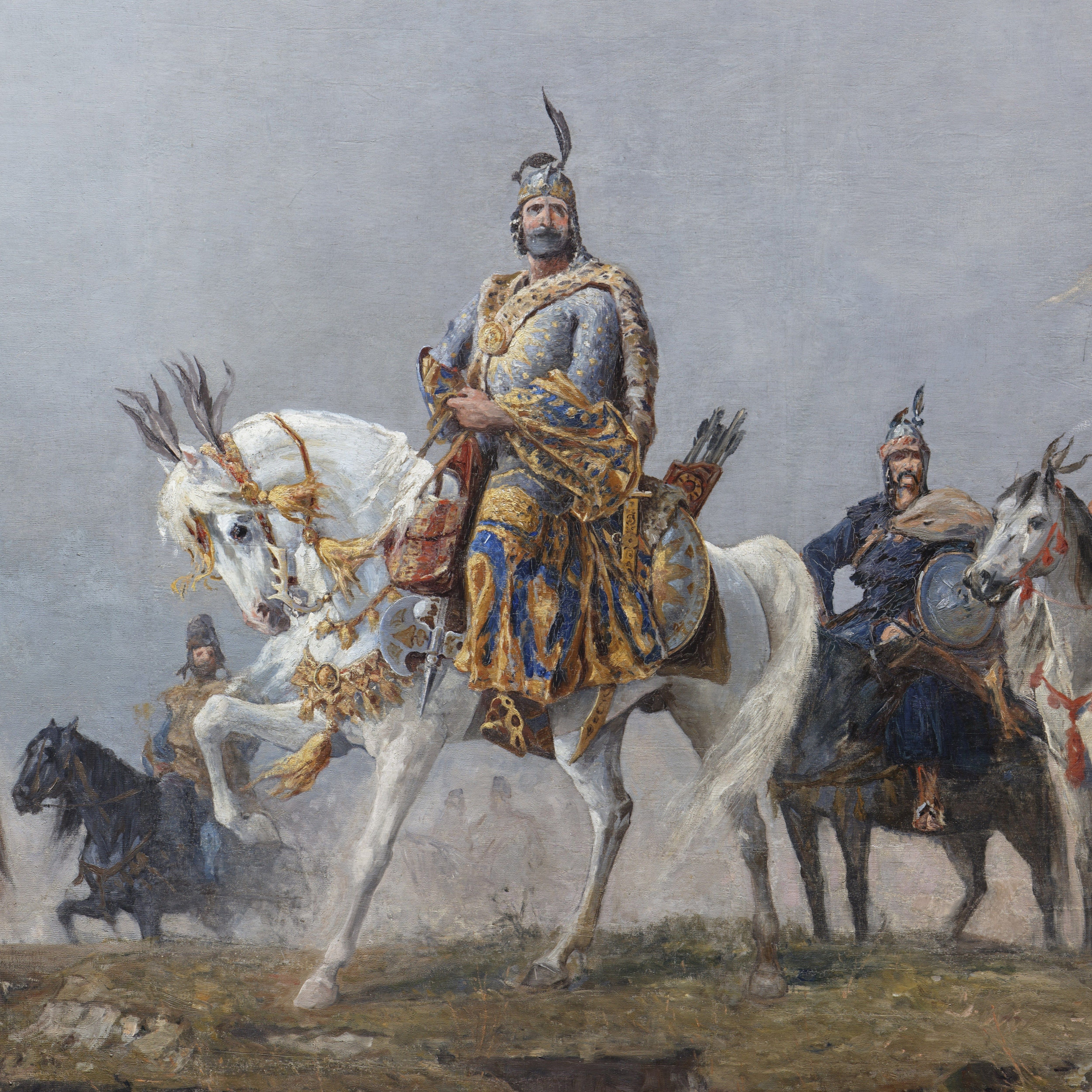
Détail.
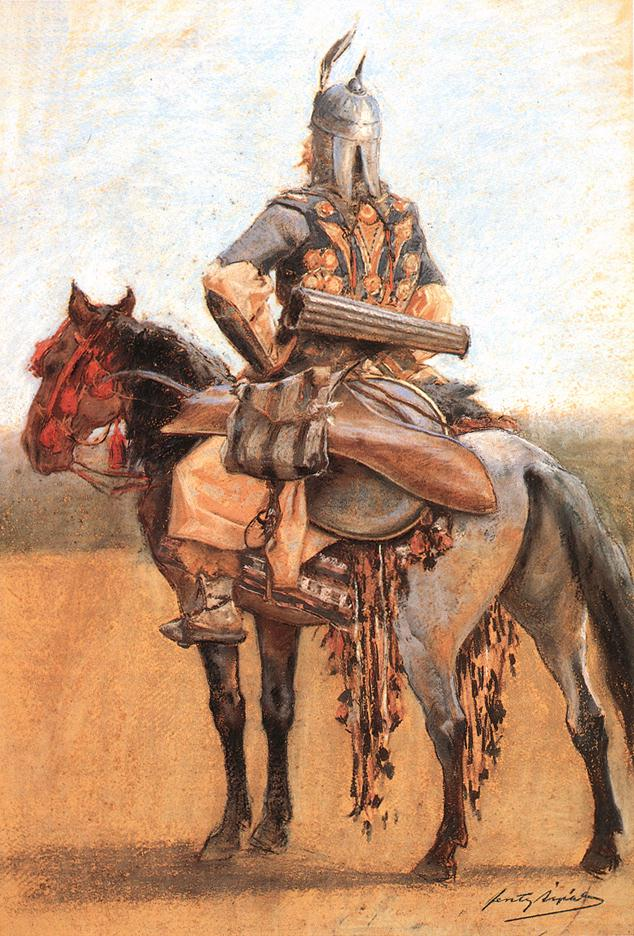
Cavalier de l'époque de la conquête d'après Árpád Feszty.

## La Hongrie au Moyen Âge (1000-1526)

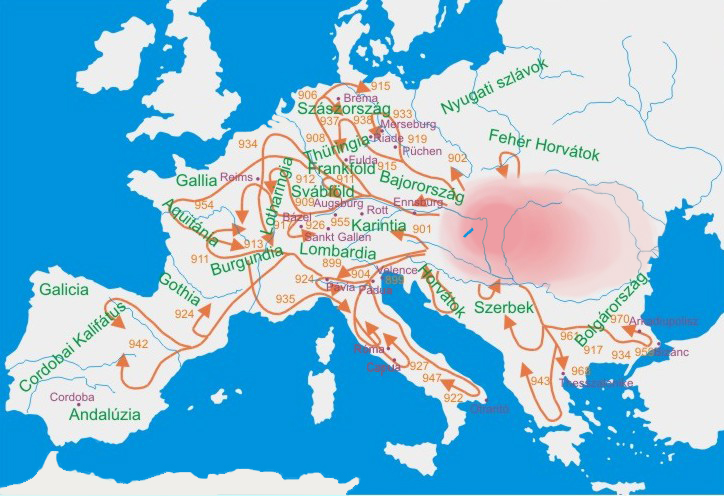
Incursions magyares en Europe

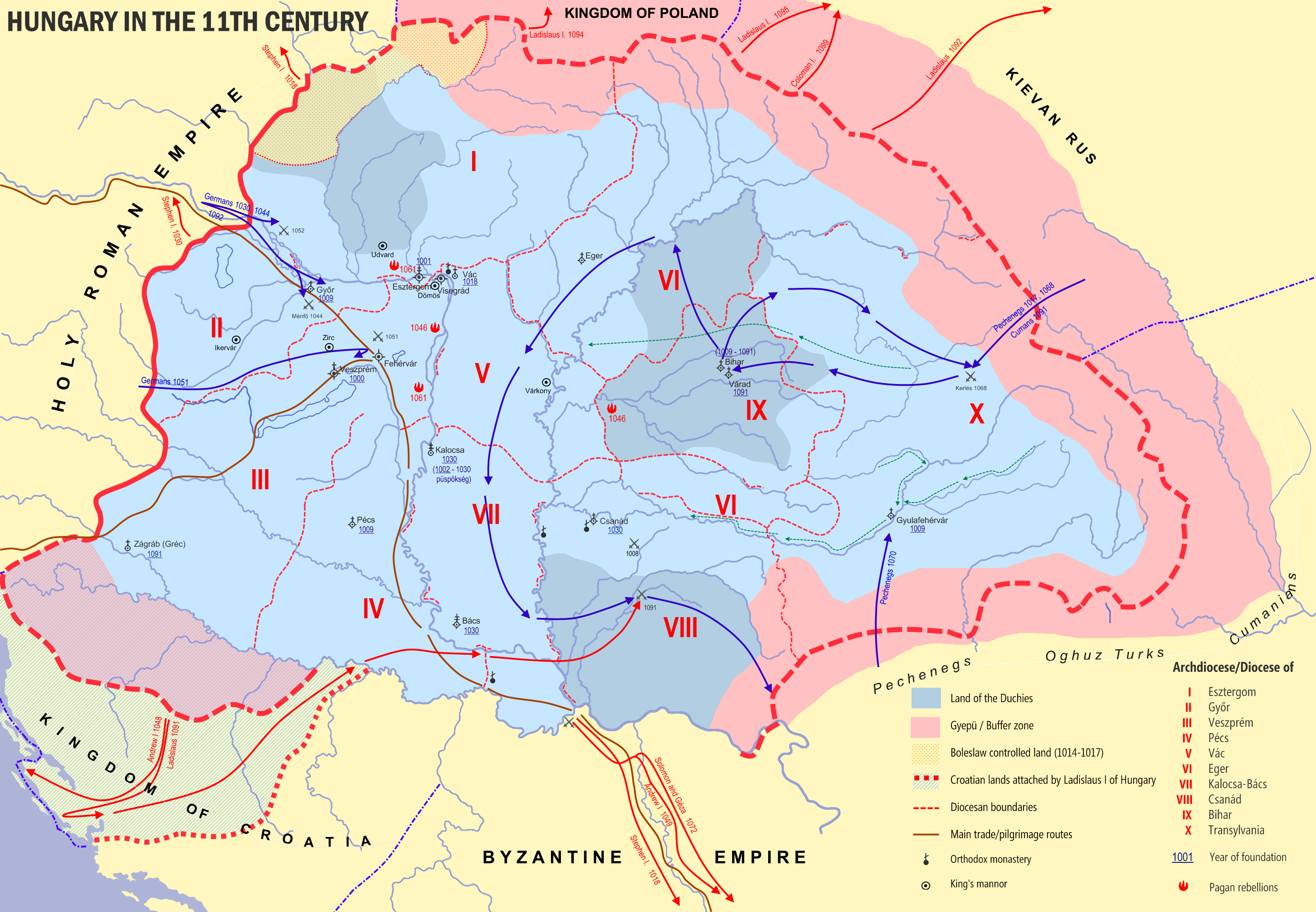
La Hongrie au XIe siècle

Sous les dynasties suivantes, le royaume de Hongrie connaît, malgré l'invasion tatare de 1241 (avec le fils de Gengis Khan), un développement rapide. Il s'organise en comitats, intègre tout le Bassin des Carpathes mais également le royaume de Croatie (dès la fin du XIe siècle) et le banat. De temps en temps quelques États limitrophes ont également reconnu le roi de Hongrie comme leur suzerain (des Étatas vassaux) comme des principautés serbes, la Bosnie et les voïvodats valaques (roumains) (Moldavie et Valachie). Des mineurs et des bâtisseurs de langue allemande, les Zipser et les Saxons (faussement appelés ainsi, puisqu'ils proviennent de l'actuelle Rhénanie et de régions au sud de celle-ci), s'établissent dans plusieurs de ces régions, développent l'agriculture, exploitent l'or et élèvent des cathédrales, des villes, des forteresses. Les Slaves et les Valaques élèvent du bétail et cultivent des vergers et la vigne. Des fermiers-soldats Sicules défendent les frontières. La Hongrie devient une puissance européenne et ses chevaux (hongres ou non) sont recherchés par tous les chevaliers.
La dynastie árpádienne (vers 895 à 1301) est marquée par divers événements et personnalités remarquables :
- 1000 : István Ier (connu aussi en tant que (Saint) Étienne Ier) est couronné roi de Hongrie, ce qui marque la naissance d'un État hongrois organisé et sa christianisation.
- 1077 à 1095 : Règne de Ladislas Ier (connu en tant que Saint Ladislas) puis de Coloman le Bibliophile (1095-1116) qui étendent le royaume vers l'est, en Transylvanie.
- 1172 à 1196 : Règne de Béla III.
- 1222 : Bulle d'Or d'André II.
- 1241-42 : Invasion tatare, Invasions mongoles de la Hongrie (1241-1286).
- 1301 : Fin de la dynastie árpádienne.

La dynastie angevine (1308 à 1382) s'honore particulièrement de :
- 1308 à 1342 : règne de Charles Ier Robert,
- 1342 à 1382 : règne de Louis Ier dit le Grand, qui sera aussi roi de Pologne à partir de 1370,
  - 1367 : fondation de l'Université de Pécs.

Pendant la période angevine, la superficie du royaume de Hongrie, sans compter les conquêtes provisoires et les dépendances vassales, est estimée à 300 000 km², peuplés d’environ 3 millions d’habitants. On dénombre 49 villes royales libres, 638 bourgs jouissant de privilèges, et quelque 21 000 villages. Environ 2,4 millions de personnes sont des paysans libres qui exploitent près de 300 000 propriétés roturières ou tenures, de 20 ha en moyenne. De 360 000 à 480 000 personnes sont astreintes au servage. Le pays compte environ 2000 gros propriétaires, 40 000 moyens et une noblesse de 150 000 petits propriétaires, avec seulement 50 000 citadins. La population est peu dense et l’immigration se poursuit, surtout dans les régions périphériques, en Slovaquie et en Transylvanie, avec l’installation de colons roumains, moraves, polonais, ruthènes et allemands.
La bataille de Nicopolis (1396) est un moment important des relations entre les Hongrois et l'Empire ottoman.
Autres monarques (1382 à 1526). D'autres rois se succèdent ensuite, issus notamment :
- De la maison de Luxembourg (par exemple Sigismond : 1387-1437).
- De la maison de Transylvanie (par exemple Mathias Corvin : 1458-1490).

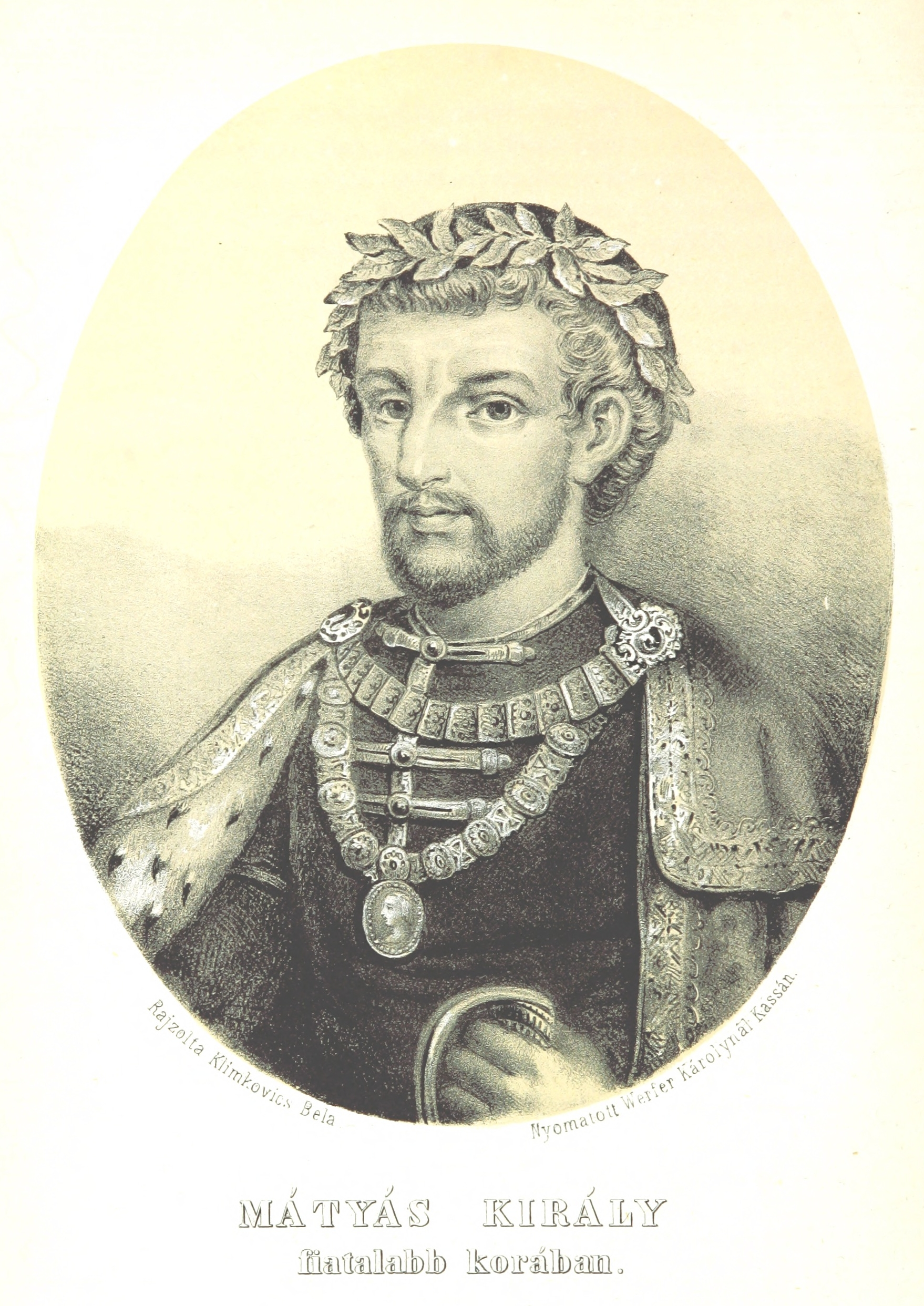
Mathias Corvinus

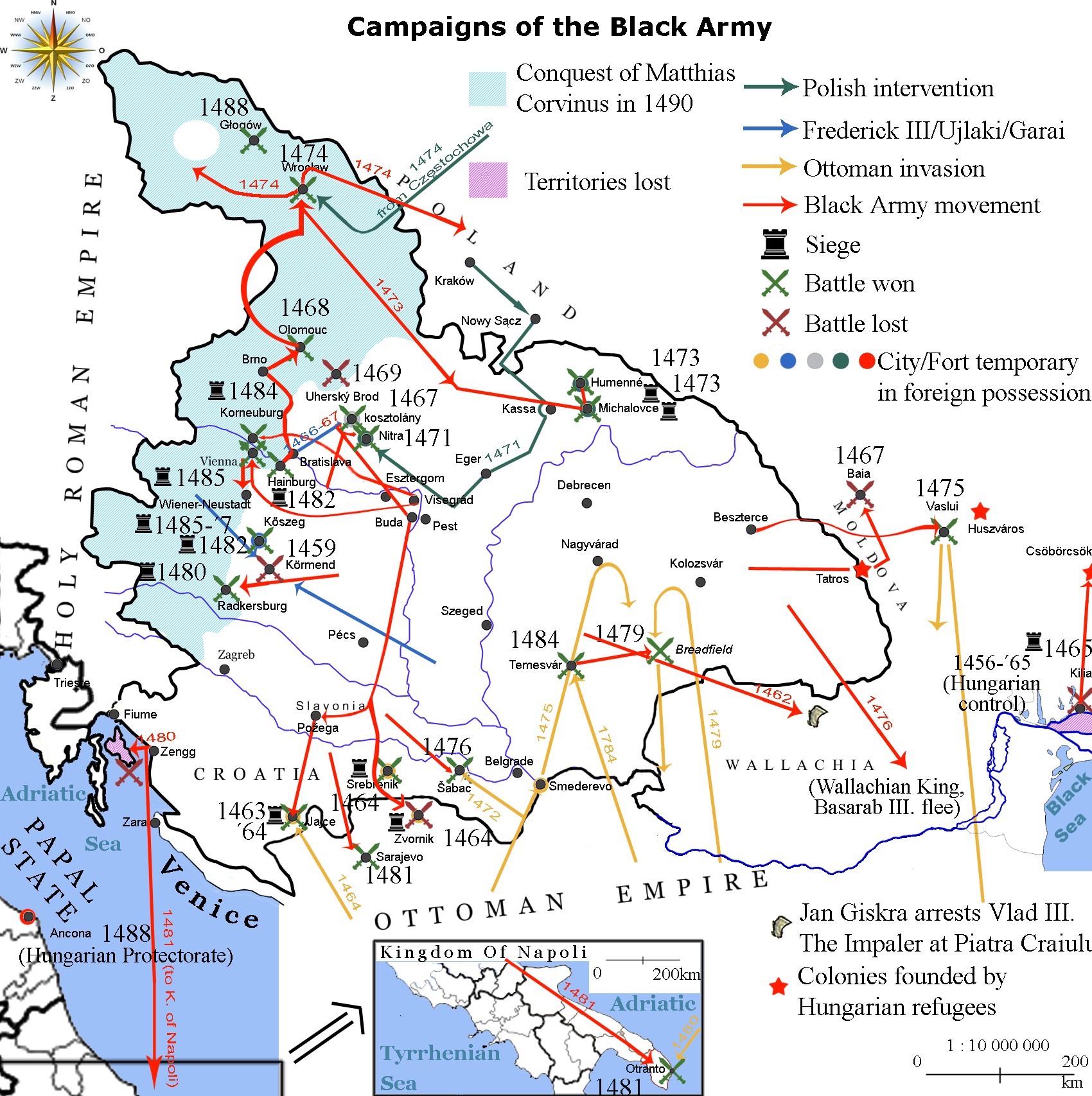
Guerres de Matthias Corvin

Mathias Corvin met en place plusieurs grandes réformes administratives et judiciaires, crée une armée (l’armée noire) et développe la nation sur le plan commercial et culturel. Il pratique une politique centralisatrice en mettant en place une fiscalité destinée à poursuivre la lutte contre les Ottomans, en développant les villes qui échappent aux barons pour passer sous la protection du roi. Sous son règne, la population de la Hongrie a atteint 3,5 millions d’habitants, répartis pour 1/3 en 800 bourgs de 500 à 1000 habitants, le reste habitant sur les terres domaniales, en majorité paysans. Depuis le XIVe siècle, l’agriculture a progressé grâce à l’amélioration des techniques et à l’extension des surfaces cultivées. La société rurale s’est différenciée : aux tenanciers censitaires possédant une tenure héréditaire s’opposent les serfs métayers qui exploitent les réserves des seigneurs et les paysans sans terres qui louent leurs bras. La corvée est le fait des serfs métayers ; pour les autres, elle se limite à l’entretien des demeures seigneuriales. Tous payent aux maîtres de la terre (nobles) des redevances en nature et en argent, qui s’ajoutent aux impôts royaux de plus en plus lourds. À la fin du XVe siècle, de nombreux paysans hongrois, soumis à un système seigneurial qu’ils estiment trop lourd, se réfugient sur les terres du sultan où leur sort est meilleur. Les villes se sont développées. Buda compte une vingtaine de milliers d’habitants. Elles unissent les fonctions commerciales aux fonctions administratives. La période angevine a vu l’essor des industries minières, surtout l’or et l’argent de Slovaquie et de Transylvanie ; au XVe siècle, un nouveau procédé permet des exportations de cuivre vers l’Autriche et la Thuringe.
Après la mort de Mathias Corvin sans héritier légitime en 1490, cinq candidats se disputent la couronne, parmi lesquels Maximilien de Habsbourg et Ladislas Jagellon, roi de Bohême. Ce-dernier est élu, puis couronné roi de Hongrie à Albe Royale. Surnommé « Dobrze », « béni-oui-oui », il est indifférent aux affaires de l’État, qu’il laisse s’appauvrir au profit des barons et des prélats qui l’ont mis sur le trône. Les impôts et les revenus régaliens tombent au quart de ce que percevait Mathias Corvin. L’armée noire, qui s’est d’abord mise au service du roi, se livre à des exactions faute d’être payée et est dissoute par le capitaine Pál Kinizsi. Les barons féodaux retrouvent leur ancien statut. La Hongrie connaît des conflits internes, notamment une rébellion paysanne, conduite par György Dózsa en 1514.

## Période de la domination ottomane (1526-1711/1718)

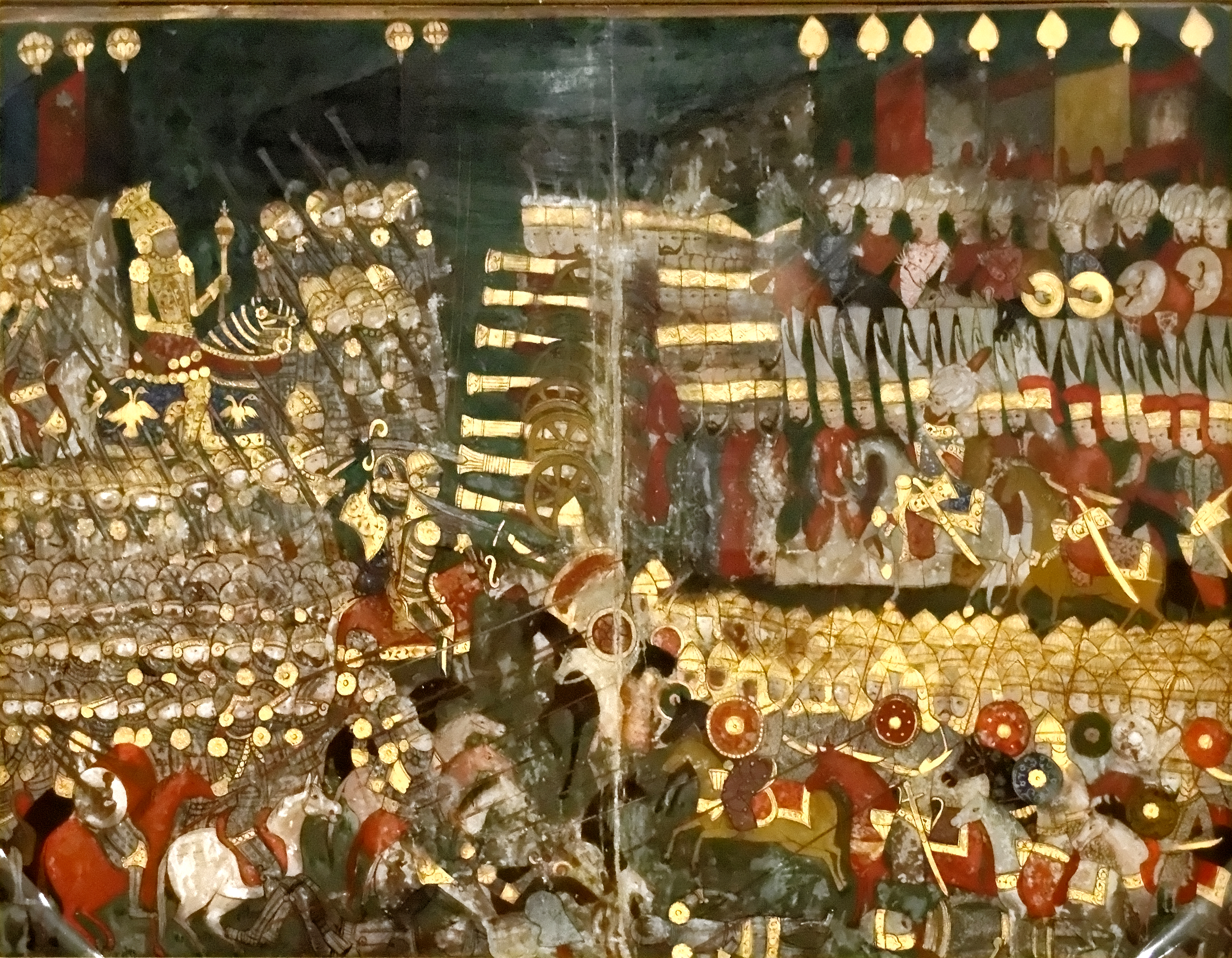
Miniature ottomane représentant la bataille de Mohács. Exposée au Musée national hongrois

### La Hongrie après la défaite de Mohacs: intervention de Ferdinand de Habsbourg
Lors de leur défaite à Mohács le 29 août 1526 face à Soliman Ier dit le Magnifique, 24 000 Hongrois meurent. Parmi eux se trouve le jeune roi Louis II de Hongrie (1506-1526). Le 11 novembre, le prince de Transylvanie, János Szapolyai qui « rate » la bataille, est couronné à Székesfehérvár.
Après cet événement, la position et l'avenir de la Hongrie sont menacés : le beau-frère du roi défunt, Ferdinand de Habsbourg, archiduc d'Autriche et frère de l'empereur Charles Quint, revendique la couronne de Hongrie. Le 18 décembre, il est couronné à Presbourg par les nobles les plus puissants du pays. C'est la fin de la Hongrie médiévale.
Le 20 juin 1527, Ferdinand de Habsbourg déclare la guerre à son compétiteur János Szapolyai. Il entre dans Buda le 20 août et remporte une victoire décisive à Tokaj le 27 septembre. Szapolyai doit de se réfugier en Transylvanie : c'est la cause du commencement de l'alliance entre Soliman et János Szapolyai. Ferdinand, reconnu par la diète de Presbourg réunie le 25 octobre, est couronné roi de Hongrie le 3 novembre.

### La Petite Guerre de Hongrie (1529-1568)

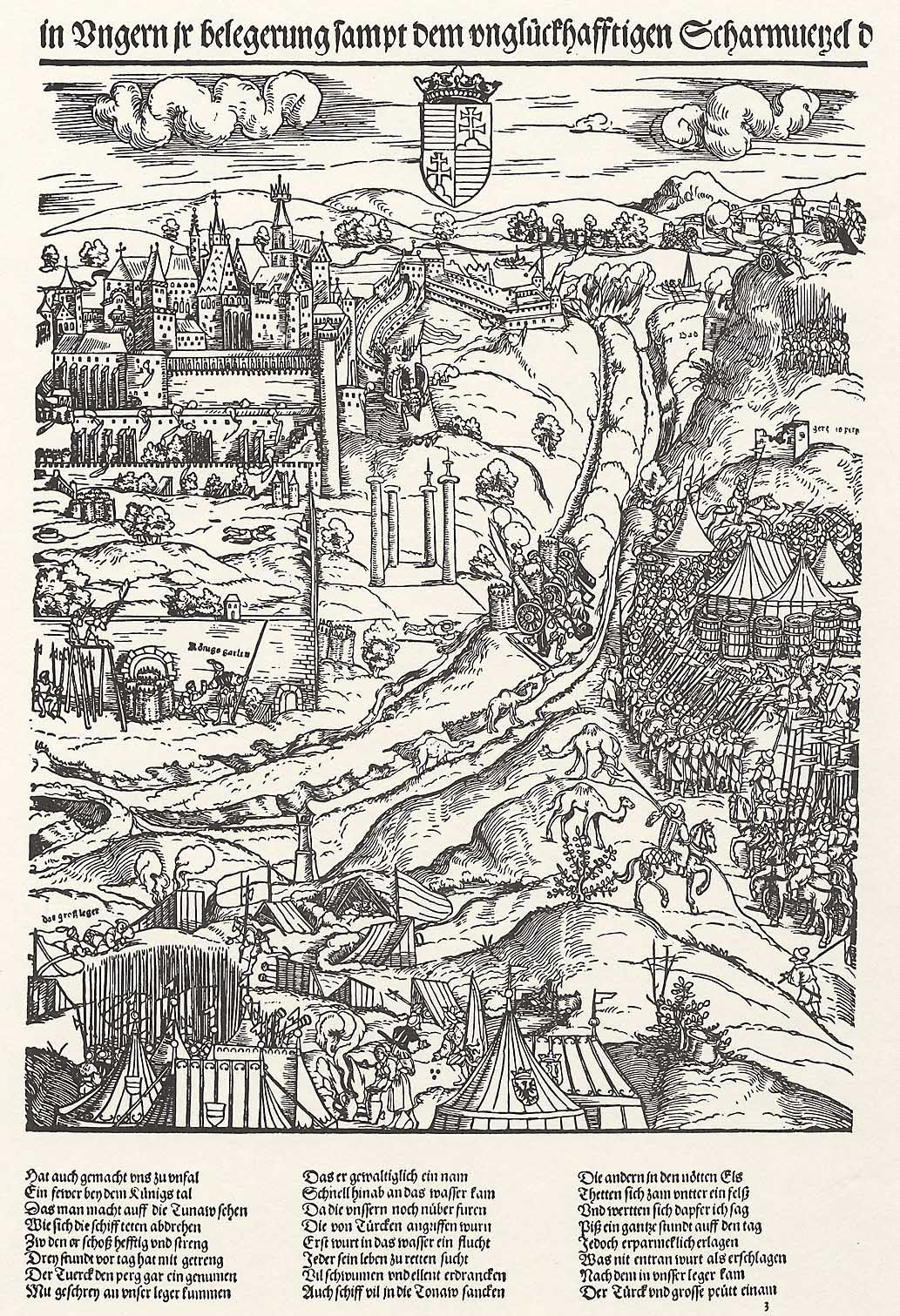
1541 : le siège de Buda, gravure d'Erhard Schön

Le 10 mai 1529, une armée turque quitte Constantinople pour envahir la Hongrie. Le 20 juillet, János Szapolyai, entré en Hongrie avec l’appui de Soliman le Magnifique, lui rend hommage à Mohács. Soliman prend Buda le 8 septembre après avoir ravagé la Hongrie, réinstalle János Szapolyai sur le trône, puis marche sur Vienne qu'il assiège pour la première fois (27 septembre). Après une dernière attaque repoussée le 14 octobre, il lève le siège, découragé par les fortes pluies.
Les Ottomans lancent une deuxième campagne contre Vienne en 1532. L'armée ottomane est retenue par le siège de Kőszeg et doit rebrousser chemin.
Le 24 février 1538 un pacte entre Ferdinand Ier et János Szapolyai est conclu à Nagyvárad : les deux hommes se reconnaissent mutuellement. Si Szapolyai meurt sans héritier, la couronne doit revenir aux Habsbourg. Mais le 7 juillet 1540, sa femme, Isabelle Jagellon, donne la vie à un garçon nommé Zsigmond János. À la mort de János Szapolyai le 22 juillet 1540, les armées autrichiennes avancent en Hongrie. Soliman le Magnifique intervient de nouveau (1541 et 1543).
Soliman vainc les armées autrichiennes de Roggendorff le 28 août 1541 et enlève les chefs militaires hongrois venus le visiter dans son camp. Il fait installer un gouverneur turc à Buda et occuper la Cisdanubie en permanence. La Hongrie est divisée entre le sultan, Ferdinand et le jeune Jean Sigismond.
En 1542, Ferdinand tente en vain de négocier la Hongrie moyennant le paiement d'un tribut aux Turcs. Il réunit les États Généraux. Il entretient une armée permanente en Hongrie et tente vainement de prendre Pest (28 septembre-18 octobre). En juillet 1543, les Ottomans s'emparent de Pécs et d’Esztergom le 9 août.
Le 18 juin 1547, une trêve pour cinq ans est conclue à Andrinople entre Soliman et les Habsbourg moyennant un tribut annuel de 30 000 florins d’or.
Le 8 septembre 1549, le cardinal Giorgio Martinuzzi négocie la convention de Nyirbator qui assure la couronne de Hongrie aux Habsbourg, tout en conservant la Transylvanie à Jean Sigismond, qui renonce au titre de roi moyennant de gros avantages financiers. La reine-mère Isabelle refuse, mais doit abdiquer le 19 juillet 1551 au traité d'Alba Iulia. Le 26 juillet, la diète de Kolozsvár reconnait Ferdinand comme seul souverain de Hongrie. Il fait alors occuper la Transylvanie par les troupes du général Castaldo. Martinuzzi devient voïévode, mais accusé de complot, est assassiné par les hommes du général (16 décembre). Jean Sigismond et sa mère partent pour la Silésie jusqu’en 1556.

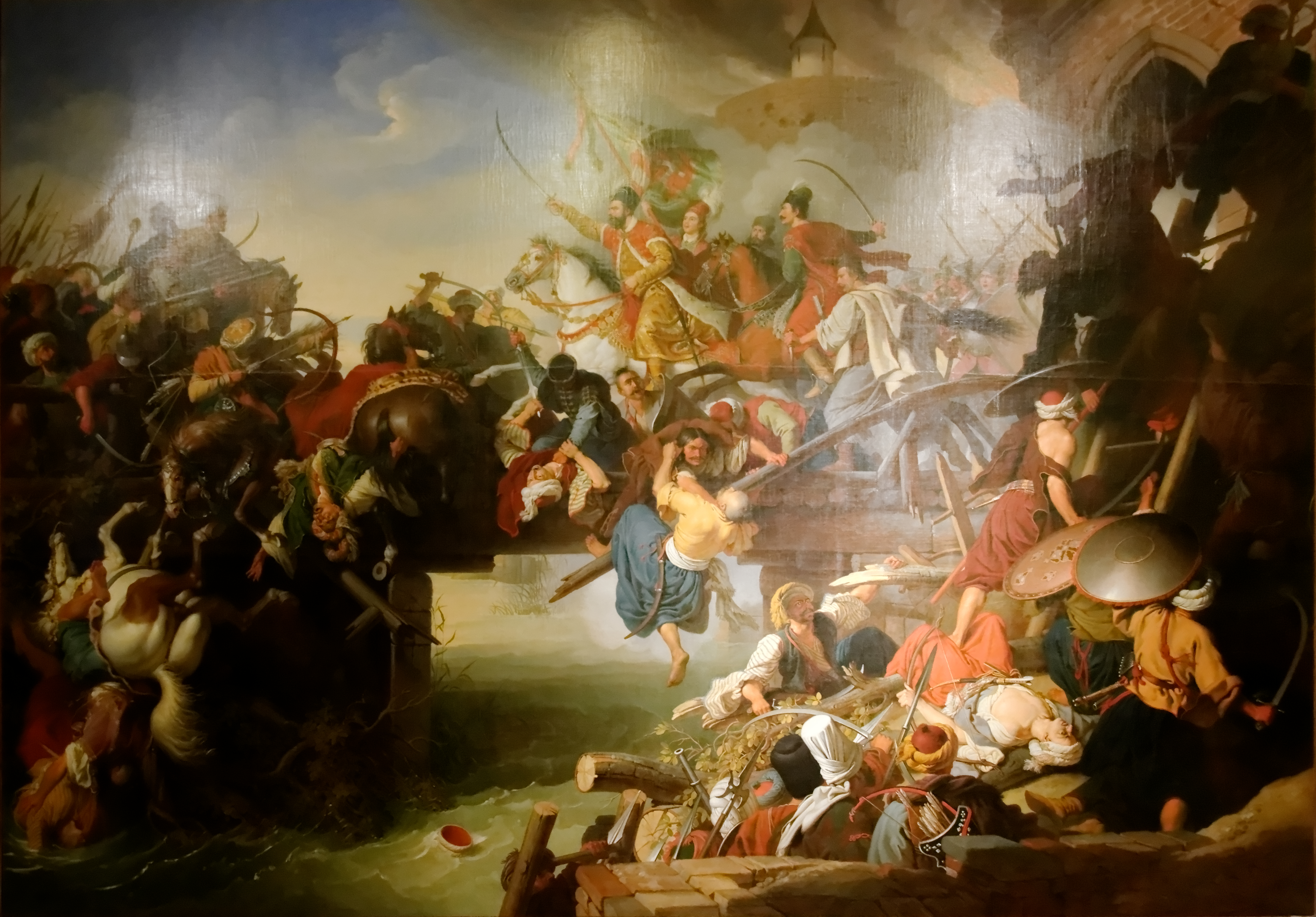
La charge de Nikola Šubić Zrinski depuis la forteresse de Szigetvár (1566). Huile sur toile de Johann Peter Krafft (1825)

Soliman réagit à l'invasion de la Transylvanie.
Les troupes du vizir Mehmed Sokolli passent le Danube le 7 septembre 1551, prennent Lippa (Lipova le 8 octobre et assiègent Temesvar (16-17 octobre), mais se retirent à Belgrade à l'approche de l'hiver (16 novembre).
Timişoara tombe le 30 juillet 1552, mais les Ottomans échouent devant Eger, grâce à la résistance de la garnison d’Étienne Dobo le 19 octobre.
Ils occupent le Banat qui devient le vilayet de Temesvár.
Sur ordre du sultan (1554), la Diète de Transylvanie rappelle Jean Sigismond et sa mère Isabelle.
En mai 1558, les Ottomans s'emparent de la forteresse de Tata.
Soliman le Magnifique réclame comme préalable à la paix la remise de Szigetvár, ce que Ferdinand de Habsbourg refuse ; un armistice est cependant conclu pour sept mois à la fin de l'année. Après de longues négociations, une paix de statu quo est signée à Prague en juin 1562. Ferdinand verse un tribut aux Turcs et reconnaît Zapolyai en Transylvanie. L'accord établit un condominium, c’est-à-dire un partage des impôts levés par les agents des Habsbourg, du moins sur les régions frontalières de Hongrie.
Le 5 août 1566, le sultan Soliman assiège la forteresse de Szigetvár (Szeged) défendue par les Croates et les Hongrois de Nicolas Zrinyi, capitaine général de Transdanubie. Ils résistent jusqu’au 8 septembre et périssent les armes à la main au cours d’une ultime sortie. Soliman meurt pendant le siège et les Turcs battent en retraite.
Le 17 février 1568, la paix est signée à Andrinople entre l’empire ottoman et Maximilien II d’Autriche. La Hongrie reste partagée entre l’empereur, la Transylvanie et les Ottomans. L’empereur continue à payer un tribut annuel de 30 000 florins, reconnaît l’indépendance de la Transylvanie et admet une zone frontière en Hongrie. Le traité est renouvelé en 1575, 1584 et 1590. Les Habsbourg créent en Hongrie une « frontière militaire » composée d’une série de places fortes, s’ajoutant aux châteaux fortifiés des Pálffy et des Rakóczi, de la mer Adriatique aux monts de Slovaquie. En face, les Ottomans construisent des fortifications plus légères. La frontière est stabilisée pour un siècle. Le 16 août 1570, au traité de Spire, signé avec Maximilien II, Zsigmond János renonce au titre de roi de Hongrie pour celui de « prince de Transylvanie ».
- Guerre austro-turque (1527-1568)
- Traité de Nagyvárad (1538)

### Division entre Hongrie royale et Hongrie ottomane

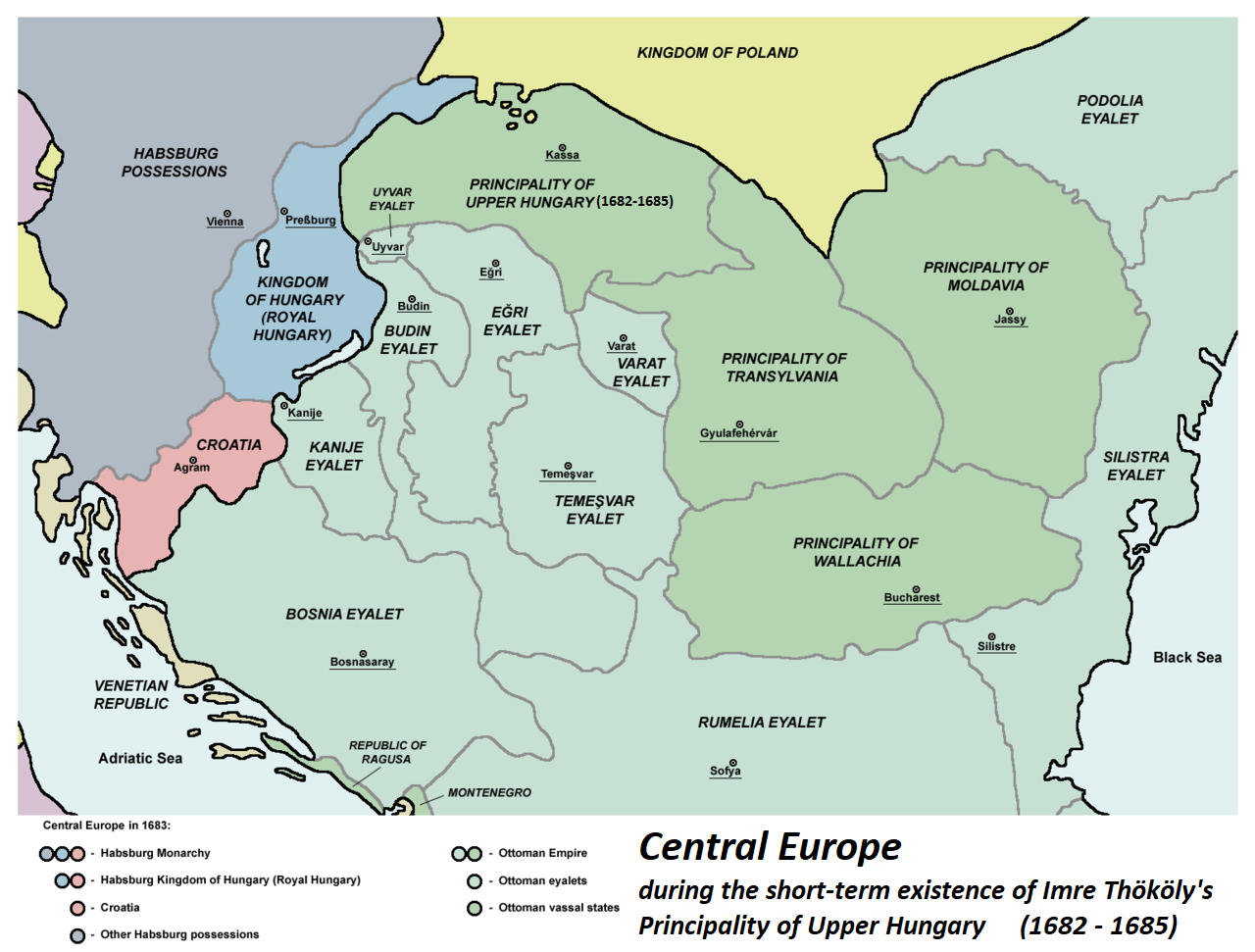
La Hongrie ottomane en 1683

La Hongrie royale, qui forme un arc de cercle depuis l’Adriatique et les régions croates jusqu’aux pays ruthènes au nord-est, est gouvernée par un Conseil de lieutenance présidé par le primat. Le siège du gouvernement est à Presbourg (Bratislava), tandis que le primat de Hongrie siège à Trnava (Tyrnau, Nagyszombat). De fait le pays est gouverné depuis Vienne. La Transylvanie est gouvernée par Jean Sigismond et par son tuteur le cardinal Martinuzzi (Gyögy Fráter Utiesenic, 1482-1551), un soldat d’origine croato-dalmate. À côté du prince siège à Alba Iulia une diète réunissant les délégués des trois nations qui élisent le prince et désignent les membres du conseil qui l’assiste dans son gouvernement.
Après la campagne de 1541-1543, le pachalik de Buda devient une province de l’Empire ottoman jusqu’en 1699. La fuite de la plupart des seigneurs laisse les paysans sous l’autorité directe du sultan. Les terres nobles sont transformées en timars – fiefs non-héréditaires d’un spahi – mais les paysans restent soumis aux mêmes redevances et obligations avec en plus le kharadj (capitation payée par les non-musulmans), mais les corvées disparaissent. Sauf pour les affaires de police et d’impôts, la population a peu de contact avec les Ottomans. Les garnisons turques sont enfermées dans des forteresses et n’y a ni conversions massives, ni influences culturelles fortes. Les villes gardent leur statut d’autonomie mais payent un tribut au sultan qui leur laisse une large indépendance dans les domaines administratifs et religieux. Elles ont des mosquées et des hammams ; certaines églises à Pest, Pécs et Esztergom sont transformées en mosquées, mais la culture hongroise est maintenue par les collèges calvinistes des bourgs.
Le protestantisme peut se développer librement, et dans les années 1550, la Hongrie est pratiquement entièrement acquise à la Réforme. Le calvinisme se diffuse parmi les Magyars de toutes conditions. Le roi Jean Sigismond permet la diffusion du luthéranisme en Transylvanie et la sécularisation des biens de l’Église au profit des seigneurs. Le 4 juin 1564, la Diète transylvaine réunie à Torda reconnaît l’égalité des droits entre les religions catholique, luthérienne (la « religion allemande ») et calviniste (la « religion hongroise »). Vers cette époque, le prêtre antitrinitarien Ferenc Dávid fonde l’Église unitarienne de Transylvanie ; il gagne à sa cause une grande partie de la noblesse. En février 1567, un synode calviniste réuni à Debrecen réalise l’unité de l’église réformée hongroise contre les antitrinitariens de Transylvanie. La Diète de Torda (6-13 janvier 1568) proclame la liberté religieuse en Transylvanie, admettant quatre religions : catholicisme, confession d’Augsbourg, confession Helvétique et unitariens. Le prince transylvain Jean-Sigismond se convertit au protestantisme sous l’influence de son médecin italien Giorgio Blandrata qui se reconnaît comme antitrinitaire ; la Diète proclame en 1571 l'Antitrinitarisme quatrième des confessions reconnues sous le nom d’unitarianisme. Mais elle est persécutée après la mort de Jean-Sigismond et les Unitariens rejoignent l’Église réformée ou fuient en Pologne.
De l’autre côte de la frontière, une ligne défensive s’organise en Hongrie royale, de Fiume (Rijeka) à Szathmar. Elle est constituée de châteaux tenus par des garnisons souvent étrangères. Autour d’eux s’étendent des cantons militaires peuplés de paysans échappant aux corvées et aux obligations féodales contre prestation du service militaire aux capitaines des châteaux. Cette population est très diverse : elle compte des paysans hongrois ou autrichiens fuyant le servage perpétuel (les Haïdouks en Hongrie orientale), des Serbes venus de l’Empire ottoman (Uscoques, réfugiés). Outre leurs obligations locales, ils fournissent des soldats pour l’armée impériale, formant les régiments de Croates, les hussards. Le primat Nicolas Olah fait publier les décrets du concile de Trente, clôt en 1563. Dès 1560, il installe les jésuites dans un royaume où, en dehors de la Croatie, il n’y a plus de catholiques, même si le catholicisme demeure la seule religion d’État. Rodolphe II, roi de Hongrie en 1572 puis empereur en 1576, impose la Contre-Réforme en Hongrie royale.
Au XVIe siècle, on assiste en Hongrie royale et dans le royaume de Hongrie orientale (partium) à une expansion de l’agriculture et à l’augmentation des surfaces ensemencées.
La faux remplace la faucille.
Les gros bourgs de la plaine hongroise, du moins jusqu’à leur occupation par les Ottomans en 1683, se spécialisent dans l’élevage intensif des bovins, exportés vers la Hongrie royale, Vienne et l’Allemagne (près de 100 000 bêtes par an).
La Hongrie ottomane connaît pendant 150 ans une période de pillage, de rapts d’enfants (pour recruter le corps des janissaires), de dépeuplement de milliers de villages et hameaux. Cela provoque l’extension des pâturages pour l’élevage au détriment des cultures céréalières.
L’abandon des villages va de pair avec le développement de gros bourgs ruraux.
Les troupes turques régulières et leurs auxiliaires tatars font de terribles ravages qui culminent pendant la Longue Guerre (1593-1606).
La Porte administre sa province pour en tirer le plus de profit possible (impôts, tributs, taxes et rançons) mais montre une grande tolérance religieuse et collabore avec la noblesse hongroise qui garde ses prérogatives, dans une sorte de « condominium ».

### La Grande Guerre de Hongrie (1593-1606)

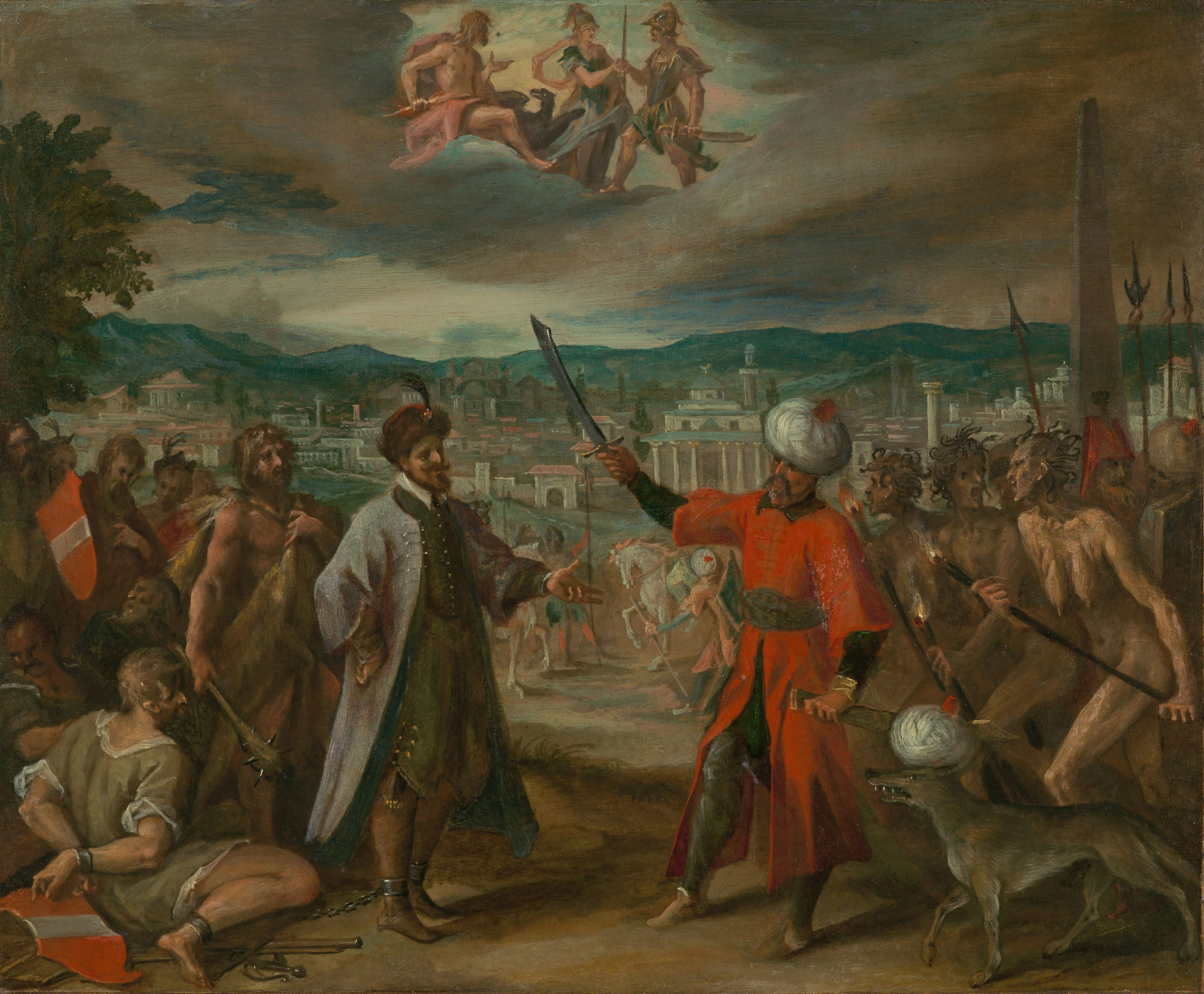
Allégorie de la Grande Guerre de Hongrie. Hans von Aachen, 1603-1604

Le 22 juin 1593, le Pacha de Bosnie, Hassan, qui opérait sans cesse des raids en Croatie est arrêté par le ban, battu et tué à Sisak ce qui provoque la reprise des hostilités entre les Habsbourg et les Ottomans. Le 13 août, le sultan Mourad III, prétextant un non-paiement du tribut, déclare la guerre à l'Empire. Une guerre d’escarmouche pour le contrôle de la Transylvanie n’aboutit à rien, sinon à libérer l’empereur de l’obligation du don annuel.
Après la mort de Michel le Brave, assassiné peu sur ordre de Georges Basta, envoyé de l’empereur le 19 août 1601, Sigismond Ier Báthory reprend la Transylvanie, puis le 29 juin 1602, à la suite de la convention de Cluj, la cède définitivement aux Habsbourg.
Le 14 octobre 1604 commence l'insurrection menée par Étienne Bocskai en Transylvanie (1604-1606). Le général Belgiojos, sur ordre de l’archiduc d'Autriche Matthias, s’empare de l’église de Kassa, en Hongrie pour la rendre au culte catholique, alors que la ville est luthérienne à 95 %. Belgiojoso occupe les domaines d’Illésháry puis tente de s’emparer des terres de Bocskai. La diète hongroise rompt avec les Habsbourg. Gabriel Bethlen, gentilhomme hongrois calviniste de Transylvanie, demande à Bocskai, ancien conseiller des Báthory, de mener l’insurrection et de négocier une alliance avec les Turcs le 19 novembre. Belgioioso réagit et tente de s’emparer de la Transylvanie avec l’aide de Basta. Bocskai, dépourvu de troupes, s’allie aux haïdouks, troupes auxiliaires révoltées, et repousse l’attaque de Belgioioso à l’automne. Il contre-attaque, prend Debrecen et Kassa et libère la Transylvanie. Belgioioso et Basta se replient en Transdanubie.
Le 20 avril 1605, Étienne Bocskai, voïévode de Transylvanie depuis le 21 janvier, est élu prince de Hongrie. Il conquiert la Transdanubie tandis que les Turcs reprennent Esztergom.
Le 23 juin 1606, un traité de paix est signé à Vienne entre l’empereur Rodolphe II et Étienne Bocskai. La dignité de palatin est rétablie, les finances du royaume de Hongrie échappent au contrôle de Vienne. Les offices civils et militaires seront confiés exclusivement à des Hongrois. La liberté confessionnelle est établie pour les ordres. Bocskai est confirmé comme prince de Transylvanie mais renonce au titre de roi de Hongrie. À sa mort (29 décembre 1606), la Transylvanie connaît sept ans d’instabilité avant le règne de Gábor Bethlen (1613). La paix permet l’installation de 10 000 haïdouks comme paysans libres en Transylvanie. Les troupes impériales évacuent un pays dévasté et exsangue. La brève période de paix qui suit lui permet de se reconstruire.
Le 11 novembre 1606, la paix de Zsitvatorok met fin à la Longue guerre. Le tribut annuel dû par l’empereur au Sultan est transformé en « présent ». Les deux empires traitent pour la première fois à égalité, recevant l'autorisation de construire de nouvelles forteresses à la frontière. La Porte conserve Kanizsa, Esztergom et Eger, mais abandonne la région de Vac.

## La Hongrie auXVIIesiècle: le chemin vers la réunification
Le 14 octobre 1607, Matthias de Habsbourg est élu roi par la diète de Hongrie. C'est le début de la Guerre des frères entre l’archiduc Matthias et l’empereur Rodolphe. En février 1608, Matthias signe le pacte de Presbourg avec la diète de Hongrie. Matthias se fait reconnaître chef de la maison des Habsbourg et entame des campagnes militaires contre Rodolphe. Il lui arrache la Hongrie et la plupart des États patrimoniaux (1608-1612).

### Diète de Presbourg

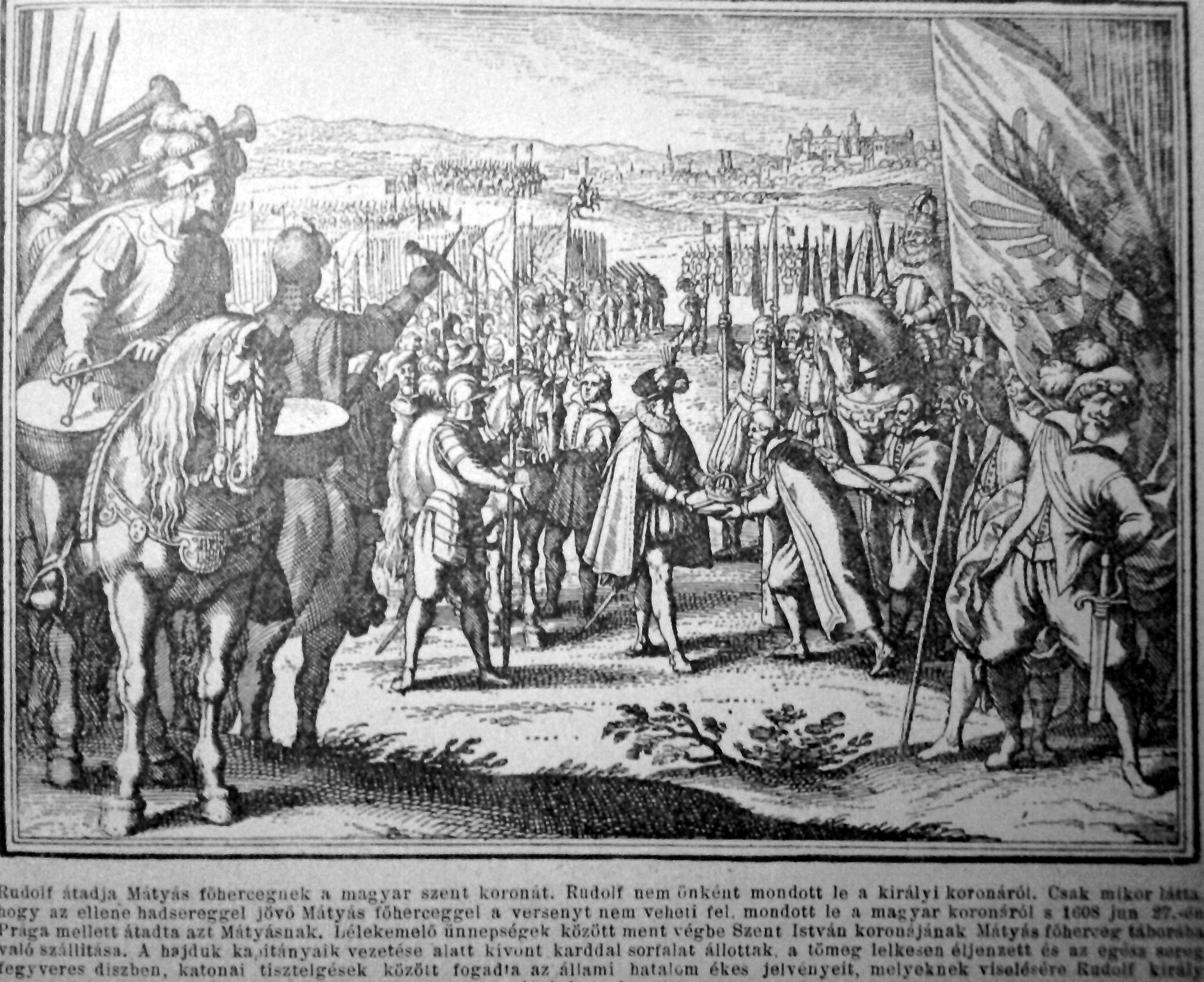
Rodolphe cède la couronne de Hongrie à Matthias, près de Prague.

Le 25 octobre 1608, devant la pression des États, Rodolphe cède la couronne de Hongrie à Matthias ; à la fin octobre, Matthias convoque la Diète (ancêtre de l'Assemblée nationale hongroise) du Royaume de Hongrie à Pressburg. Les députés réclament l'égalité des droits des Églises, réformées et catholiques, l'obligation pour le roi de résider en Hongrie ou de déléguer ses pouvoirs au Palatin, le transfert de la couronne de Vienne à Presbourg, le droit pour la Diète de voter la paix et la guerre. Le 19 novembre, Matthias de Habsbourg est couronné roi de Hongrie à Presbourg. Le lendemain, István Illésházy (hu), qui a soutenu Matthias, devient le premier palatin de Hongrie protestant.
Après avoir enregistré l'engagement des ministres de soumettre toutes les affaires administratives au parlement et après avoir voté les crédits militaires, la Diète procède à sa réorganisation.
À partir de 1608, prélats et barons siègent à la Table (Chambre) des magnats à la Diète hongroise et les 104 députés nobles des 52 comitats, ainsi que ceux du bas clergé et des villes, à la Table basse, qui compte quelque 300 délégués.
Cette assemblée nobiliaire préserve face au pouvoir royal les privilèges des nobles (notamment judiciaires et fiscaux), l’autonomie des comitats, l’asservissement des paysans, ainsi que les prérogatives de la Diète en tant que garante de la Constitution nationale.
La Diète donne aux seigneurs toute compétence pour les affaires paysannes, ce qui se traduit par l’interdiction de la libre migration des agriculteurs.
Le servage perpétuel (« second servage ») s’instaure, assujettissant le paysan à la corvée et considérant la fuite ou le refus comme révolte punie de mort.
La réserve seigneuriale se développe, orientée vers l’élevage ou la production de vin (jusqu’à 2/3 des revenus du domaine).
Le servage perpétuel ne se généralise pas ; les bourgs continuent à jouir de privilèges et, à la frontière, les agglomérations haïdouk, qui assurent l’usage de terres contre le service militaire, attirent de nombreux fugitifs.

### Conjuration des magnats (1665-1670)
En 1664, Léopold Ier du Saint-Empire signe la paix de Vasvár, mettant ainsi fin à l'affrontement qui fait alors rage entre l'Empire ottoman et les Habsbourg.
Malgré la victoire de ces derniers, le traité était à l'avantage des Ottomans qui récupérèrent leurs territoires perdus et bénéficièrent d'indemnités de guerre.
Le mécontentement soulevé par ces négociations emmena une partie des noblesses hongroise et croate à conspirer contre les Habsbourg.
Ainsi, les familles nobles Zrinski, Frankopan et Wesselényi préparèrent en secret une révolte pour s'affranchir des influences étrangères sur la Hongrie et la Croatie : Conjuration des Magnats.
Faute de soutien étranger, la conjuration fut un échec. À la fin de l'année 1671, la plupart des conspirateurs avaient été démasqués, arrêtes et exécutés. La Hongrie royale perdit une grande partie de son autonomie, et une vague de représailles s’abattit sur la population. Loin de calmer les ardeurs, cette politique de répression contribua à la naissance du mouvement kuruc, et une série de rébellions secoueront la Hongrie pendant quarante années. Le paroxysme sera atteint pendant la guerre d'indépendance que conduira François II Rákóczi en 1703.

### Guerre d'indépendance en Hongrie orientale (1703-1711)
Il s'agit de la guerre initiée et menée de 1703 à 1711 contre l'absolutisme des Habsbourg par François II Rákóczi, alors souverain de la principauté hongroise de Transylvanie (que l'historiographie moderne appelle « royaume de Hongrie orientale »). La défaite de Rákóczi est sanctionnée par le traité de Szatmár du 30 avril 1711 et sa principauté est transformée en un grand-duché ramené à ses limites d'avant 1526 (sans le partium) et dirigé par des gouverneurs nommés par les Habsbourg.
- Principauté de Transylvanie (1111-1867), Royaume de Hongrie orientale, liste des princes de Transylvanie
- Longue Guerre (1591/1593-1604/1606)
- Grande guerre turque (1683-1699)

## Période de la domination des Habsbourg d'Autriche (1718-1867)

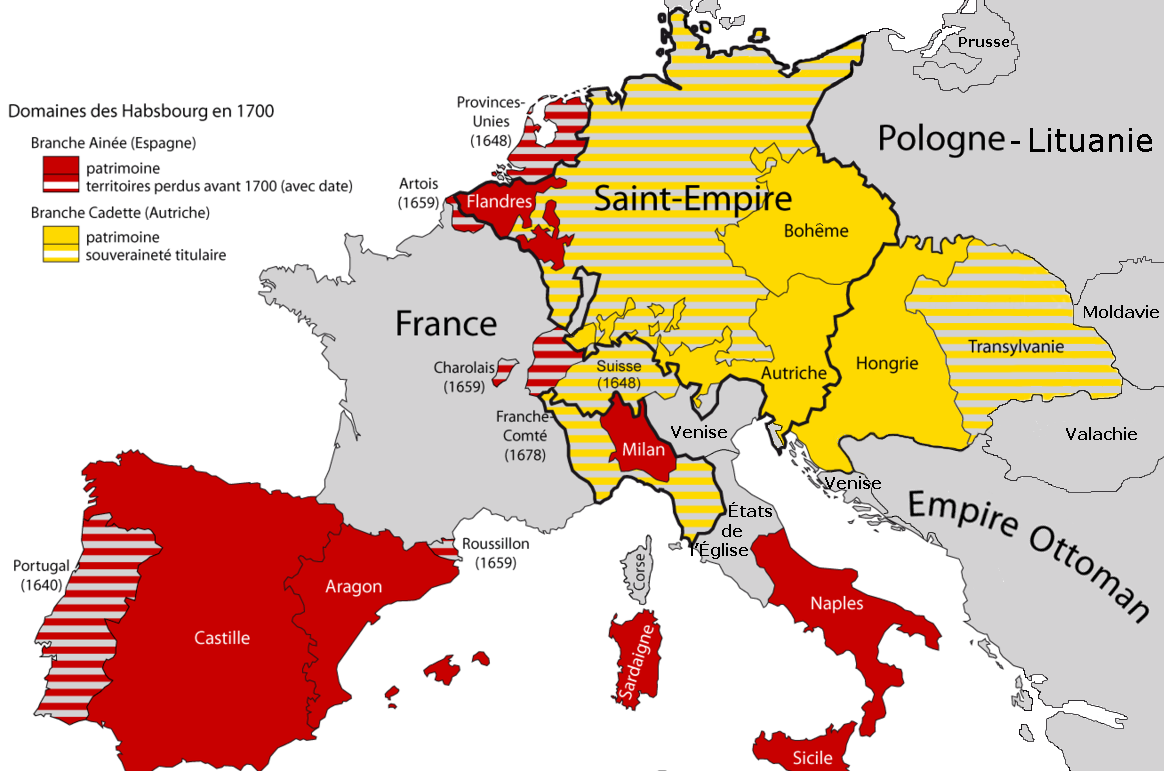
Empire de Charles VI d'Autriche en 1700.

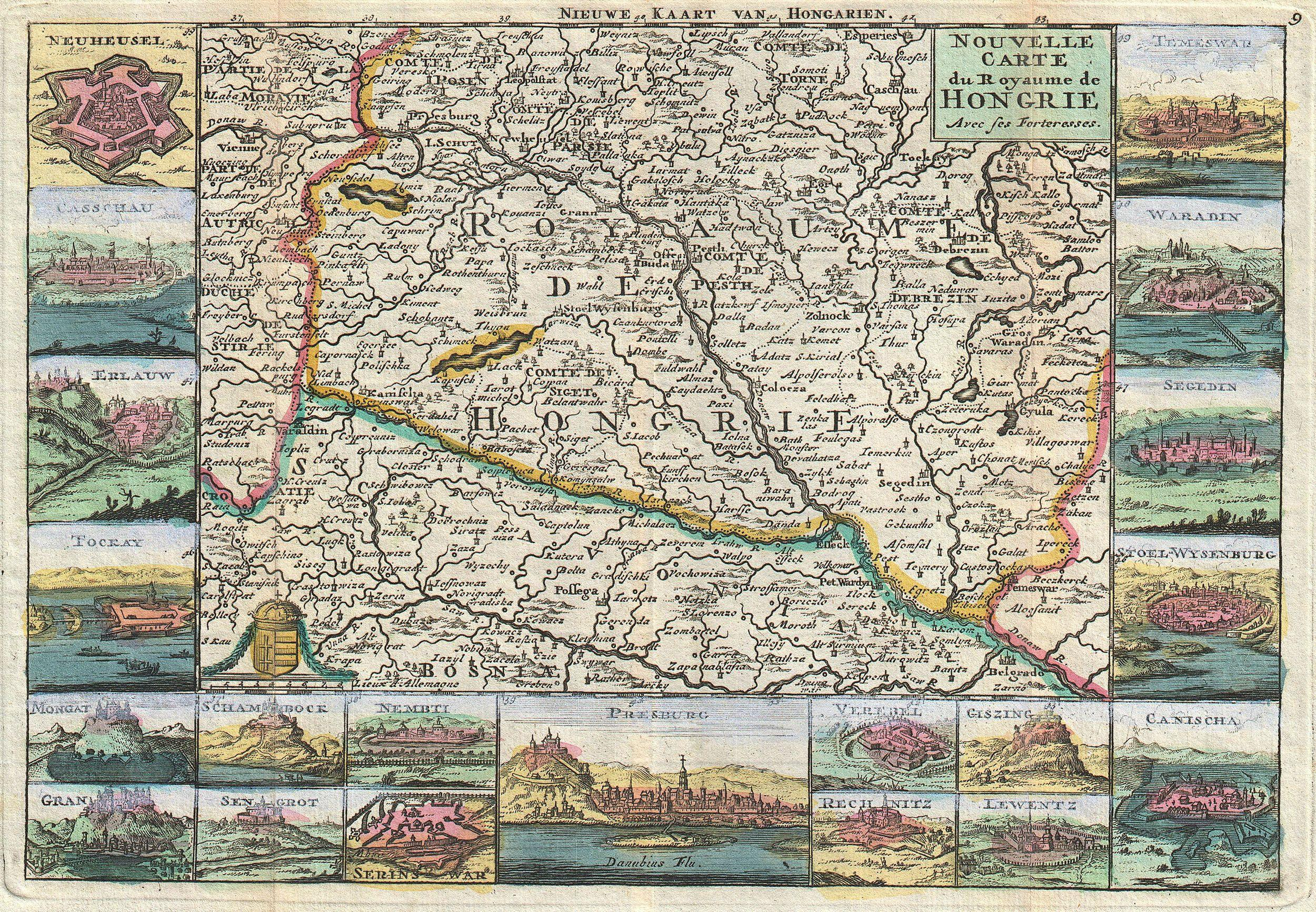
Carte de Hongrie datant de 1747, avec ses forteresses

### Chronologie
- 1571 Accord de Spire, qui donne aux Habsbourg une légitimité sur la Hongrie.
- 1593-1606 guerre de Hongrie entre les Habsbourg et l'Empire ottoman marquée notamment par la bataille de Mezokeresztes.
- 1610-1686 Les essais pour la réunification des territoires hongrois
- 1686 Libération de Buda par les armées européennes – chefs de guerres : Charles V de Lorraine et Maximilien-Emmanuel de Bavière.
- 1703-1711 Insurrection hongroise de François II Rákóczi
- 1713 Pragmatique Sanction de Charles VI d'Autriche, à l'origine de la Guerre de Succession d'Autriche à la mort du souverain
- 1718 La paix de Passarowitz
- 1723 Pragmatique Sanction adoptée par la Diète hongroise, permettant à Marie-Thérèse d'Autriche de devenir reine de Hongrie.
- 1740-1780 Le règne de Marie-Thérèse d'Autriche
- 1740-1748 La guerre de Succession d'Autriche
- 1756-1763 La guerre de Sept Ans
- 1780-1790 Le règne de Joseph II du Saint-Empire, empereur depuis 1765, qui accède au trône de Hongrie à la mort de sa mère
- 1794-1795 Le complot des jacobins hongrois
- 1809 La Bataille de Raab
- 1825-1848 L'ère des réformes
- 1848 : Révolution hongroise de 1848, István Széchenyi, Ferenc Deák
- 1849-1861 Le néoabsolutisme : Diplôme d'octobre
- 1861 Retour au centralisme : Patente de février
- 1861-1865 Le provisoire de Schmerling, ministre-président d'Autriche.
- 1867 Compromis austro-hongrois, du 30 mars 1867 et prenant fin le 30 octobre 1918.
- 1867-1918 Le dualisme : Relations entre l'Autriche et la Hongrie
- Royaume de Hongrie (1718-1867)

### De la révolution de 1848 au compromis austro-hongrois (1867)

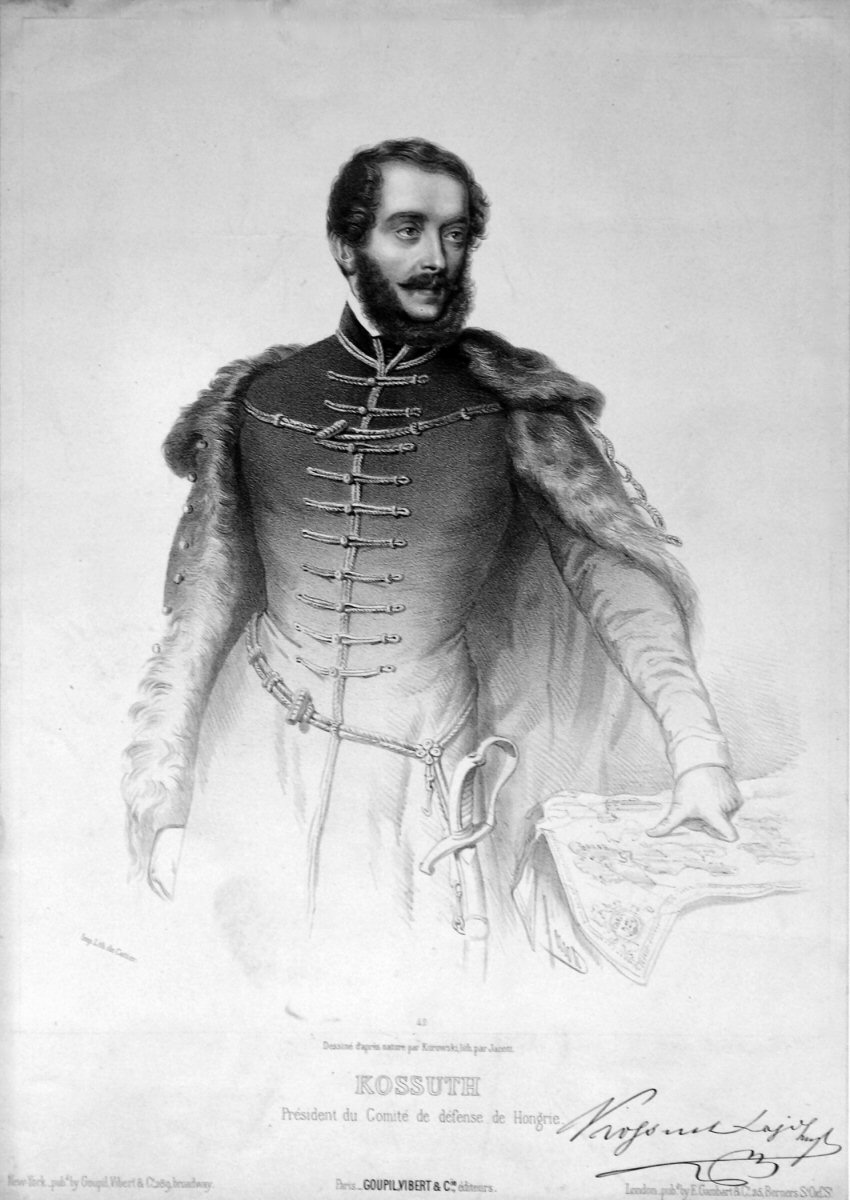
Lajos Kossuth.

La Révolution française de 1789 crée une « union sacrée » de la noblesse hongroise autour de la maison impériale des Habsbourg, mais les idées libérales et nationales se diffusent malgré tout en Hongrie et donnent naissance à un courant réformiste important, revendiquant l'égalité devant la loi et devant l'impôt et la fin des privilèges.
Ce courant est incarné par Ferenc Kölcsey, Ferenc Deák et Lajos Kossuth, révolutionnaires qui proclament en 1848 l'unification de la Hongrie, comprenant la Hongrie royale, la Croatie et la Transylvanie, et revendiquant l'indépendance face à l'empire d'Autriche. Mais, en Croatie et Transylvanie, les révolutionnaires locaux réclamaient leur propre indépendance, que Kossuth leur refusait. Les Autrichiens en profitèrent pour rallier à leur cause l'avocat transylvain Jankó Ávrám qui lève des troupes contre Kossuth, et le général croate Josip Jelačić, qui prend la tête d'une armée et envahit la Hongrie. Pour y faire face, Kossuth constitue un Comité national de défense qui parvient à refouler les troupes croates et réprime le soulèvement transylvain. Alors que l'indépendance de la Hongrie est proclamée, l'Autriche fait appel au tsar Nicolas Ier de Russie pour mater le gouvernement révolutionnaire. Les Habsbourg organisent alors une répression implacable et imposent leur pouvoir par la force. En 1866, l'affaiblissement de l'empire sur le front italien et surtout la défaite contre la Prusse à la Bataille de Sadowa, les incitent à apaiser les tensions internes. C'est ce long processus qui aboutit au Compromis austro-hongrois de 1867 et à la naissance de l'Autriche-Hongrie.
- « épopée nationale »

Avec Sándor Petőfi, la poésie épique du hongrois János Arany illustre le passé légendaire de sa nation. « La mort du roi Buda » (1864), la première partie du projet d'une trilogie sur les Huns est peut-être un des meilleurs poèmes narratifs de la littérature hongroise. Les autres parties de la trilogie (« Ildiko » et « Le prince Csaba ») sont inachevées.
- Révolution hongroise de 1848
- État hongrois (1849)

## Période de l'Autriche-Hongrie (1867-1918)

Drapeau commercial de l'Autriche-Hongrie.

Drapeau du royaume de Hongrie (1867-1918).

### Répartition territoriale de la Double Monarchie
De 1867 jusqu’à 1918, un État d’Europe centrale, constitué de l’empire d'Autriche et du royaume de Hongrie, unis par la maison de Habsbourg-Lorraine et liés par un « compromis austro-hongrois » (en allemand Ausgleich, en hongrois Kiegyezés). Les territoires régis au sein de cette structure étatique comprennent d'un côté l'archiduché d'Autriche, le royaume de Bohême et le royaume de Galicie et de Lodomérie, et de l'autre côté le royaume de Hongrie et le royaume de Croatie-Slavonie.
Par le Compromis austro-hongrois de 1867, l'empire d'Autriche et le royaume de Hongrie s'unissent pour devenir l'Autriche-Hongrie, François-Joseph Ier cumulant les couronnes d'empereur d'Autriche et de roi de Hongrie. Le compromis dresse le cadre d’un nouveau mode de gouvernement par lequel les régions autrichiennes et hongroises sont gouvernées par des Parlements et des Premiers ministres différents.
Conçu au profit des nobles autrichiens et hongrois, ce compromis politique satisfait, ou en tout cas ne mécontente pas les populations germanophones et magyarophones, mais porte en lui les germes de la dissolution de la « double-monarchie », car il déçoit les aspirations des autres peuples de l’Empire, notamment les populations slaves (Tchèques, Slovaques, Polonais, Ukrainiens, Slovènes, Croates, Serbes) ou latines (Italiens, Roumains).
- Autriche-Hongrie (1867-1918)
  - partie autrichienne : Royaumes et pays représentés à la Diète d'Empire (1867-1918, Cisleithanie)
  - partie hongroise, dite Pays de la couronne de saint Étienne (Transleithanie), formée de
    - Royaume de Hongrie (1867-1918)
    - Royaume de Croatie-Slavonie (1868-1918) (capitale Agram, actuelle Zagreb)
- Projet d'États unis de Grande Autriche (1906, Aurel Popovici)

### L'Autriche-Hongrie dans la Première Guerre mondiale (1914-1918)
Après l'assassinat de l'archiduc autrichien François-Ferdinand à Sarajevo le 28 juin 1914, le Premier ministre hongrois István Tisza tenta d'éviter le déclenchement de la guerre, mais ses tentatives diplomatiques restèrent infructueuses. La guerre générale commence le 28 juillet avec la déclaration de guerre à la Serbie par l'Autriche-Hongrie. L'Autriche-Hongrie a enrôlé 9 millions de soldats pendant la Première Guerre mondiale, dont 4 millions du royaume de Hongrie.
En 1918, la situation économique s'était détériorée de façon alarmante en Autriche-Hongrie; les grèves dans les usines étaient organisées par des mouvements de gauche et pacifistes, et les soulèvements dans l'armée étaient devenus monnaie courante. Dans les capitales de Vienne et de Budapest, les mouvements libéraux de gauche autrichiens et hongrois et leurs dirigeants soutenaient le séparatisme des minorités ethniques. L'Autriche-Hongrie signe l'armistice de Villa Giusti à Padoue le 3 novembre 1918. En octobre 1918, l'union personnelle entre l'Autriche et la Hongrie est dissoute.
- Histoire de l'Autriche-Hongrie pendant la Première Guerre mondiale
- Forces armées austro-hongroises (1867-1918)
- Occupation austro-hongroise de la Serbie

## La Hongrie après la défaite de l'empire austro-hongrois

### La République hongroise (1918-1919)
Le 16 novembre 1918 est proclamée la République démocratique hongroise. L'âme du nouveau régime démocratique est personnifiée par le comte Mihály Károlyi. Il remplit pour quelques mois les fonctions de Premier ministre et de président.
Une commission française, dirigée par le géographe Emmanuel de Martonne, trace les nouvelles frontières de la Hongrie, en suivant la limite des zones rurales à majorité hongroise du centre du pays, mais sans tenir compte des villes (presque partout à majorité hongroise) ni des zones excentrées habitées par des Hongrois (dans l'est de la Transylvanie par exemple). Très déçu des pertes territoriales imposées à son pays, le comte Károlyi préfère démissionner.

### La tentative de République des conseils (1919)

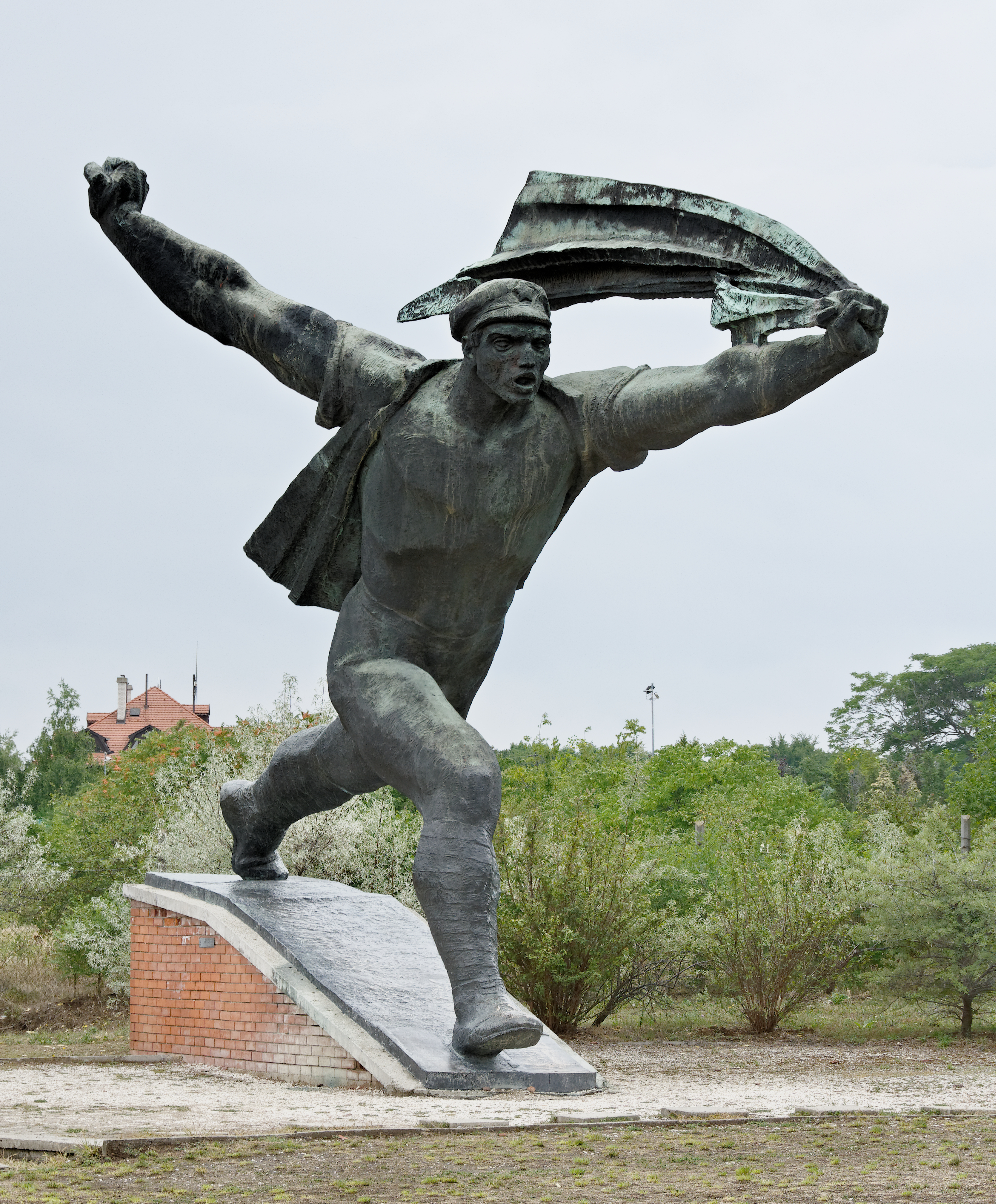
Monument de la République des conseils. Créé d'après une affiche révolutionnaire de 1919, il est installé en 1969 sur le Boulevard György Dózsa où avaient lieu les défilés officiels de Budapest.

En mars 1919, les communistes renversent le gouvernement et, en avril, Béla Kun proclame la république des conseils de Hongrie (cf. Conseil ouvrier), qui tente en vain de reconquérir les frontières de 1918 : guerre hungaro-roumaine de 1919. Ce gouvernement ne dure pas longtemps ; soutenue par la mission militaire française du général Henri Berthelot, l'armée du royaume de Roumanie entre en Hongrie et occupe Budapest : les forces communistes sont vaincues et le régime soviétique est renversé le 6 août 1919.
Les Alliés de la Première Guerre mondiale remettent le pouvoir aux forces légitimistes, menées par l'amiral Miklós Horthy. L'archiduc Joseph-Auguste de Habsbourg-Lorraine redevient brièvement régent du pays.
Entre août et novembre 1919, Budapest est sous occupation roumaine.
- 1918 :
  - Défaite de l'Autriche-Hongrie, alliée de l'Allemagne impériale.
  - 31 octobre La Hongrie se sépare de l'Autriche et déclare son indépendance ; Mihály Károlyi devient le président de la République.
- 1919 :
  - Du 21 mars au 1er août, les communistes sont au pouvoir : formation de la république des conseils de Hongrie, avec à sa tête Béla Kun. Il est chassé du pouvoir par l'armée roumaine et l'armée nationaliste de l'amiral Miklós Horthy qui entre dans Budapest.
  - 10 septembre : traité de Saint-Germain ; une partie de la Hongrie passe à l'Autriche sous le nom de Burgenland.

## Le royaume de Hongrie du régent Horthy (1919-1944)

Drapeau du temps de la régence de Miklos Horthy.

### Mise en place de la régence de l'amiral Horthy (1920)
En janvier 1920, des élections sont tenues pour élire une assemblée monocamérale. Le 1er mars, l'amiral de l'armée austro-hongroise Miklós Horthy est élu régent. Il établit un régime dictatorial de type officiellement monarchique : royaume de Hongrie (1920-1946).

### Le traité de Trianon (1920)

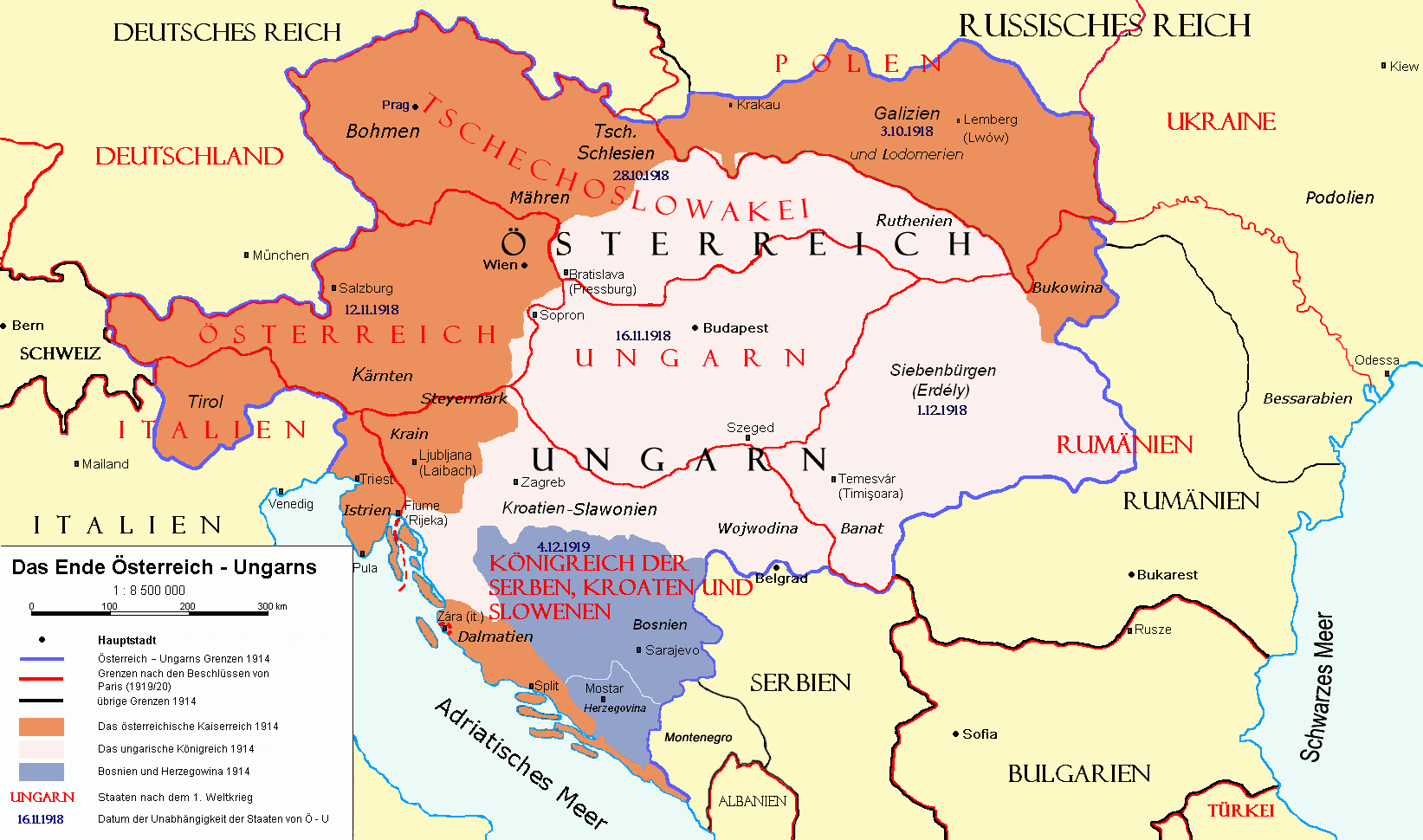
Différence entre les frontières de l'Autriche-Hongrie avant-guerre et à la suite du traité de Trianon. En blanc, le royaume de Hongrie.

Le traité de paix du Trianon est signé le 4 juin 1920 au Grand Trianon de Versailles par les puissances belligérantes de la Première Guerre mondiale : d'un côté le Royaume-Uni, la France, les États-Unis, l'Italie, la Roumanie, le royaume des Serbes, Croates et Slovènes (qui devient le royaume de Yougoslavie en 1929) et la Tchécoslovaquie, de l'autre l'Autriche-Hongrie qui a perdu la guerre et qui y est représentée par la Hongrie (séparée de l'Autriche le 31 octobre 1918). Il fait suite aux traités de Versailles (qui traite le cas de l'Allemagne) et de Saint-Germain-en-Laye (qui définit celui de l'Autriche).
La Hongrie perd ainsi les deux tiers de son territoire, passant de 325 411 km2 avant la guerre à 92 962 km2 après la signature du traité. Le pays perd aussi son accès à la mer via la Croatie, rattachée au royaume des Serbes, Croates et Slovènes. Elle perd, de plus, la totalité de ses mines d'or, d'argent, de mercure, de cuivre et de sel, cinq de ses dix villes les plus peuplées et entre 55 % et 65 % des forêts, ses voies ferrés, ses usines, ses canaux, ses minerais de fer, ses institutions bancaires et ses terres cultivables. Le traité a également pour conséquence de faire passer 3,3 millions de Hongrois sous domination étrangère.
Trianon est perçu de nos jours comme un traumatisme en Hongrie, et beaucoup de Hongrois considèrent encore ce traité comme un inique diktat.[réf. nécessaire]
Le 4 juin 1920, le traité de Trianon est signé : il officialise les frontières de la nouvelle Hongrie. En comparaison du royaume d'avant-guerre, la Hongrie sera amputée de 72 % de son territoire et d'un tiers de sa population magyare et perd son accès à la mer. La totalité des minorités roumaine, slovaque, croate, serbe font le choix d'appartenir à d'autres États, selon le principe (énoncé par le président américain Woodrow Wilson) du « droit des peuples à disposer d'eux-mêmes ». La Slovaquie et la Transcarpathie sont attribuées à la nouvelle Tchécoslovaquie, la Croatie à la Yougoslavie, le Banat à la Yougoslavie et à la Roumanie et la Transylvanie à la Roumanie. Mais plusieurs millions de Hongrois se retrouvent ainsi minoritaires dans de nouveaux pays et la Hongrie réclame une révision des frontières. Évoquant le droit des peuples à disposer d'eux-mêmes, la Hongrie fait plusieurs demandes de référendum qui sont toutes rejetées par les vainqueurs. Revendication majeure de la Hongrie des années 1920 et 1930, la question des frontières poussera Horthy à rechercher l'alliance avec l'Allemagne. Les conséquences du traité de Trianon entraîneront des problèmes politiques, notamment en Slovaquie, se manifestant jusqu'à nos jours.

### Le gouvernement de l'amiral Horthy
- 1921 : échec d'une tentative de restauration de la Maison de Habsbourg.

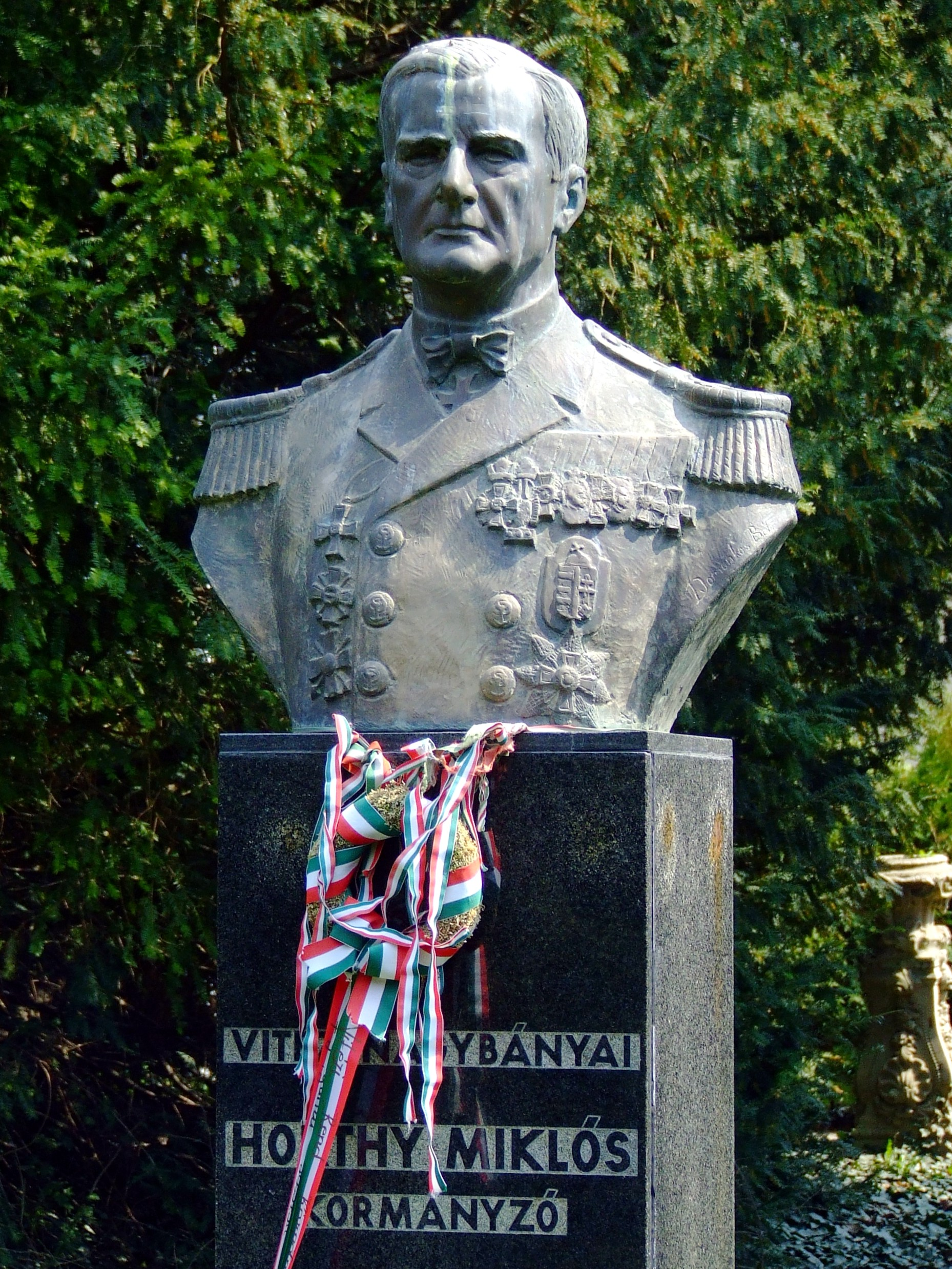
Buste de Miklós Horthy à Kenderes.

Miklós Horthy règne avec des pouvoirs autoritaires pendant la plus grande partie de la période de l'entre-deux-guerres mondiales et installe un régime nationaliste et dictatorial dans une Hongrie repliée sur le souvenir du grand royaume d'avant-guerre. Des politiques répressives, d'une intensité variable, sont appliquées contre les communistes, les Juifs ou les Roms.
Horthy s'allie avec l'Allemagne nazie dans les années 1930, dans l'espoir de revenir sur les pertes territoriales subies en 1920.
En mars 1939, la Hongrie reçoit quelques territoires de la Tchécoslovaquie, principalement démembrée entre la Slovaquie, état satellite du Reich, et l'Allemagne, qui annexe la Bohême (protectorat de Bohême-Moravie).
La Hongrie participe à la Seconde Guerre mondiale (qui commence en septembre 1939) et bénéficie de territoires de la Yougoslavie et à la Roumanie,

### Chute de Horthy (octobre 1944)
En octobre 1944, alarmé par le passage de la Roumanie dans le camp allié, Hitler remplace Horthy par le collaborateur hongrois Ferenc Szálasi et son Parti des Croix fléchées de type nazi, afin d'éviter que la Hongrie ne rejoigne elle aussi les Alliés.
Un gouvernement fasciste hongrois est mis en place, tandis qu'à l'est les troupes soviétiques envahissent le territoire du pays.
Plus de 450 000 Juifs et plusieurs centaines de Roms périrent sous le régime de Horthy – à l'instigation des Allemands et malgré les tentatives du régent pour y mettre fin – et sous le régime de Szálasi.

## La Hongrie après la Seconde Guerre mondiale

### Période de l'occupation militaire (janvier 1945-février 1946)
Le pays est entièrement occupé par les troupes soviétiques et roumaines après la bataille de Budapest (décembre 1944-janvier 1945). La guerre en Europe s'achève le 8 mai 1945.

### La deuxième république de Hongrie (1946-1949)
- République de Hongrie Magyar Kőztársaság : 1er février 1946 - 18 août 1949

La république de Hongrie (Deuxième République) est le régime politique de la Hongrie au sortir de la Seconde Guerre mondiale, dans les années qui suivent la fin du royaume de Hongrie et qui précèdent l'avènement de la république populaire de Hongrie.
L'histoire de cette république est marquée par la montée en puissance du Parti communiste hongrois de Matyas Rakosi, qui élimine progressivement (« tactique du salami ») ses adversaires avant de prendre le pouvoir sous le nom de Parti hongrois des travailleurs.

## Période de la démocratie populaire (1949-1989)

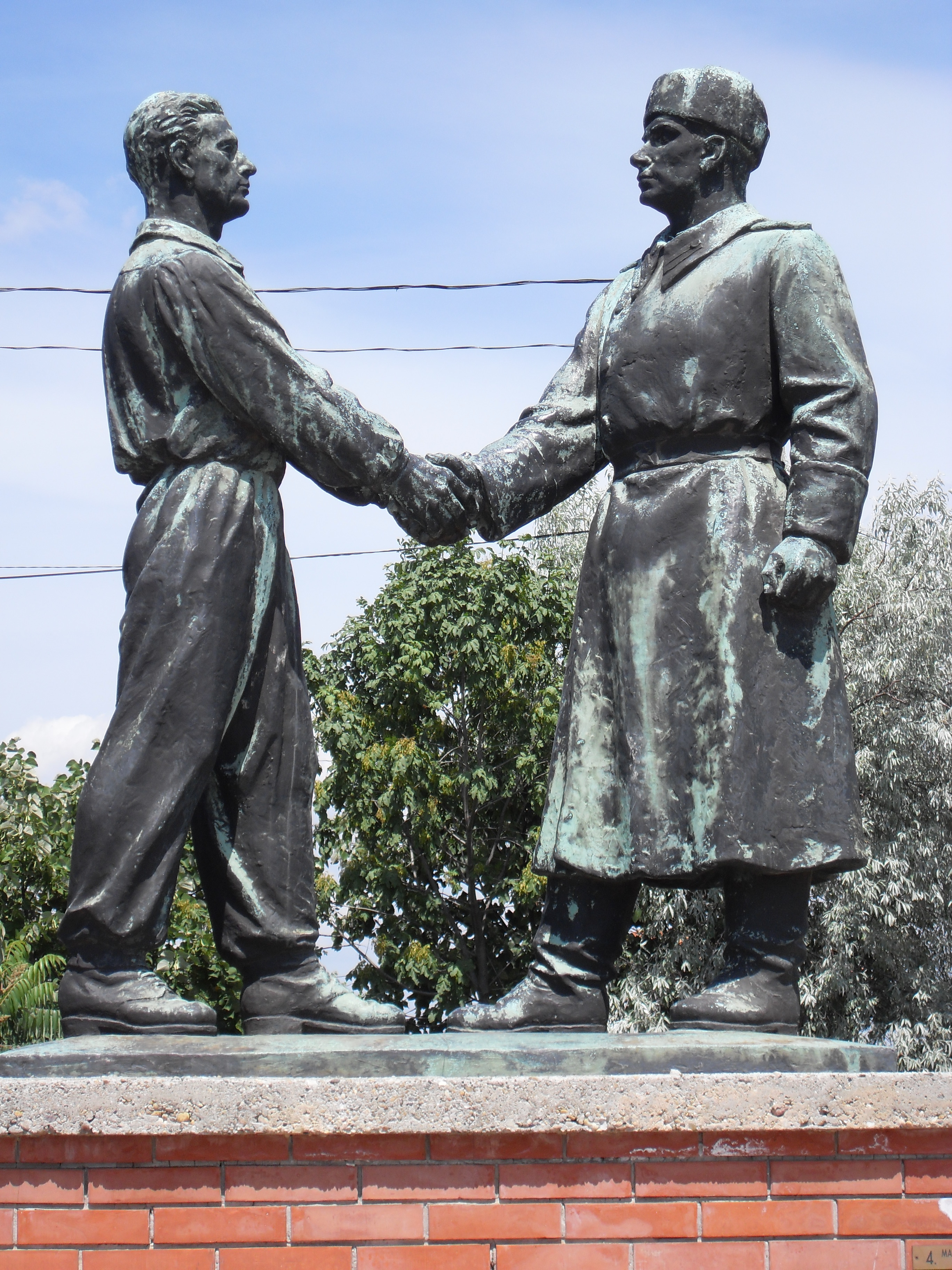
Mémorial à l'amitié entre Hongrois et Soviets. Mémento park, Budapest

- République populaire de Hongrie (Magyar Népkőztársaság) : 18 août 1949 - 23 octobre 1989

### La république populaire de Matyas Rakosi
La république populaire de Hongrie (également traduit par République populaire hongroise ou République démocratique hongroise) est le nom officiel de la Hongrie de 1949 à 1989, lorsqu'elle faisait partie des « démocraties populaires » membres de la sphère d'influence de l'Union soviétique désignée sous le nom de bloc de l'Est. Se réclamant du marxisme-léninisme, le régime demeura en place jusqu'à la chute du bloc communiste en Europe. La république populaire de Hongrie se présentait comme héritière de la république des conseils de Hongrie dirigée en 1919 par Béla Kun. La république populaire de Hongrie était membre du Pacte de Varsovie et du Conseil d'assistance économique mutuelle.
La période 1946-1956 est dominée par la figure de Mátyás Rákosi qui établit l'un des régimes les plus répressifs du bloc communiste en Europe.
Entre 1948 et 1953, sur neuf millions et demi de Hongrois, 1 300 000 personnes comparaissent devant les tribunaux qui prononcent 695 625 condamnations depuis la simple amende jusqu'à la peine capitale. La déstalinisation porte au pouvoir Imre Nagy, mais l'appareil du Parti conserve toujours le pouvoir
Le Parti communiste hongrois entreprit le remplacement de l'économie capitaliste par une économie planifiée en menant des nationalisations massives sur le modèle soviétique. Cette politique entraîna une stagnation économique, des bas niveaux de vie et un profond malaise. Les écrivains et les journalistes furent les premiers à critiquer le gouvernement et ses politiques dans des articles en 1955.

### L'insurrection de Budapest en 1956 et l'avènement d'Imre Nagy
Le 23 octobre 1956, à la suite de l'accession au pouvoir de Gomulka en Pologne, des meetings se tiennent à l'encontre du gouvernement.
Une manifestation est appelée pour le lendemain où plus de 100 000 manifestants, dont de nombreux étudiants, se rassemblent à Budapest.
La statue de Staline est abattue par la foule : révolution hongroise de 1956.
Le soir vers 22h00, la police secrète hongroise Államvédelmi Hatóság (ÁVH) fait tirer sur la foule, et le Parti hongrois des travailleurs (pro-russe et resté stalinien) demande l'aide de l'armée soviétique.
Nikita Khrouchtchev, averti par son ambassadeur Iouri Andropov, décide de régler l'insurrection par la force.
Ordre est donné à 20 000 hommes et 600 chars de se mettre en branle.
Il prend néanmoins la décision de remplacer les membres les plus impopulaires du gouvernement par Imre Nagy et János Kádár.
Le 24 octobre, Imre Nagy, ancien Premier ministre et ancien membre du Parti communiste dont il a été exclu, est appelé à la tête du gouvernement.
En quelques jours, il dissout l'ÁVH, instaure le multipartisme, proclame la neutralité de la Hongrie et annonce vouloir sortir son pays du Pacte de Varsovie.
Le 25 octobre, János Kádár est nommé premier secrétaire du comité central du Parti communiste et soutient dans un premier temps Imre Nagy.
Se forment des conseils ouvriers pour « un socialisme démocratique ».
Le 26 octobre, une partie de la police et de l’armée s'insurge et passe du côté des conseils, qui prennent le pouvoir dans plusieurs villes.
Imre Nagy les reçoit mais leur demande de déposer les armes.
Plusieurs radios sont prises par les conseils ouvriers. Le 27 octobre : Imre Nagy annonce la formation d’un gouvernement de coalition.
Entretemps, alors que le pouvoir soviétique semble vouloir négocier le retrait des troupes soviétiques, la répression se met en place.
Le 3 novembre, ont lieu des arrestations des dirigeants armés des insurgés.
Le 4 novembre, les troupes soviétiques qui comprennent 150 000 hommes et 2 600 chars envahissent la Hongrie.
János Kádár prend la tête d'un gouvernement pro-soviétique.
Suit une grève générale contre l’intervention militaire.
Des combats se déroulent dans tout le pays. Les insurgés avec des cocktails Molotov détruisent près de 300 chars soviétiques.
Les États-Unis ont décidé de ne protester que formellement auprès de l'ONU.
Le 11 novembre, la révolte est matée.
Le 22 novembre, Imre Nagy est arrêté par les troupes soviétiques : il sera pendu le 16 juin 1958.
Début décembre, les membres des conseils sont arrêtés en masse, le gouvernement commence à dissoudre les conseils ouvriers.
Dès le 13 décembre, commencent les exécutions des condamnés à mort pour participation à l’insurrection.

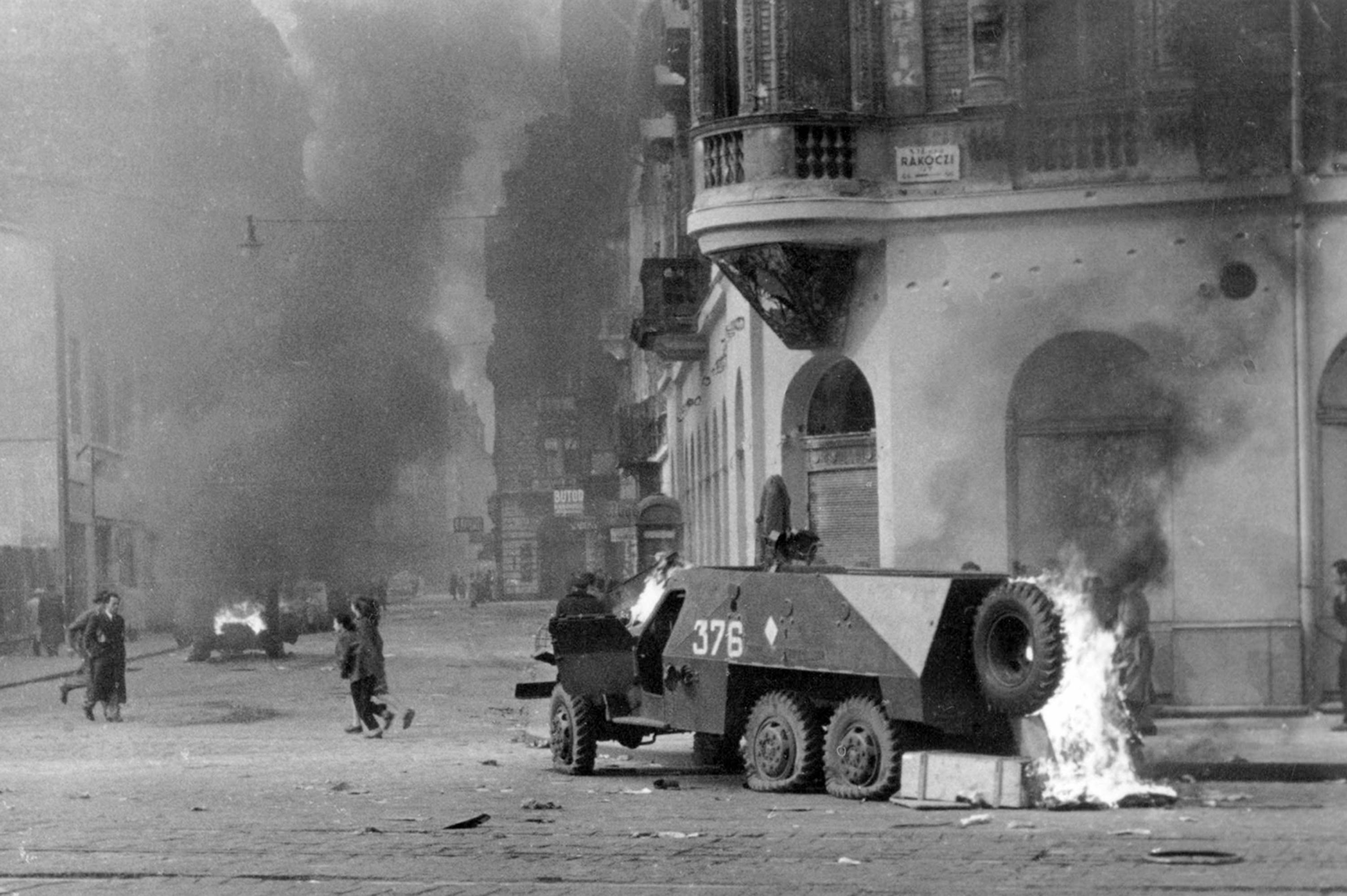
Véhicule de transport blindé soviétique BTR-152 en flammes à Budapest en novembre 1956
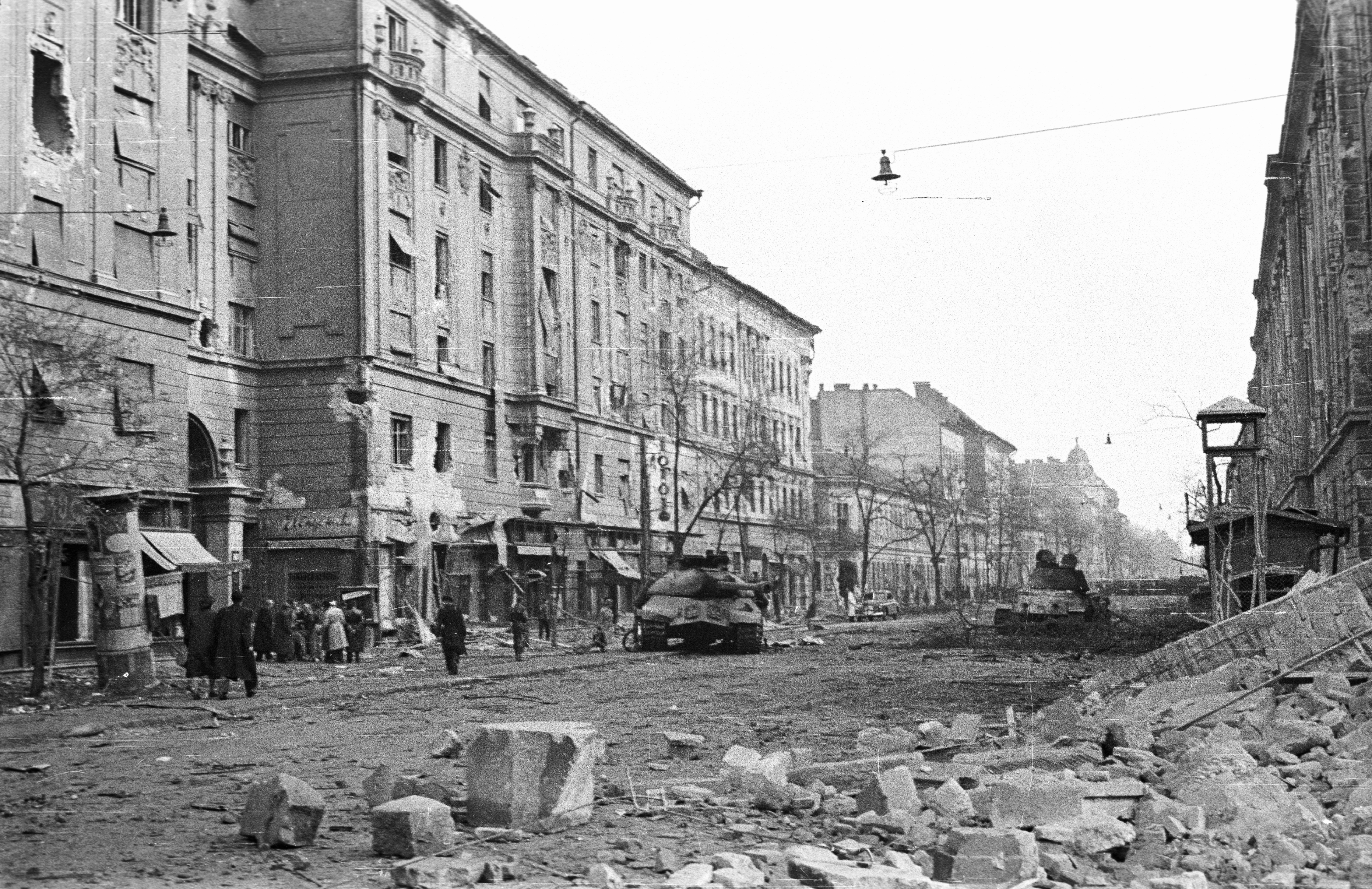
Décombres après la fin des combats dans le 8e arrondissement de Budapest
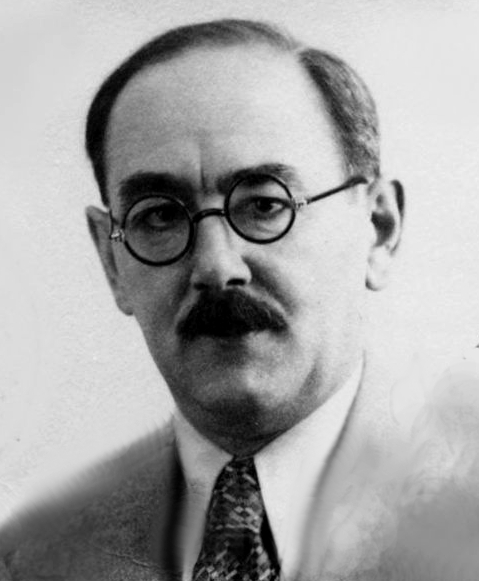
Imre Nagy (1896-1958)
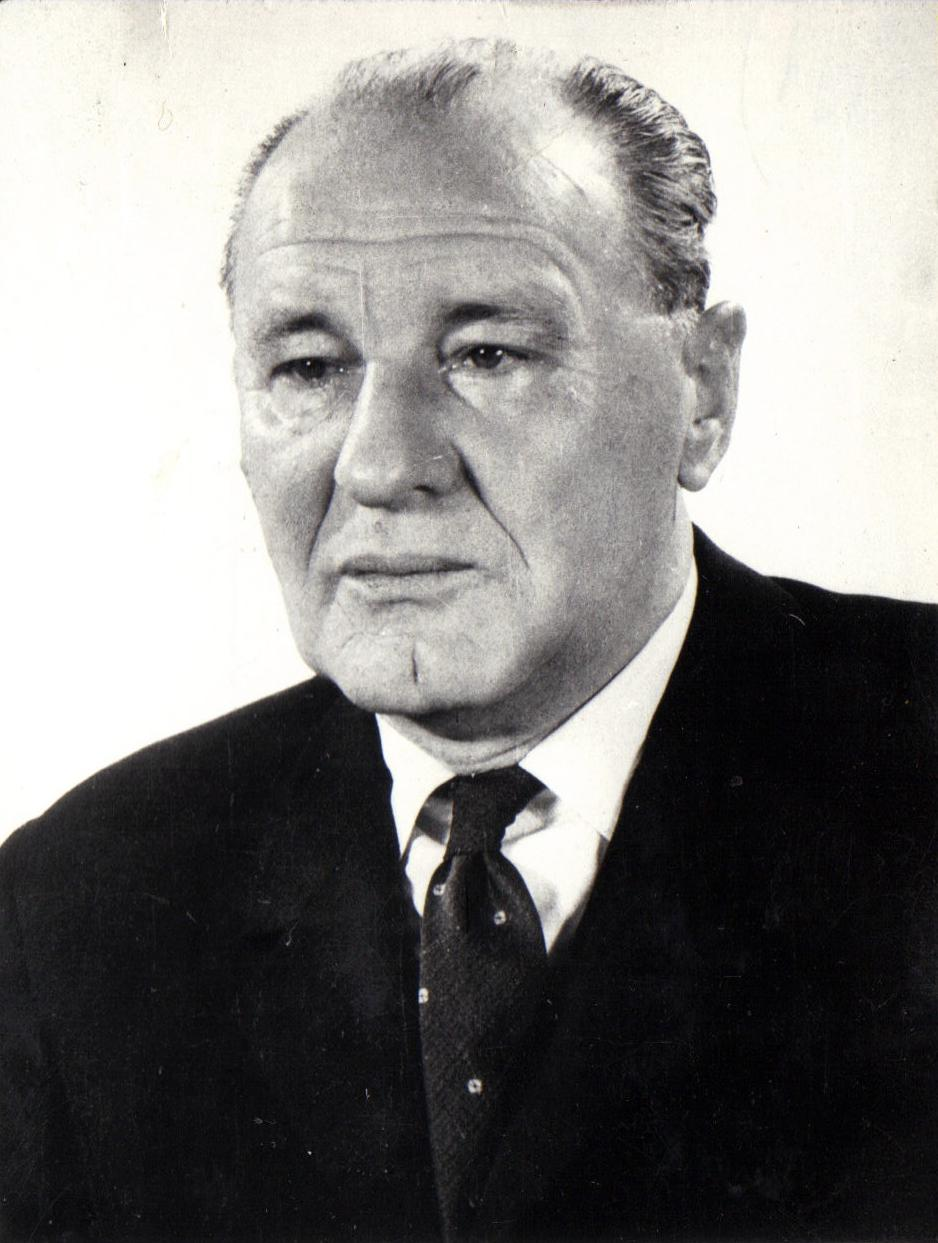
János Kádár (1912-1989)

### Après l'écrasement de l'insurrection: le gouvernement de Janos Kadar (1956-1988)
János Kádár est le maître absolu de la république populaire hongroise durant les trois décennies qui suivent l’insurrection de 1956.
S'il ne remet pas en cause la dictature du parti unique et s'il suit docilement la politique étrangère soviétique (il participe à l'occupation de la Tchécoslovaquie en 1968), il s'emploie, tirant profit de la résignation des Hongrois après la dure répression de 1956, à libéraliser le régime dans la limite du possible : ainsi, il atténue la répression anti-religieuse, diminue la censure et tolère une certaine critique politique au prix d'une soumission totale à la doctrine soviétique : socialisme du goulash.
En 1968, il introduit même une dose d'autogestion dans l'économie et au début des années 1980, il laisse se développer des activités économiques privées et des mécanismes de marché.
En 1986, le primat de Hongrie, le cardinal Lekai, est même sollicité pour devenir député, poste qu'il refuse à la suite d'un veto formel de Jean-Paul II.
Cet allègement de la dictature et du dirigisme économique a pour conséquence une augmentation du niveau de vie, au prix néanmoins d'un fort endettement public et d'une balance commerciale déficitaire.

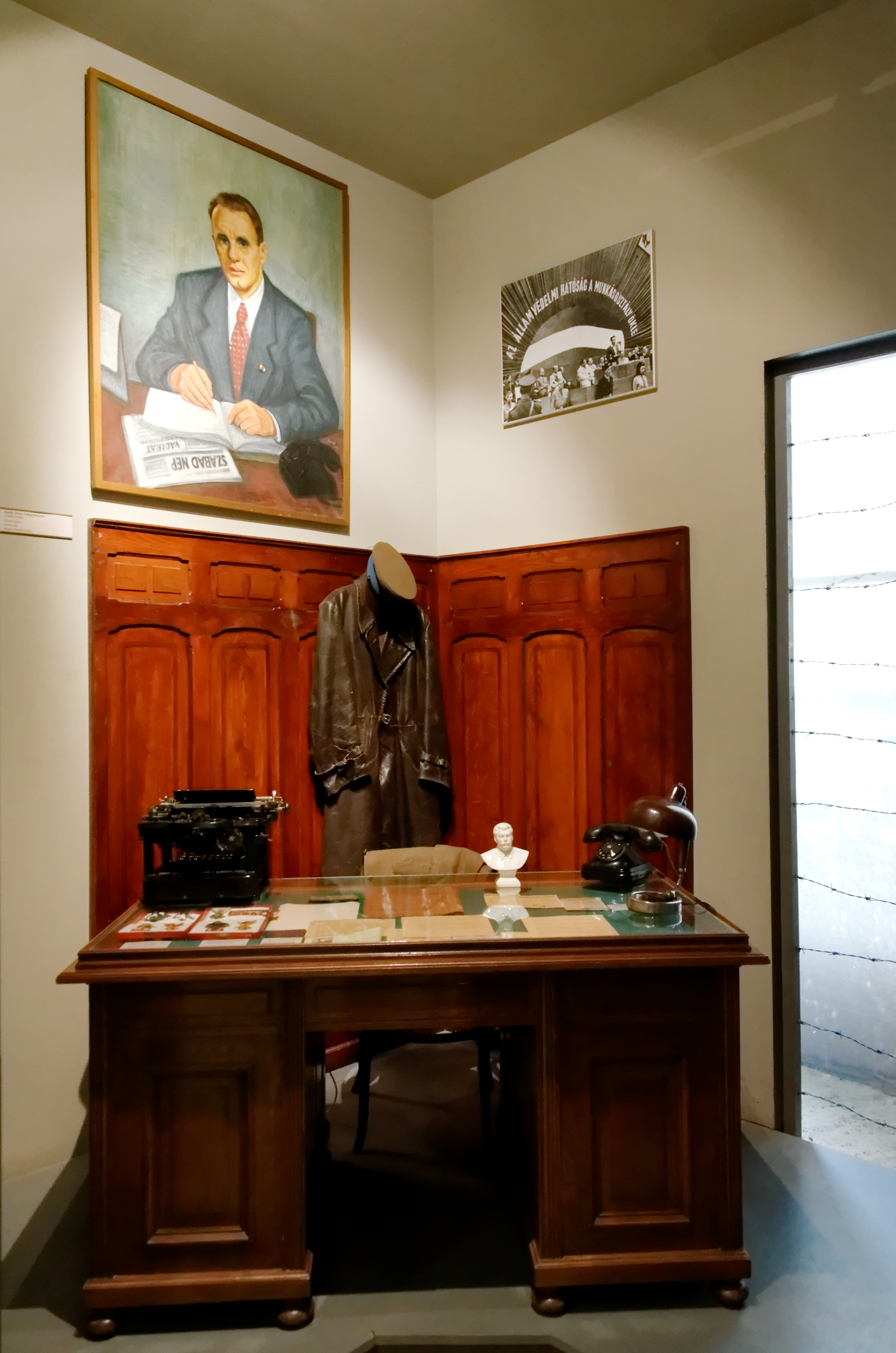
Reconstitution d'un bureau de la police politique communiste Államvédelmi Hatóság de sinistre mémoire (Musée national hongrois, Budapest)

### La fin du régime communiste en Hongrie (1988-1989)
- En 1988 :
  - au congrès du PSOH, l'aile réformatrice gagne la majorité ;
  - l'État hongrois est obligé de fermer un certain nombre d'entreprises particulièrement mal gérées et lourdement déficitaires, créant 20 000 chômeurs dont seulement 3 000 sont indemnisés ;
  - les relations entre l'État hongrois et l'Église catholique sont normalisées. Les ordres religieux interdits peuvent revenir, l'Office des cultes est supprimé et son directeur particulièrement anticlérical est mis à la retraite. Tous les sièges épiscopaux sont désormais rapidement pourvus.
- 1er janvier 1989 : ouverture de la frontière austro-hongroise, sans visa de sortie. Les Hongrois vont faire leurs courses à Vienne. Tout au cours de l'année 1989, de plus en plus d'Allemands de l'Est passeront à l'Ouest via la Hongrie et l'Autriche, aboutissant ainsi à la chute du mur de Berlin. Le rideau de fer était en fait ouvert dès le 1er janvier en Hongrie.
- En mai 1989, l'armée hongroise supprime les barbelés à la frontière autrichienne.
- En mai 1989, lors d'une tournée en Europe occidentale, Tamás Beck, le ministre de l'économie, en présentant le dossier des cinquante-deux principales entreprises du pays à vendre, déclare : « Nous avons besoin de 5 milliards de dollars d'investissements étrangers ». Il lance aussi un appel d'offres pour remplacer d'urgence 1 200 kilomètres de voies ferrées vétustes. La dette extérieure du pays est de 17,2 milliards de dollars et son service représente la moitié des exportations du pays.
- 6 octobre 1989 : réuni en congrès pour deux jours, le parti communiste hongrois (PSOH, Parti socialiste ouvrier hongrois) décide d'abandonner toute référence au communisme. Décès de János Kádár.
- 7 octobre 1989 : le Parti socialiste ouvrier hongrois change de nom et devient le Parti socialiste hongrois (700 000 adhérents).
- 9 octobre 1989 : Rezső Nyers, ancien social-démocrate rallié aux communistes en 1948, prend la présidence du nouveau Parti socialiste hongrois.
- 11 octobre 1989 : Imre Pozsgay, candidat officiel à la présidence de la République, déclare dans une interview au journal Le Figaro : « Le bilan du communisme est négatif. C'était une impasse. Il a créé la propriété bureaucratique et tué l'initiative individuelle. La passivité est devenue le comportement dominant. »
- 19 octobre 1989 : instauration du multipartisme en Hongrie, qui ne se désigne plus comme démocratie populaire.
- 22 octobre 1989 : le ministre hongrois des Affaires étrangères évoque, lors d'une réunion à Oslo, la possibilité d'un retrait des troupes soviétiques « aussi vite que possible ».
- 23 octobre 1989 : une manifestation regroupant plus de 100 000 personnes réclame le droit de célébrer l'insurrection de 1956. La foule brandit le drapeau officiel hongrois — rouge, blanc, vert — mais dont les insignes communistes ont été soigneusement découpés, et des portraits du héros de l'insurrection de 1956, Imre Nagy. Annonce officielle du changement du nom du pays qui devient la république de Hongrie. L'adjectif « populaire » est abandonné, symboliquement, le jour de l'anniversaire de l'insurrection de 1956. Le nouveau drapeau hongrois a comme insigne officiel la couronne du saint patron du pays, le roi Étienne Ier. Le président de l'Assemblée déclare : « Après tant d'années ce peuple mérite un peu de bonheur et d'abondance ».
- 25 mars 1990 : premières élections libres. Victoire du Forum démocrate hongrois (centre-droit) de József Antall. Árpád Göncz est élu président de la République.
- 2 octobre 1990 : la Hongrie devient le premier pays d'Europe de l'Est à adhérer au Conseil de l'Europe.
- Juin 1991 : départ des dernières troupes soviétiques, marquant la fin de la domination de l'Union soviétique.

## La Hongrie depuis 1989
- République de Hongrie (Magyar Kőztársaság), 1989-2011)
- Hongrie : Magyarország (2012)

### Le nouveau régime et la constitution de 2011
La Troisième République hongroise (Harmadik Magyar Köztársaság) est le dénominatif usuel pour désigner le régime républicain mis en place le 23 octobre 1989, succédant à la république populaire de Hongrie (Magyar Népköztársaság). Son essence juridique réside dans la loi XXXI de 1989 et dans la réforme de la Constitution de 1948. Le chef de l'État est le président de la république de Hongrie et le chef du gouvernement le Premier ministre de Hongrie. Le 1er janvier 2012, la constitution de la Hongrie devient la loi fondamentale de la Hongrie.

### Chronologie
En 1994, les difficultés liées à la transition entraînent la victoire électorale de Gyula Horn, leader du Parti socialiste hongrois (ex-parti communiste), qui forme un gouvernement avec l'Alliance des démocrates libres.
- 1998 : victoire électorale de l'Union civique hongroise (Fidesz) (droite) de Viktor Orbán, qui forme un gouvernement de coalition avec le Parti des petits propriétaires.
- 1999 : entrée de la Hongrie dans l'OTAN.
- 2000 : élection de l'ancien ministre Ferenc Mádl à la présidence de la République.
- 2002 : victoire électorale du Parti socialiste hongrois dirigé par Péter Medgyessy, qui devient Premier ministre.
- 2004 : le 1er mai la Hongrie devient membre de l'Union européenne.
- 2005 : élection du juriste László Sólyom à la présidence de la République.
- 2006 : élections parlementaires – victoire du Parti socialiste : Ferenc Gyurcsány devient le Premier ministre. Quelques mois plus tard, l'opposition remporte largement les élections municipales et régionales. Elle demande la démission du Premier ministre. Lors de manifestations importantes contre le gouvernement, Gyurcsány demande à la police de rétablir l'ordre par tous les moyens, ce qui provoque des centaines de blessés.

En 2009, affaibli par la crise, alors que son gouvernement est contraint de recourir à l’aide du FMI, la Hongrie étant dans une situation économique critique, Ferenc Gyurcsány annonce son intention de démissionner. L'effondrement de l'économie hongroise est particulièrement forte, car fondée sur les investissements étrangers et sur des emprunts libellés en euros et en francs suisses. Ferenc Gyurcsány enregistre alors la pire cote de popularité (23 %) qu'ait jamais connue un dirigeant de la Hongrie postcommuniste. Il propose pour le poste vacant Gordon Bajnai, ministre de l'Économie du cabinet sortant. Le 14 avril, le Parlement accepte celui-ci comme nouveau Premier ministre.

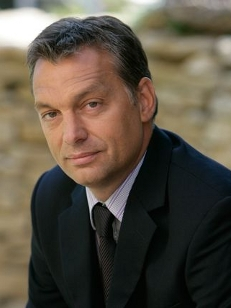
Viktor Orbán en 2010.

2010, voit la victoire électorale de l'Union civique hongroise (Fidesz). Viktor Orbán devient Premier ministre une nouvelle fois, avec une majorité de 2/3 des voix au Parlement et l'élection du président du Parlement, Pál Schmitt, à la présidence de la République. Le 25 avril 2011, l'Assemblée nationale adopte, avec les seules voix du Fidesz, une nouvelle Constitution, la Loi fondamentale. Cette nouvelle Constitution, qui défend le seul mariage de deux personnes de sexes opposés, prolonge le mandat des personnalités nommées par le gouvernement en exercice et fragilise la pluralité des médias, provoque la colère de l'opposition et suscite de nombreuses craintes, notamment aux États-Unis et dans certains pays de l'Union européenne.
Le 1er janvier 2012, la constitution de la Hongrie, officiellement nommée Loi fondamentale de la Hongrie (Magyarország alaptörvénye), déposée le 14 mars 2011, adoptée le 18 avril par l'Assemblée nationale de Hongrie, entre en vigueur en tant que texte constitutionnel de la Hongrie. À la suite d'un scandale de plagiat, le président Pál Schmitt démissionne et rend ses fonctions présidentielles. L'ancien président du Parlement, János Áder, proche du chef du gouvernement, est élu président de la République.
En 2014, les élections législatives d'avril 2014 se traduisent par une large victoire du Fidesz qui est assuré de conserver sa majorité des deux tiers au Parlement et plébiscitent la politique menée par Viktor Orbán.
En décembre 2020, six partis allant de la gauche à l’ancienne extrême droite annoncent une alliance inédite en vue des législatives de 2022 afin de battre Viktor Orbán. Les élections législatives du 3 avril 2022 voient néanmoins la victoire du Fidesz qui, avec plus de 54% des voix, garde sa majorité des deux tiers au parlement et permet à Viktor Orban d'obtenir un quatrième mandat comme premier ministre.

### Galerie de dirigeants récents

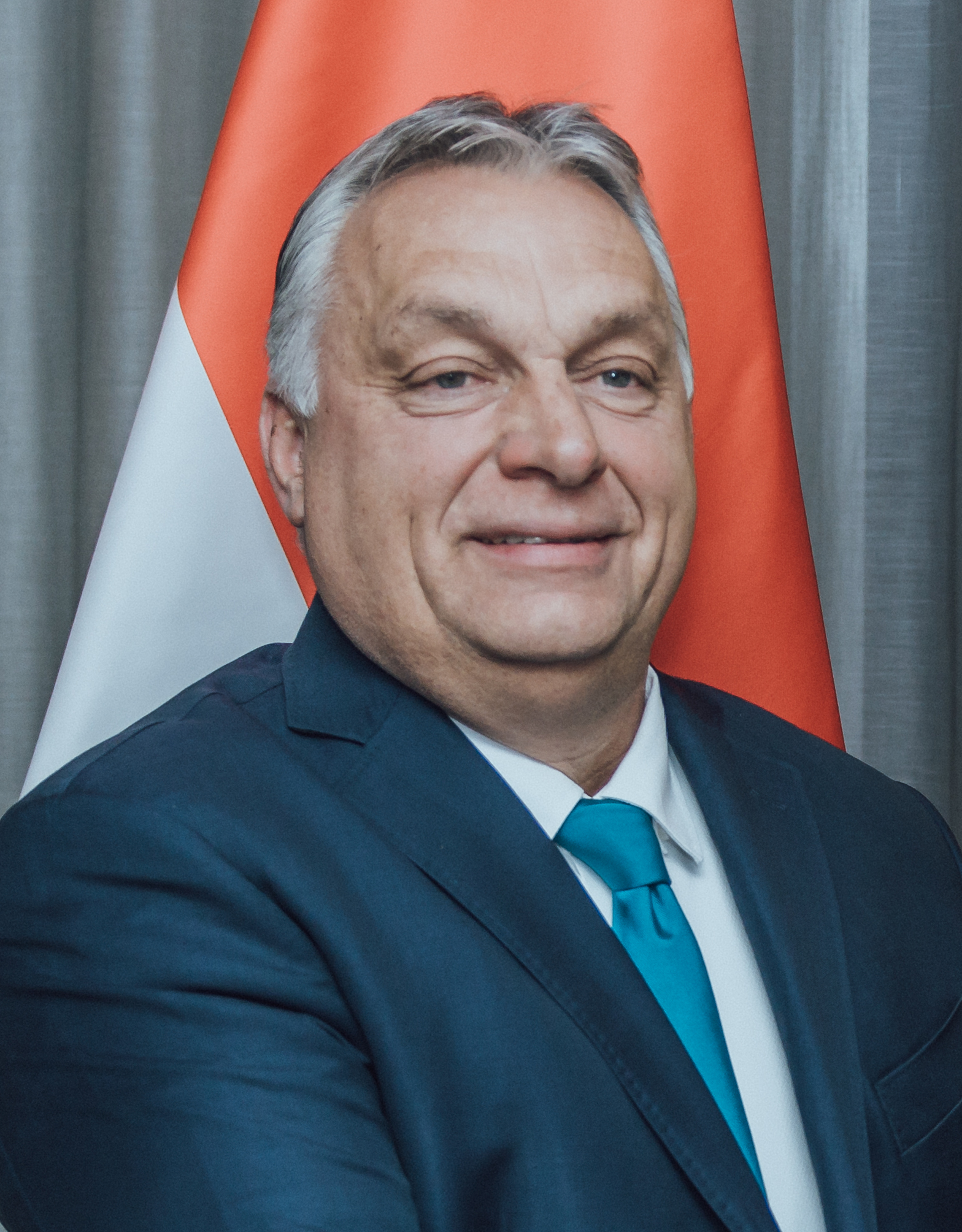
Viktor Orbán 1998-2002 2010-présent
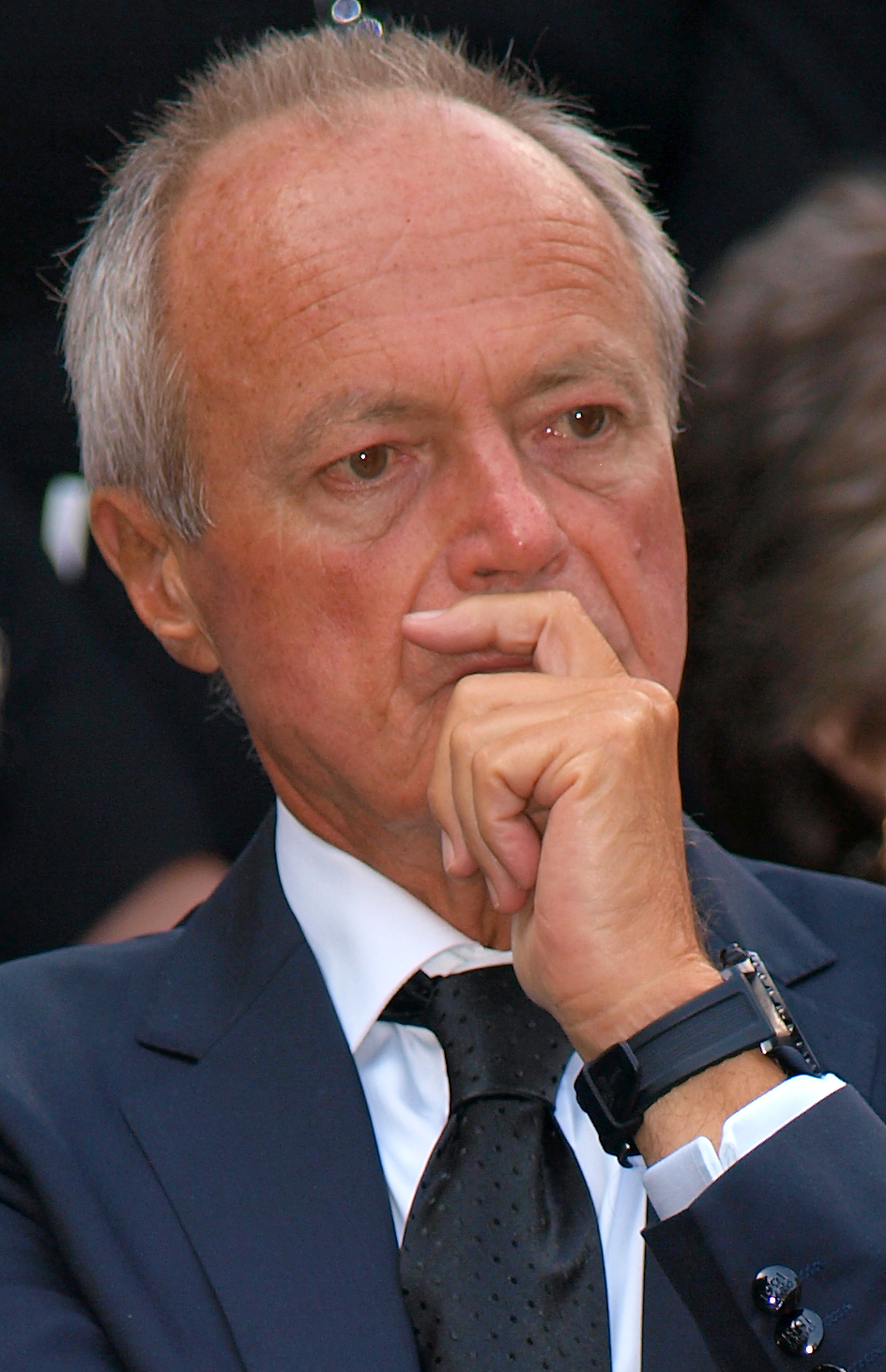
Péter Medgyessy 2002-2004
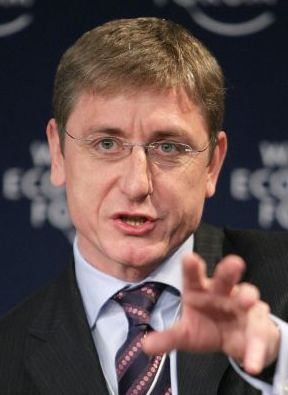
Ferenc Gyurcsány 2004-2007
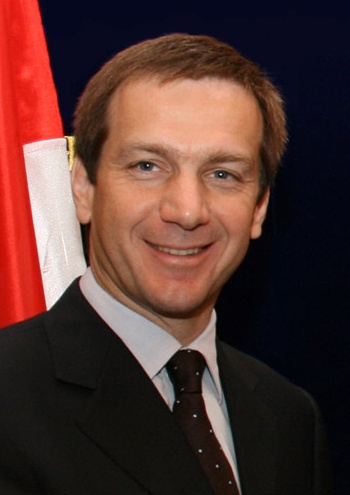
Gordon Bajnai 2009-2010

Présidence de la république

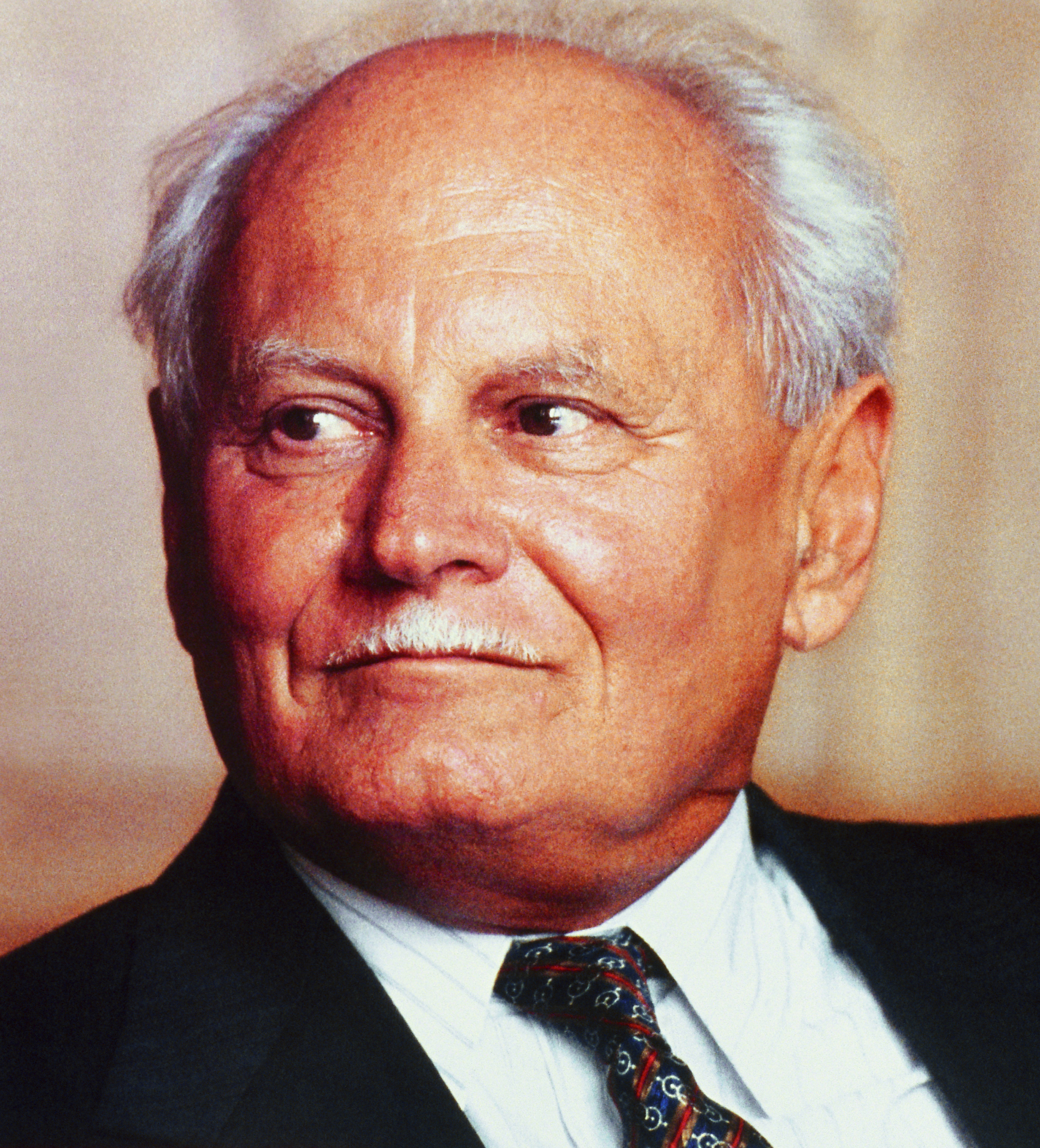
Árpád Göncz 1990-2000
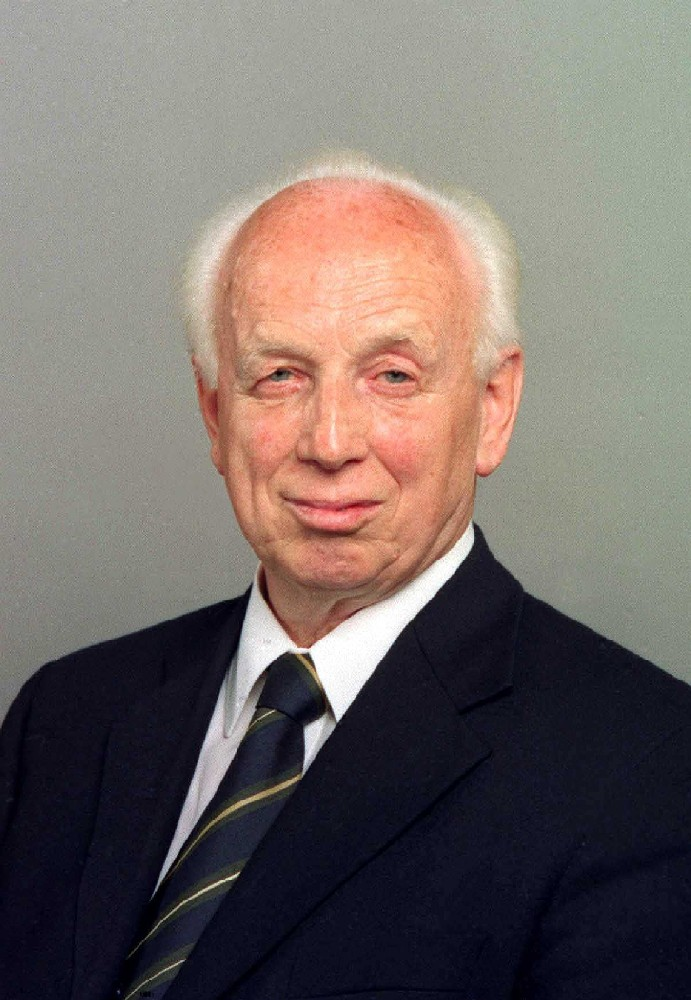
Ferenc Mádl 2000-2005
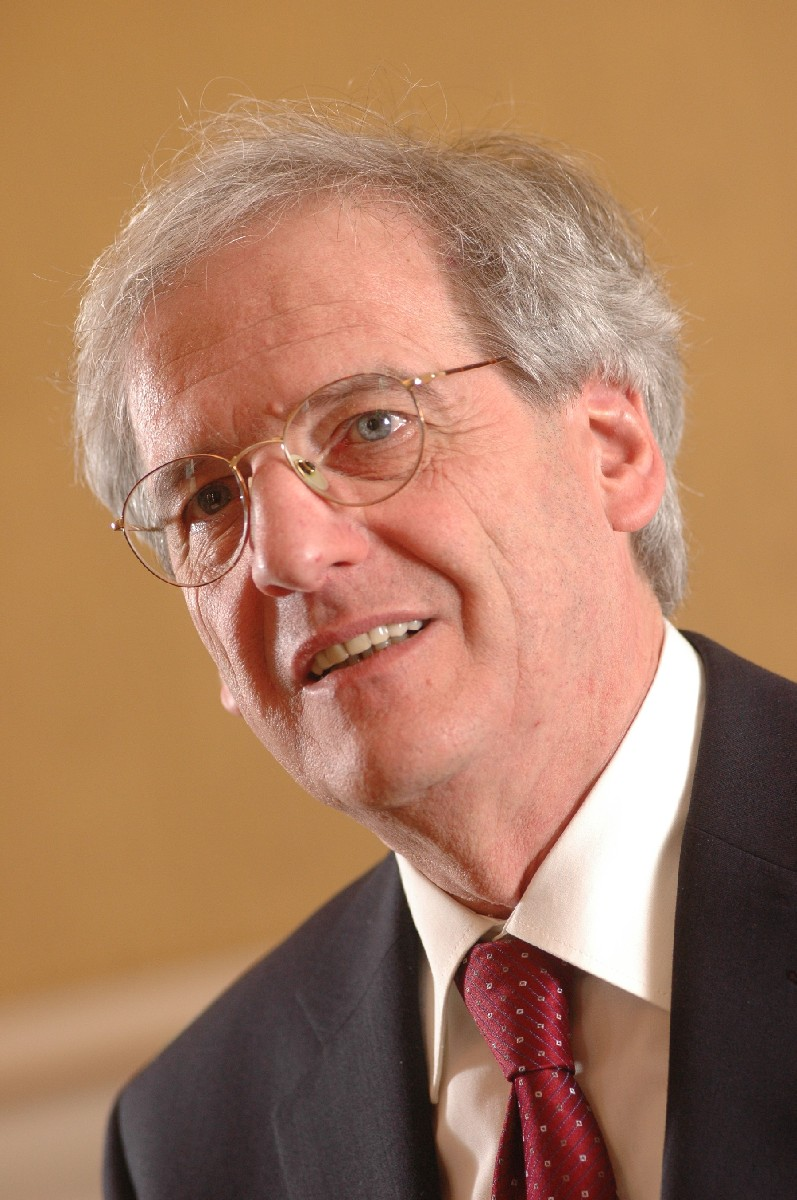
László Sólyom 2005-2010
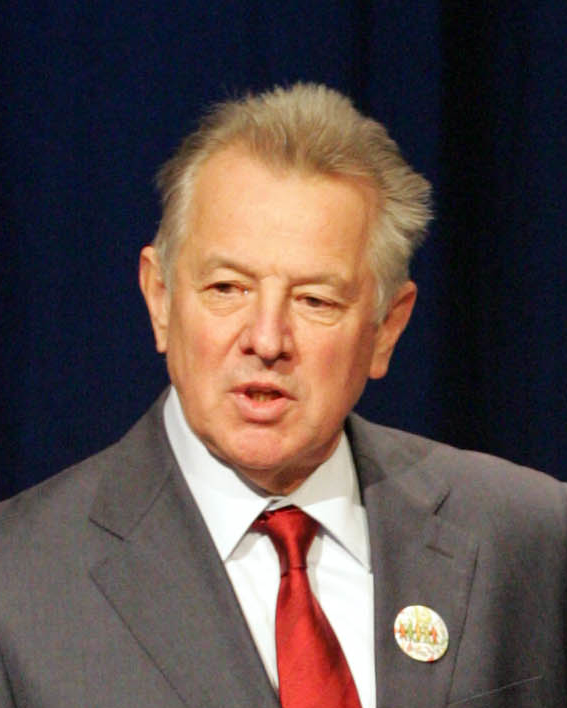
Pál Schmitt 2010-2012
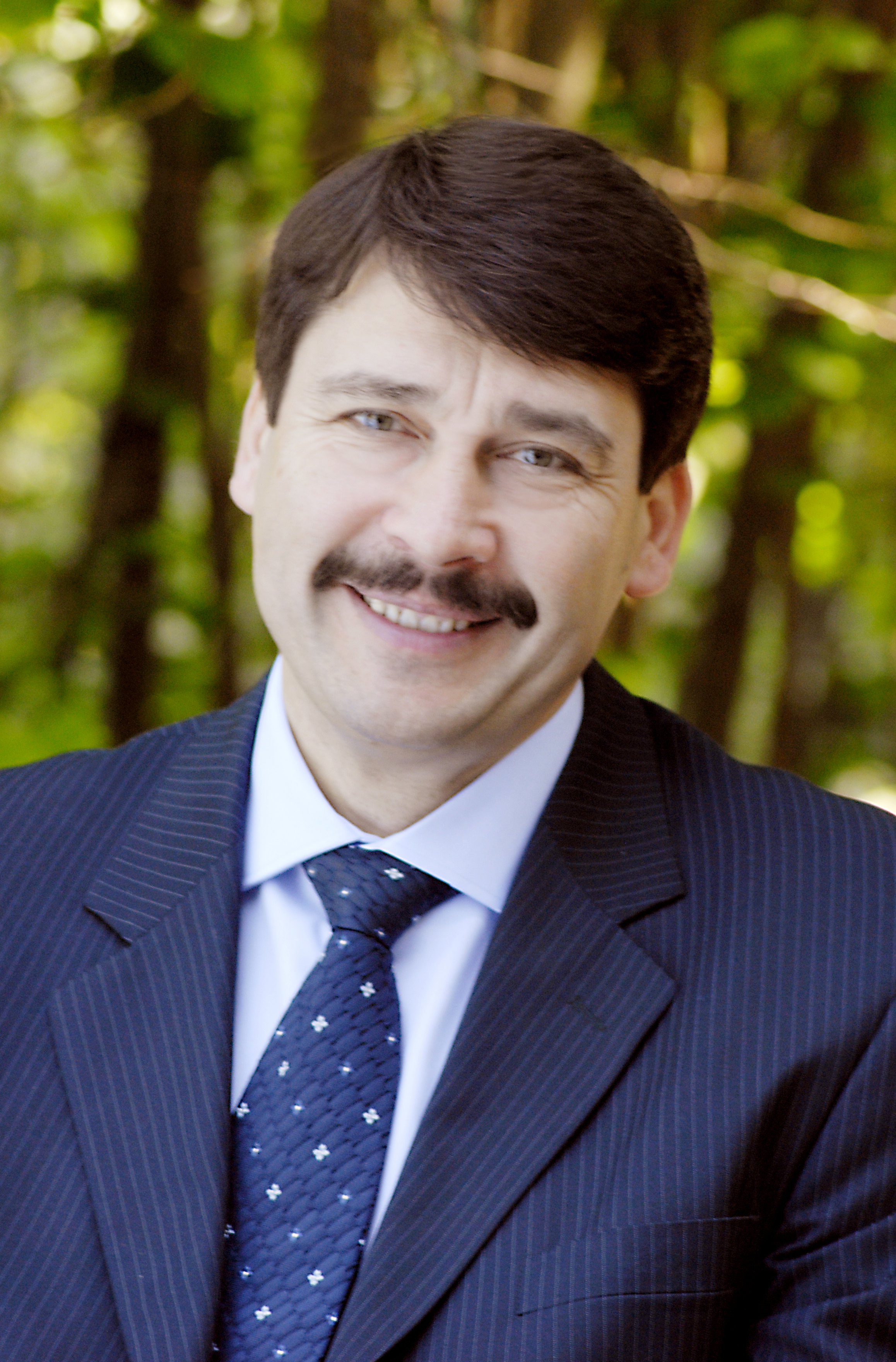
János Áder 2012-2022
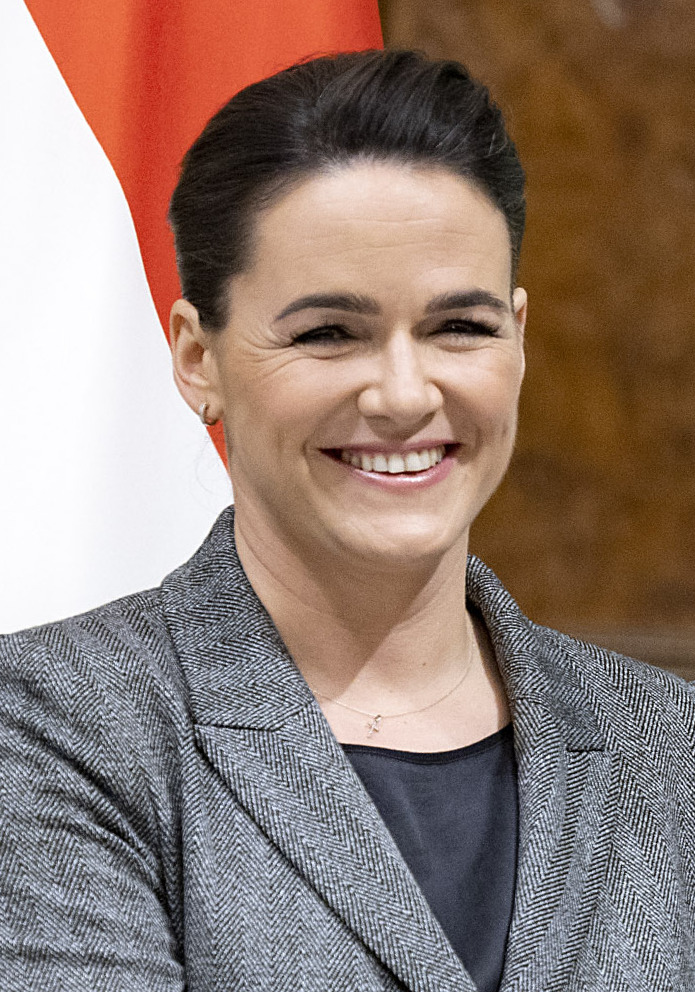
Katalin Novák 2022-2024
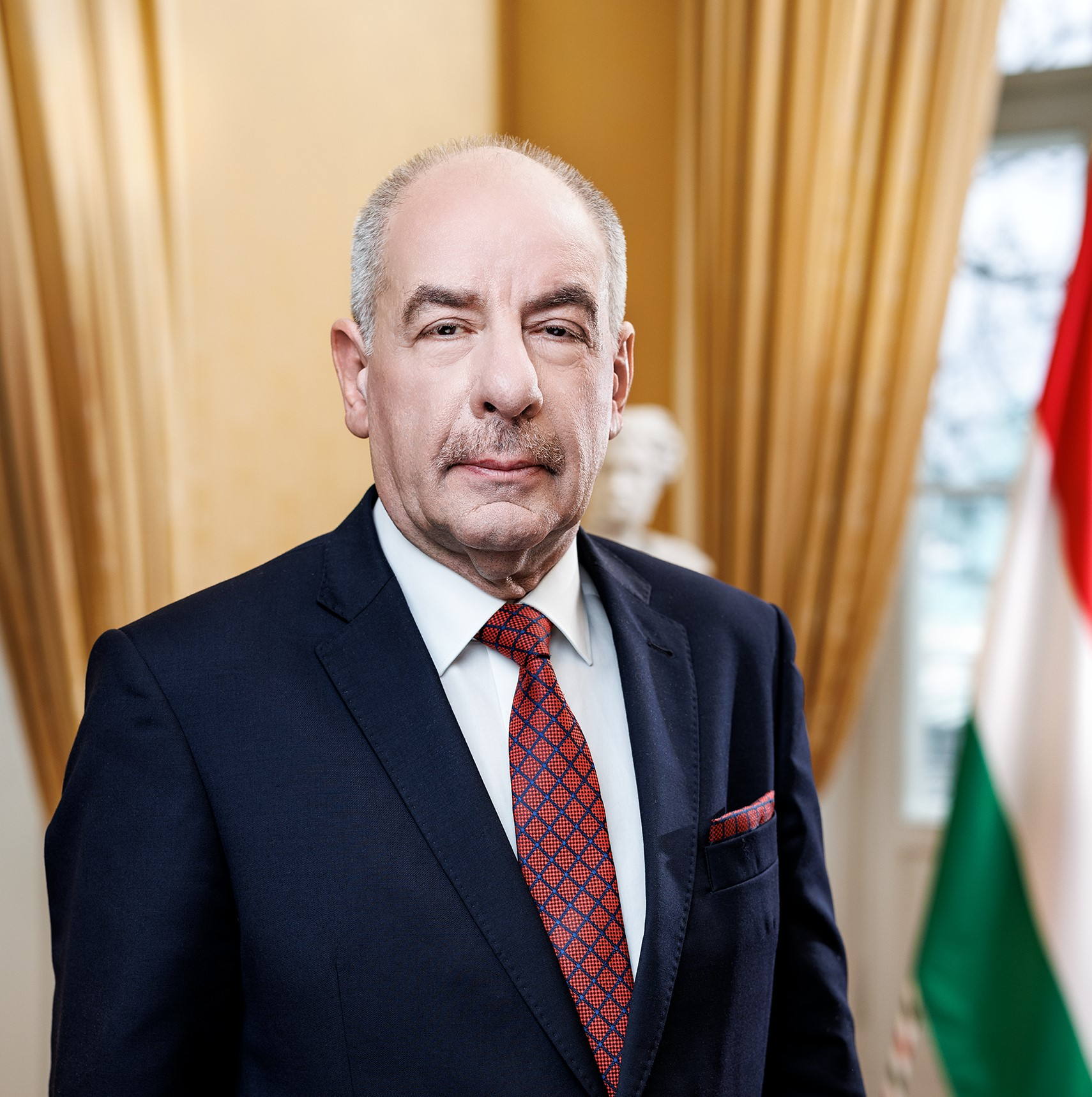
Tamás Sulyok 2024-présent

Chef/cheffe de gouvernement
- Viktor Orbán
1998-2002
2010-présent
- Péter Medgyessy
2002-2004
- Ferenc Gyurcsány
2004-2007
- Gordon Bajnai
2009-2010